# Wörgl
Wörgl ist eine Stadt mit 14.412 Einwohnern (Stand 1. Jänner 2025) im Inntal im Bezirk Kufstein in Tirol, etwa 55 Kilometer (Luftlinie) östlich der Landeshauptstadt Innsbruck gelegen. Die Gemeinde liegt im Gerichtsbezirk Kufstein. Der Großraum Wörgl beheimatet etwa 31.000 Einwohner.
Wörgl wurde mit dem Namen „Uuergile“ 1104/1116 erstmals urkundlich erwähnt, es befand sich jedoch schon in der Römerzeit eine Siedlung in diesem Gebiet. 1416 wurde das Gemeindegebiet in zwei Landgerichte aufgeteilt, 1815 wurden die Gemeinden Wörgl-Kufstein und Wörgl-Rattenberg politisch eigenständig.
1911 erfolgte nach der Gemeindevereinigung die Erhebung zur Marktgemeinde, 1951 wurde Wörgl zur Stadtgemeinde erhoben.
Während des Tiroler Freiheitskampfes 1809 wurde in Wörgl eine größere Schlacht geführt. In den 1930er Jahren wurde Wörgl durch sein Freigeldexperiment weltweit bekannt, im Zweiten Weltkrieg erlitt der Ort eine starke Zerstörung. Wirtschaftlich nimmt Wörgl im Dienstleistungssektor eine in Tirol herausragende Stellung ein.

## Geografie

### Lage

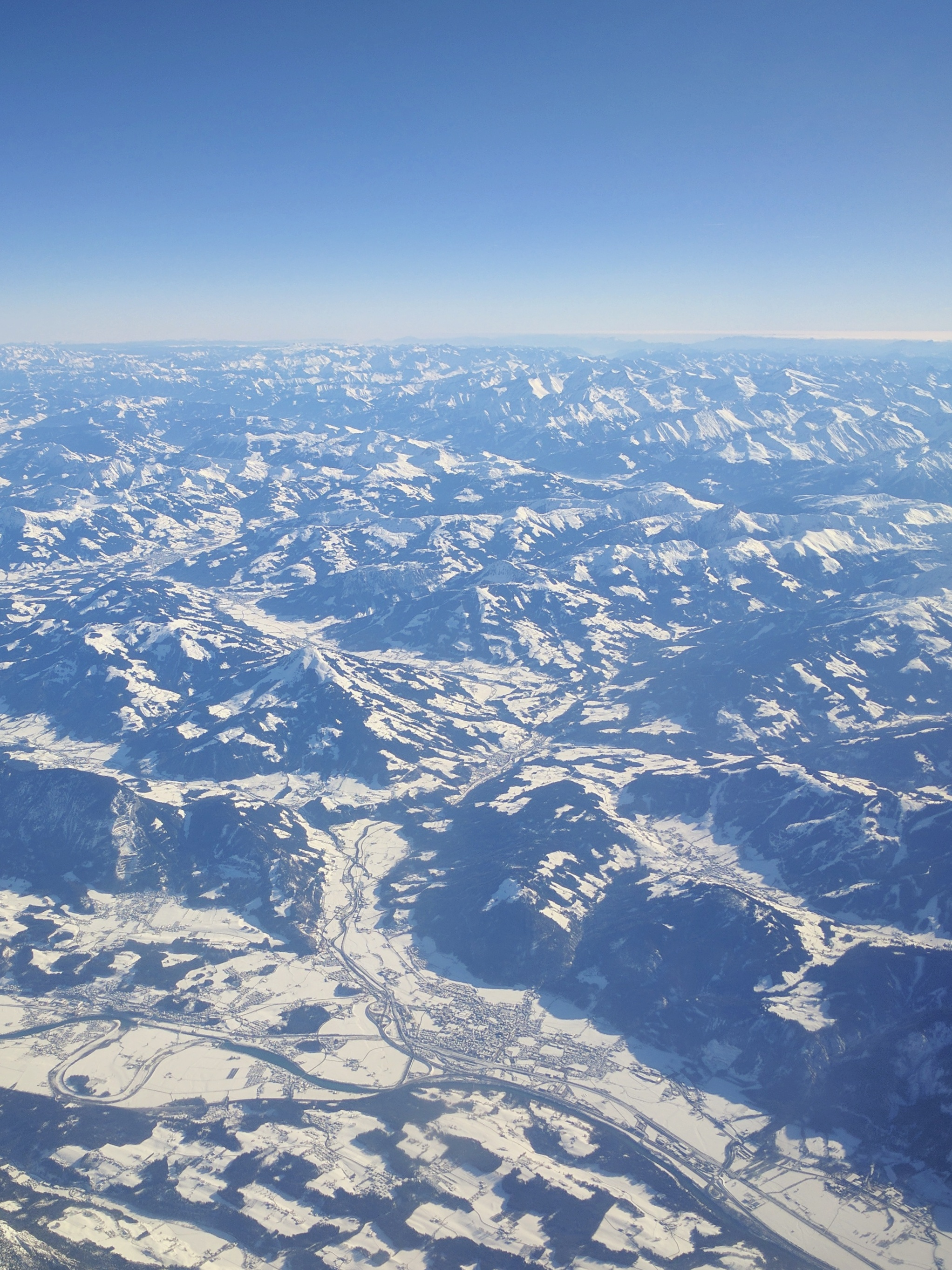
Lage von Wörgl im Inntal an der Einmündung des Brixentals

Wörgl schmiegt sich in einem sanften Bogen an die südlichen Talseiten des Inntals und Brixentals und liegt am Schnittpunkt von Brixental, Sölllandl, Inntal und dem Hochtal Wildschönau bzw. am Zusammenfluss der Brixentaler Ache mit dem Inn. Die Stadt befindet sich auf dem breiten Schwemmkegel des Wörgler Baches, der Brixentaler Ache und einiger kleinerer Bergbäche. Wörgl ist bezogen auf die Einwohnerzahl die fünftgrößte Gemeinde Tirols,
liegt flächenmäßig mit 19,74 Quadratkilometern aber nur auf dem 171. Rang.

### Gemeindegliederung und Stadtumgebung
Von den 1.973,28 Hektar Gemeindegebiet entfallen
- 1.182,03 ha auf die Katastralgemeinde Wörgl-Kufstein (KG-Nr. 83020) und
- 791,62 ha auf die Katastralgemeinde Wörgl-Rattenberg (KG-Nr. 83021).

| Zählsprengel in der Stadtgemeinde Wörgl | Zählsprengel in der Stadtgemeinde Wörgl | Zählsprengel in der Stadtgemeinde Wörgl | Zählsprengel in der Stadtgemeinde Wörgl | Zählsprengel in der Stadtgemeinde Wörgl |
| Name Zählsprengel                       | Name Zählsprengel                       | Ein- wohner                             | Woh- nungen                             | Ge- bäude                               |
| --------------------------------------- | --------------------------------------- | --------------------------------------- | --------------------------------------- | --------------------------------------- |
| 000                                     | Wörgl-Zentrum                           | 825                                     | 381                                     | 144                                     |
| 001                                     | Zentrum-Umgebung-West                   | 1117                                    | 501                                     | 268                                     |
| 002                                     | Zentrum-Umgebung-Nord                   | 1312                                    | 572                                     | 151                                     |
| 003                                     | Bahnhofsviertel                         | 2412                                    | 1096                                    | 182                                     |
| 004                                     | Zentrum-Umgebung-Nordost                | 1267                                    | 644                                     | 208                                     |
| 005                                     | Zentrum-Umgebung-Südost                 | 2489                                    | 1017                                    | 374                                     |
| 006                                     | Wörgl-Ost                               | 729                                     | 303                                     | 213                                     |
| 007                                     | Wörgl-West                              | 734                                     | 317                                     | 208                                     |
| Einwohner Stand: 2001                   |                                         |                                         |                                         |                                         |

Wörgl wird in vier Stadtteile eingeteilt:
Lahntal, Mayrhofen, Söcking und Wörgler Boden;
darin befinden sich die Siedlungen Bodensiedlung, Egerndorf, Einöden, Friedensiedlung, Gießen, Haus, Mühlstatt, Pinnersdorf und Winkl im Gemeindegebiet.
Das Gemeindegebiet wird im Westen zu Kundl hin durch den Lahnbach, im Norden Richtung Angerberg vom Inn und im Osten zu Kirchbichl von der Brixentaler Ache begrenzt. Die Grenze zu Wildschönau im Süden von Wörgl verläuft über die Bergkämme des 1109 m hohen Möslalmkogels und des 1108 m hohen Eissteins.
Südlich des Stadtzentrums werden steilere Abhänge von den vier Klammen Müllnertal, Latreinbach-, Aubach- und Gschießklamm durchschnitten. Nördlich des Stadtzentrums befinden sich der Hauptbahnhof und der Autobahnverteilerknoten Wörgl-Ost. Im Osten erstreckt sich die Gemeinde in das Brixental mit dem Ortsteil Wörgler Boden, der Ruine Wehrburg, einem kleinen Wasserkraftwerk sowie der neuen Unterflurtrasse Bruckhäusl der Loferer Straße. Westlich des Zentrums senkt sich die Talsohle teilweise auf unter 500 m. ü. A. zum sogenannten Wörgler Becken ab, das zuletzt beim Hochwasser 2005 vollständig überschwemmt wurde.

### Flächennutzung

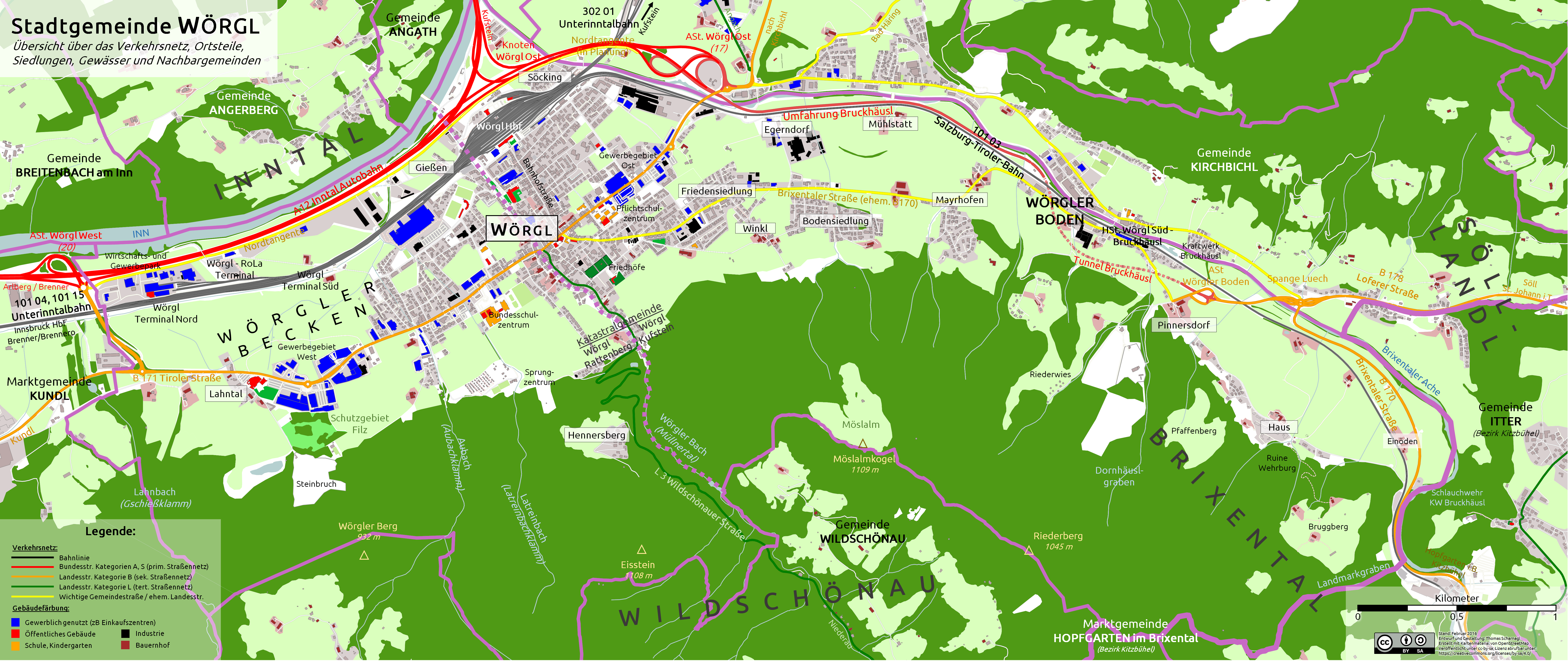
Karte des Gemeindegebietes mit Verkehrsnetz, Siedlungen, Gewässern und Nachbargemeinden

Von der 19,73 km² großen Gemeindefläche sind (Stand 2011, Tirol Atlas):
55,4 % der Fläche Wörgls (das sind 10,94 km²) gelten als Dauersiedlungsraum.
Die Länge aller Gemeindestraßen Wörgls zusammen beträgt etwa 72 km, die Länge aller Bundes- und Landesstraßen (Tiroler Straße B 171, Brixentalstraße B 170 und L 3) 12,2 km. Im Gemeindegebiet befinden sich 19 Straßenbrücken und 6 Bahnbrücken bzw. Überführungen.

### Nachbargemeinden

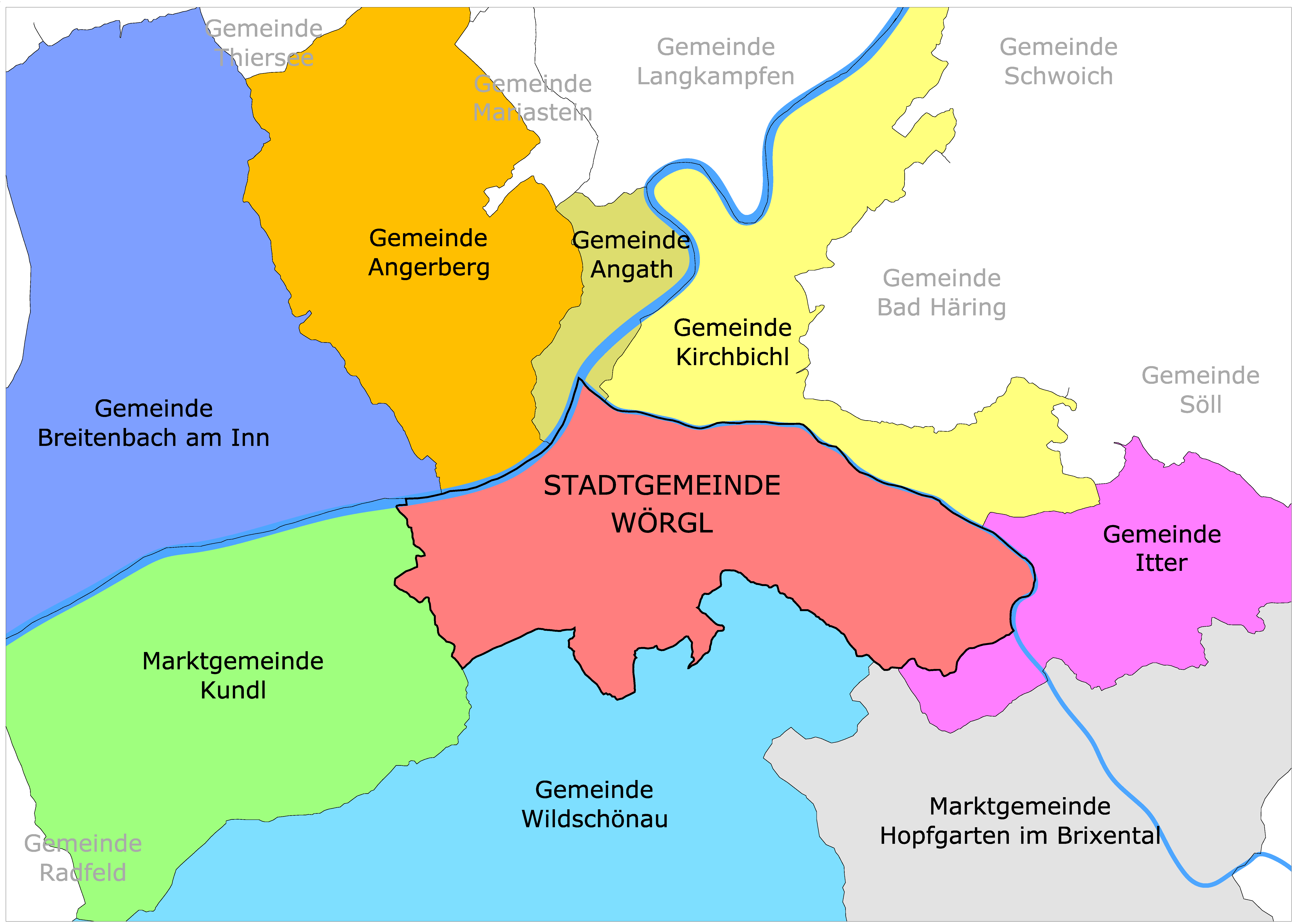
Die Wörgler Nachbargemeinden

Trotz seiner geringen Größe grenzt Wörgl an acht Gemeinden, von denen zwei (Hopfgarten im Brixental und Itter) im Bezirk Kitzbühel liegen. Die etwa zehn Kilometer langen Grenzverläufe zu Breitenbach am Inn, Angerberg, Angath, Kirchbichl und teilweise Itter folgen ausschließlich den Verläufen des Inn und der Brixentaler Ache, während die Grenze zu Kundl entlang einer Klamm und der Grenzverlauf zu Wildschönau, Hopfgarten und Itter den südlichen Bergkämmen folgt.

### Stadtregion Wörgl
Der Tiroler Planungsverband 29 Wörgl und Umgebung besteht aus den acht Gemeinden Angath, Angerberg, Bad Häring, Breitenbach am Inn, Kirchbichl, Kundl, Mariastein und Wörgl mit insgesamt etwa 31.000 Einwohner, womit die Region etwa so viele Einwohner wie das gesamte Zillertal aufzuweisen hat. Die Stadtregion zeichnet sich als einer der dynamischsten Wachstumsräume Tirols aus. Im breiten Talboden des Inntales ist die Region im Bereich der Gemeinden Kirchbichl, Kundl und Wörgl stärker bebaut, während am nördlich gelegenen Mittelgebirgsrücken des Angerberges eine weitgehend agrarisch geprägte Landschaft erhalten blieb. Mit Bad Häring befindet sich auch ein Kur- und Rehabilitationsort in der Region, im Mittel ist der Tourismus jedoch nur gering ausgeprägt.

### Geologie
In der letzten Eiszeit schob sich der etwa 1400 m dicke, größte und längste ostalpine Eisstrom über das heutige Wörgler Becken. Nach dem Gletscherrückzug füllte sich das Inntal im Laufe mehrerer Jahrmillionen auf. Die Schuttsohle des Inntales bei Wörgl ist in etwa zwei Kilometer breit. Die feste Talsohle befindet sich laut Bohraufschlüssen in circa 90 bis 150 m Tiefe. Dazwischen befinden sich unterschiedliche Materialien, wie Sand, Ton, Zementmergel, bituminöser Mergel und Stinksteinschichten. Im Gemeindegebiet findet man u. a. Dolomit, Buntsandstein, Kalk und Schiefer.

### Gewässer im Gemeindegebiet

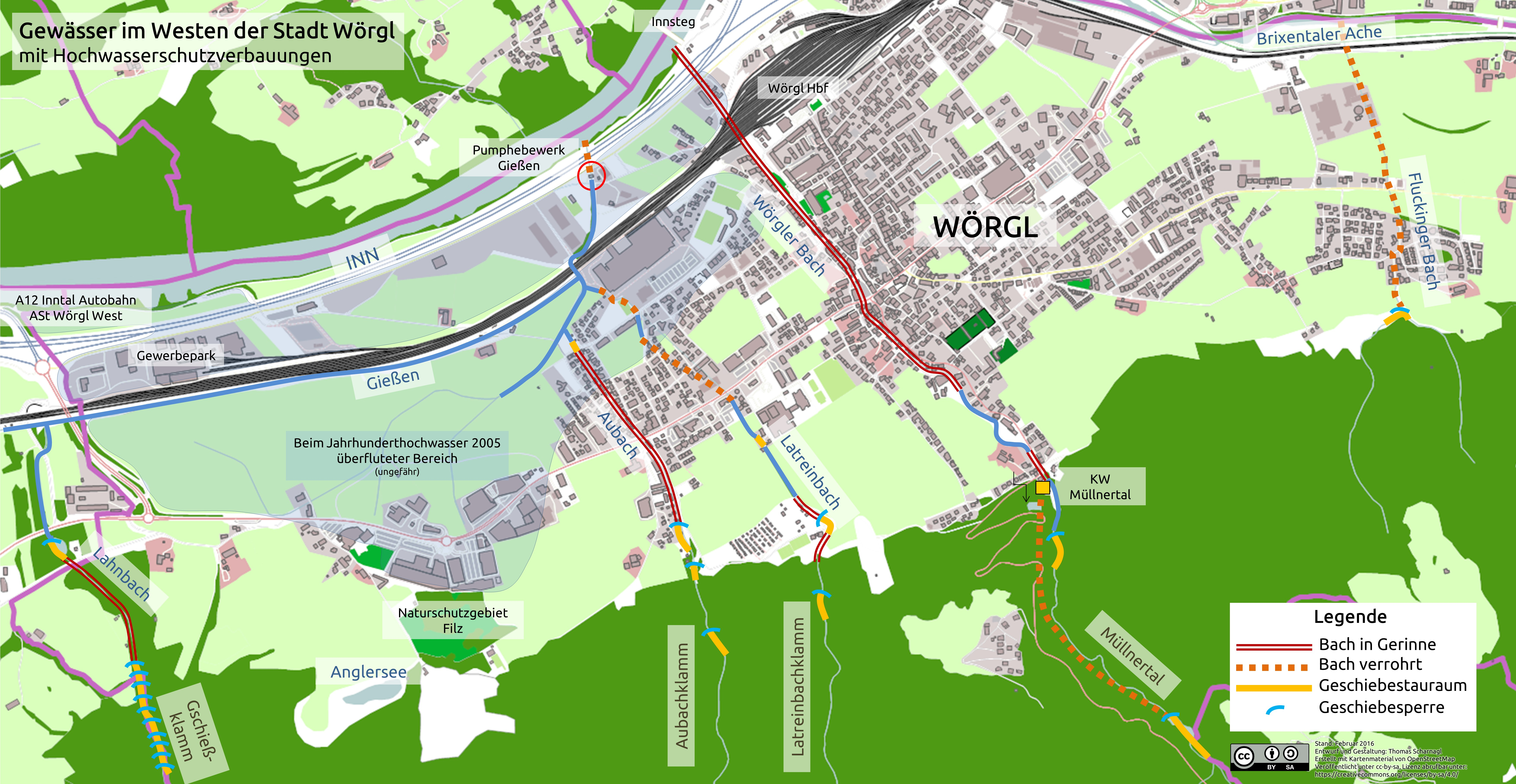
Die Gewässer im Westen der Stadt mit deren Verbauungen. Blau hinterlegt ist die im Hochwasser 2005 aufgrund eines Dammbruchs überflutete Fläche

Das Hauptgewässer im Wörgler Gemeindegebiet ist der Fluss Inn, der im Norden die Grenze zu den Gemeinden Breitenbach am Inn, Angerberg und Angath bildet. Der Fluss entwässert bis hierhin etwa 9.000 km² und besitzt eine Breite von rund 120 m (Innsteg), der Durchfluss-Tagesmittelwert liegt zwischen 100 m³/s im Winter und 600 m³/s im Sommer. Bei Hochwassersituationen tritt der Inn selbst nicht über die Ufer, jedoch kann es aufgrund von Rückstauungen der in den Fluss mündenden Gewässer zu Überbordungen kommen. Für die Stadt hatten der Inn und die bis ins 20. Jahrhundert andauernde Innschifffahrt kaum Bedeutung, an Stelle des heutigen Innsteges befand sich bis zu dessen Errichtung 1982 die letzte Innfähre in Tirol.
Die Brixentaler Ache passiert auf ihren letzten Flusskilometern die Stadt. Die Ache erreicht dabei im Südosten, nachdem sie die Itterschlucht verlassen hat und von der Wehranlage des Kraftwerkes Bruckhäusl aufgestaut wird, das Gemeindegebiet und ist bis zur Mündung in den Inn die Gemeindegrenze zu Itter, Kirchbichl und Angath. Mehrere seit den 1950er Jahren errichtete Uferbefestigungen schützen das Achenbett vor Erosionen bei hohem Wasserstand, Hochwässer mit Überbordungen sind entlang der Ache bis auf den Mündungsbereich sehr selten.
Das drittgrößte Gewässer in der Gemeinde ist der Wörgler Bach, der mit einer Entwässerungsfläche von etwa 20 km² die Niederau (Gemeinde Wildschönau) entwässert und durch das Müllnertal auf Wörgl trifft. Der den Ort von Süden nach Norden durchquerende Bach hat seit jeher eine wesentliche Bedeutung für die Stadt, in der Vergangenheit sowohl als ehemalige Gemeindegrenze, als Wasserquelle für das erste Schwimmbad sowie als Standort für Hammerschmiedbetriebe und aktuell als Kraftwerksstandort und Katastralgemeindegrenze. Der Bach überflutete immer wieder das Stadtgebiet, weshalb seit den Anfängen des 20. Jahrhunderts ständige Regulierungen und Uferverbauungen einen heute guten Hochwasserschutz schafften.
Im Westen fließen ebenfalls von Süden nach Norden der Latreinbach, der Aubach und der Lahnbach im Gemeindegebiet, bis sie in den Gießenbach münden. Dieser sammelt das anfallende Grundwasser, das insbesondere vom Wasserstand des Inn abhängt, sowie die genannten Gebirgsbäche entlang der Bahnstrecke westlich des Hauptbahnhofs. Durch das Pumpwerk Gießen wird er in den Inn geführt. In Wörgl Boden (Brixental) gibt es nur kleinere Bäche mit kaum nennenswerten Wassermengen, die in regulierter Form in die Brixentaler Ache münden. Sonstige kleinere Bäche erreichen die Vorfluter nur nach stärkeren Regengüssen bzw. Unwettern, können dann jedoch erhebliche Schäden verursachen. Nach einem verheerenden Unwetter im Jahr 1956, bei dem sämtliche Bäche im Stadtgebiet ein außerordentliches Hochwasser führten, begannen umfangreiche Schutzmaßnahmen. Dabei wurden an den Schluchtausgängen Geschieberückhaltemauern errichtet und die Bäche in steinerne Gerinne geleitet.
Bis auf einen etwa 8.200 m² großen Anglersee im Westen des Schutzgebietes „Filz“ und kleinere Sumpftümpel befinden sich keine weiteren Seen im Gemeindegebiet.

### Flora und Fauna
Die Flora und Fauna rings um Wörgl wurde im Laufe des letzten Jahrhunderts durch die expandierende Stadt stark beeinflusst. Es gibt im Gemeindegebiet nur kleine Rückzugsgebiete für die Tier- und Pflanzenwelt, unberührte Landschaftsteile sind nur mehr selten auffindbar. Die Gewässer bieten jedoch ideale Bedingungen für Wasseramseln, Bachstelzen, Eiderenten und seltener Flussregenpfeifer sowie Alpenstrandläufer. Ebenso zurückgedrängt sind die Freiräume für Feldhasen und Wiesel in den wenigen Feldern der Talebene. Lediglich die Wälder bieten abseits der Forst- und Wanderwege größere Lebensräume für Füchse, Waldgämse (am ehesten im Bereich des Hennersberges auffindbar), Spechte und Eichhörnchen.
Die Mischwälder der Bergkette im Süden der Gemeinde – Wörgler Berg, Eisstein, Möslalmkogel und Riederkogel – setzen sich aus Tannen, Fichten, Buchen, Berg-Ahorn und Lärchen zusammen. An den steilen Abhängen der Schluchten finden sich weiters noch die hier seltenen Eiben und Stechpalmen. Auf dem Schwemmkegel des Lahnbaches im äußersten Westen der Gemeinde wächst ein in Tirol sehr selten gewordener Edellaub-Mischwald. Hier dominieren Baumarten wie der Bergahorn, Sommerlinde, Gemeine Esche, Stieleiche, Winterlinde und Bergulme. Der Borstgrasrasen und Kalkmagerrasen des Möslalmkogels stellt eine artenreiche kalkliebende Flora dar. Von den einst sehr ausgedehnten Auwäldern entlang der Brixentaler Ache und besonders des Inn ist heute aufgrund der Regulierungen, der Ausdehnung des Weidelandes und der Errichtung der Autobahn nur mehr wenig erhalten geblieben. Einige Arten der Weide und Erle säumen heute die schmalen und teils steilen Ufer. Am entlang der Bahnstrecke gelegenen Entwässerungsgraben Gießen befindet sich heute ein hinsichtlich des Arten- und Pflanzenreichtums schützenswerter Landschaftsteil, der jedoch aufgrund diverser Hochwasserschutzbauten ebenfalls Einbußen erleiden musste. Als Bahnknotenpunkt besitzt Wörgl auch eine artenreiche Bahnkörperflora, die aufgrund der dort vorherrschenden mageren und nährstoffarmen Böden eine ökologische Nische für teils gefährdete Pflanzenarten darstellt.

### SchutzgebietFilzund NaturdenkmalKaiserlinde

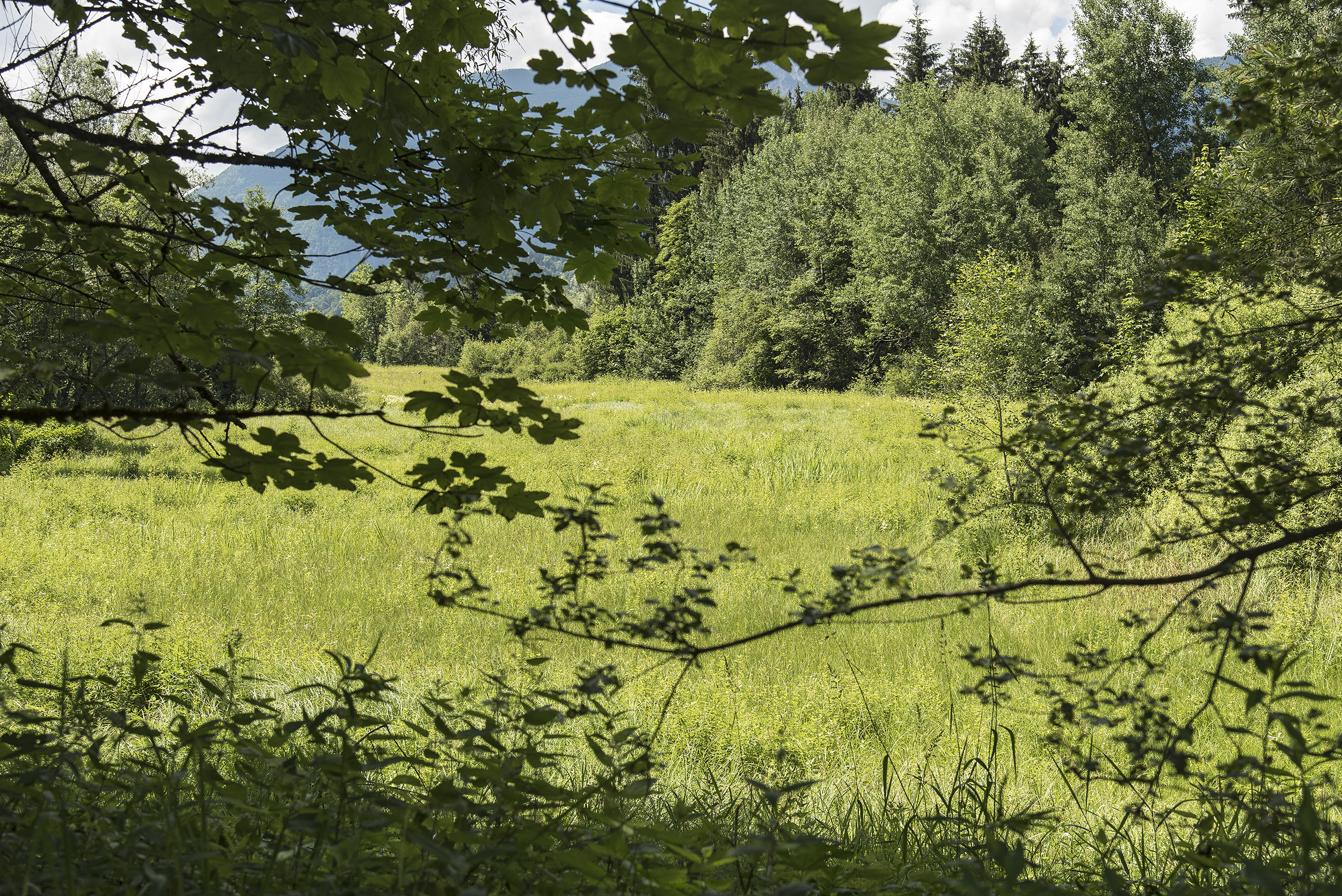
Schutzgebiet Filz

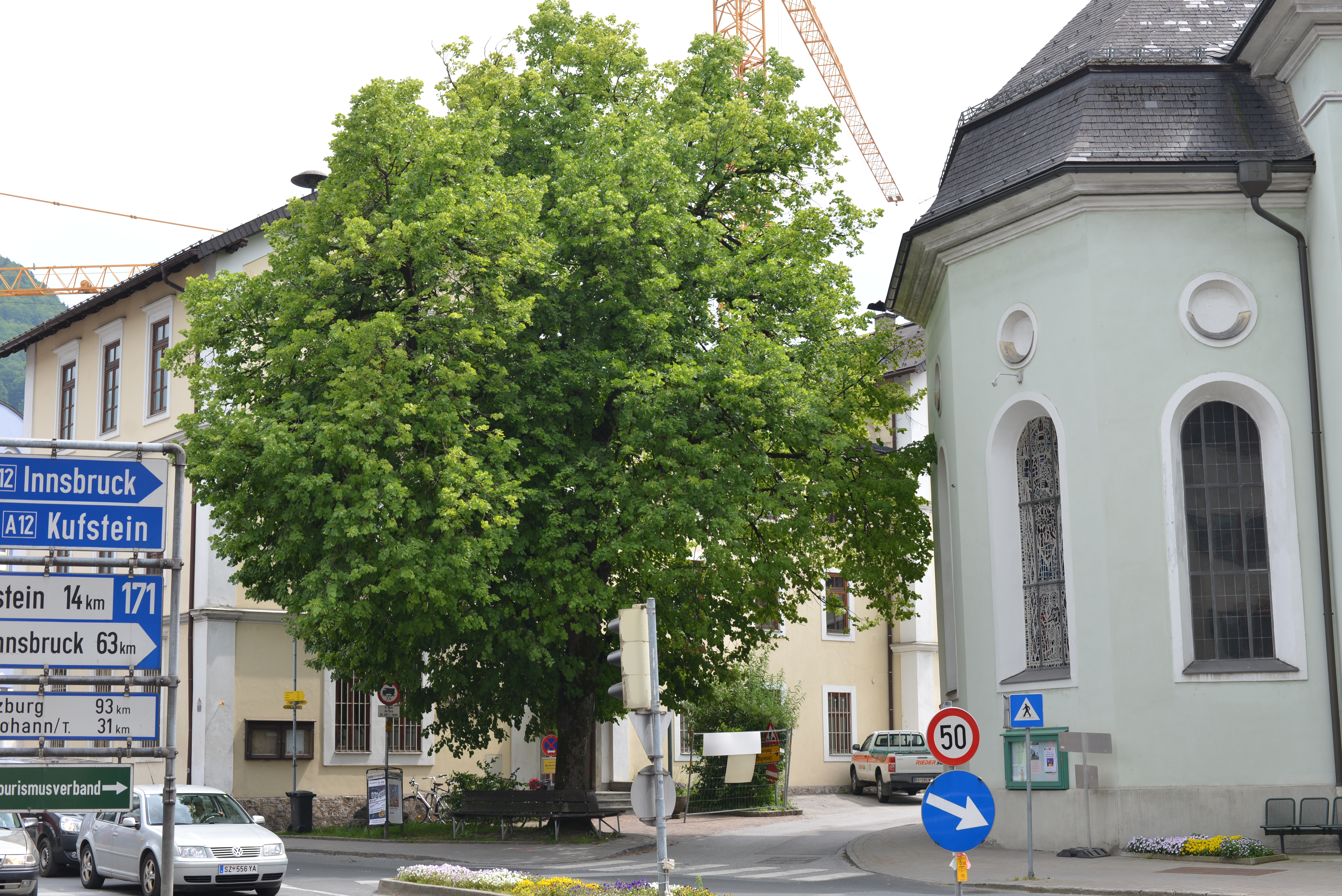
Kaiserjubiläumslinde im Stadtzentrum

Am Westrand des Stadtgebietes befindet sich ein nach dem Tiroler Naturschutzgesetz 2005 geschützter Feuchtgebietskomplex aus Hoch-, Übergangsmooren, Kleinseggenrieden, Nasswiesen und Hochstaudenfluren. Aufgrund der Lage inmitten des dicht besiedelten Talbodens zwischen Wörgl und Kundl stellt die Filz mit ihrem großen Artenreichtum ein wertvolles Relikt der in der Inntalniederung ehemals großflächig verbreiteten Feuchtgebietsvegetation dar. Auch das Vorkommen zahlreicher geschützter und gefährdeter Tier- und Pflanzenarten, davon sind elf Pflanzenarten in Tirol regional und zwei Arten in Tirol stark gefährdet, unterstreicht die Schutzbedürftigkeit dieses Moores. Das Feuchtgebiet dürfte ein Überbleibsel eines früheren Innarmes sein, an dem bei Hochwässern toniges, wasserundurchlässiges Material abgelagert wurde. Durch die Innregulierungen entstand ein isoliertes Biotop, das jetzt nur noch von Hangwässern gespeist wird. Das Feuchtgebiet besitzt eine Torfauflage von 10 bis 30 cm Mächtigkeit. Nach in den 1960er Jahren eingeleiteten Entwässerungsmaßnahmen, die sich sehr negativ auf den Feuchtigkeitskomplex ausgewirkt hatten, pachtete die Stadt 1986 den östlichen Biotopbereich zu Schutzzwecken, 1992 kamen weitere Teile hinzu. 1994 richtete die Ökologiegruppe Wörgl einen Schaupfad mit Schautafeln ein. Das Schutzgebiet leidet noch an den Entwässerungsmaßnahmen und ist durch das umliegende intensiv genutzte Grünland sowie das angrenzende Gewerbegebiet gefährdet. Das Schutzgebiet hat gegenwärtig eine Fläche von 5,22 Hektar.
Im Stadtzentrum, zwischen Pfarrkirche und Musikschule (ehemalige Volksschule), befindet sich die Kaiserjubiläumslinde. Anlässlich des fünfzigjährigen Thronjubiläums von Kaiser Franz Joseph I. pflanzte der Wörgler Verschönerungsverein zwanzig Winterlinden zu einer Allee, von denen eine im Stadtzentrum als Jubiläumslinde gesetzt werden sollte, um bei den Feierlichkeiten enthüllt zu werden. Doch der Jungbaum wurde zerstört, stattdessen pflanzte der Direktor der Volksschule eine Linde vor dem Schulgebäude. Auf dem Baumstamm erinnert eine Tafel an das Thronjubiläum und das Setzjahr 1898.

### Klima
Da sich die Stadt im Gebiet der Nordstaulage befindet, sind die Jahresniederschläge entsprechend hoch. Die durchschnittliche jährliche Niederschlagsmenge belief sich im Beobachtungszeitraum von 1971 bis 2000 auf 1.135,2 mm. Die Hauptniederschlagszeit liegt zwischen April und Oktober mit Höchstwerten in den Monaten Juni, Juli und August. In dieser Zeit ziehen häufig Starkregen- oder Gewitterwolken, die bis zu Unwettern mit starkem Hagelschlag und Sturmfronten heranwachsen können, hauptsächlich von Westen kommend über Wörgl. Dabei können sogar heftige Sturmböen mit Tornadoerscheinungen entstehen. Die Niederschläge konzentrieren sich jedoch meist nördlich der Stadt und ziehen weiter nach Nordosten. Wörgl liegt kaum mehr im Föhngebiet, wodurch es zu stärkeren Schadstoffbelastungen und im Sommer zu höheren Temperaturen kommen kann. Die Winter sind aufgrund der Nordstaulage niederschlagsreich, doch die Temperaturen liegen meist ungünstig für stärkere Schneefälle.
|                       | Jan  | Feb  | Mär  | Apr  | Mai  | Jun   | Jul   | Aug   | Sep  | Okt  | Nov  | Dez  |   |         |
| Mittl. Tagesmax. (°C) | 1    | 4    | 11   | 16   | 20   | 24    | 25    | 23    | 20   | 15   | 8    | 2    | ⌀ | 14,1    |
| Mittl. Tagesmin. (°C) | −7   | −5   | 1    | 4    | 8    | 11    | 13    | 12    | 10   | 5    | 0    | −4   | ⌀ | 4       |
|                       |      |      |      |      |      |       |       |       |      |      |      |      |   |         |
| Niederschlag (mm)     | 73,9 | 62,0 | 76,3 | 72,7 | 95,7 | 140,3 | 158,0 | 142,4 | 90,8 | 64,5 | 81,0 | 77,6 | Σ | 1.135,2 |
|                       |      |      |      |      |      |       |       |       |      |      |      |      |   |         |
| Sonnenstunden (h/d)   | 3    | 4    | 5    | 6    | 7    | 6     | 7     | 6     | 6    | 5    | 3    | 2    | ⌀ | 5       |
|                       |      |      |      |      |      |       |       |       |      |      |      |      |   |         |
| Regentage (d)         | 13   | 13   | 11   | 14   | 15   | 19    | 19    | 17    | 14   | 12   | 12   | 13   | Σ | 172     |

| −7 |

| −5 |

| 1 |

| 4 |

| 8 |

| 11 |

| 13 |

| 12 |

| 10 |

| 5 |

| 0 |

| −4 |

| −7 |

| −5 |

| 1 |

| 4 |

| 8 |

| 11 |

| 13 |

| 12 |

| 10 |

| 5 |

| 0 |

| −4 |

## Geschichte

### Etymologie
Woher der Name Wörgl kommt, ist immer noch nicht lückenlos geklärt. Es sind weder Namen der um 800 v. Chr. in diesem Bereich gelegenen vorgeschichtlichen Siedlung noch der römerzeitlichen Ortschaft überliefert. Die erste Nennung erfolgte als „Uuergile“ in Zusammenhang eines „Hartwich de Uuergile“ zwischen 1104 und 1116. Vermutlich stammt der eher ungewöhnliche Ortsname von mittelhochdeutsch „twerch“ (zwerch, = quer) vom den Inntalboden querenden Wörgler Bach. In der neueren Forschung wird eher von einem lateinischen Ausgangswort ausgegangen. Das kann etwa Vergilii fundus (‚Landgut des Vergilius‘) oder verrucula (‚kleine Warze‘, vgl. Virgl bei Bozen) sein, was sich aufs Grattenbergl bezogen haben könnte. Falls der Name vom Wörgler Bach herrührt, ist eine Abstammung von einem möglichen Gewässernamen *Wergila in Betracht zu ziehen.
Weitere Namensnennungen waren:
- „Wergel“ (1196–1214),[12]
- „Wergell“ (1385),[15]
- „Twergel“ (1390),[16]
- „Wergl“ (1397),[17]
- „Zwergl“ (1470, könnte eine Abkürzung für „zu Wergel“ bedeuten)[18] und gelegentlich auch
- „Wirgl“ (1468 und in Leopold Mozarts Brief 1769).[19]

### Wörgl vor der ersten Namensnennung

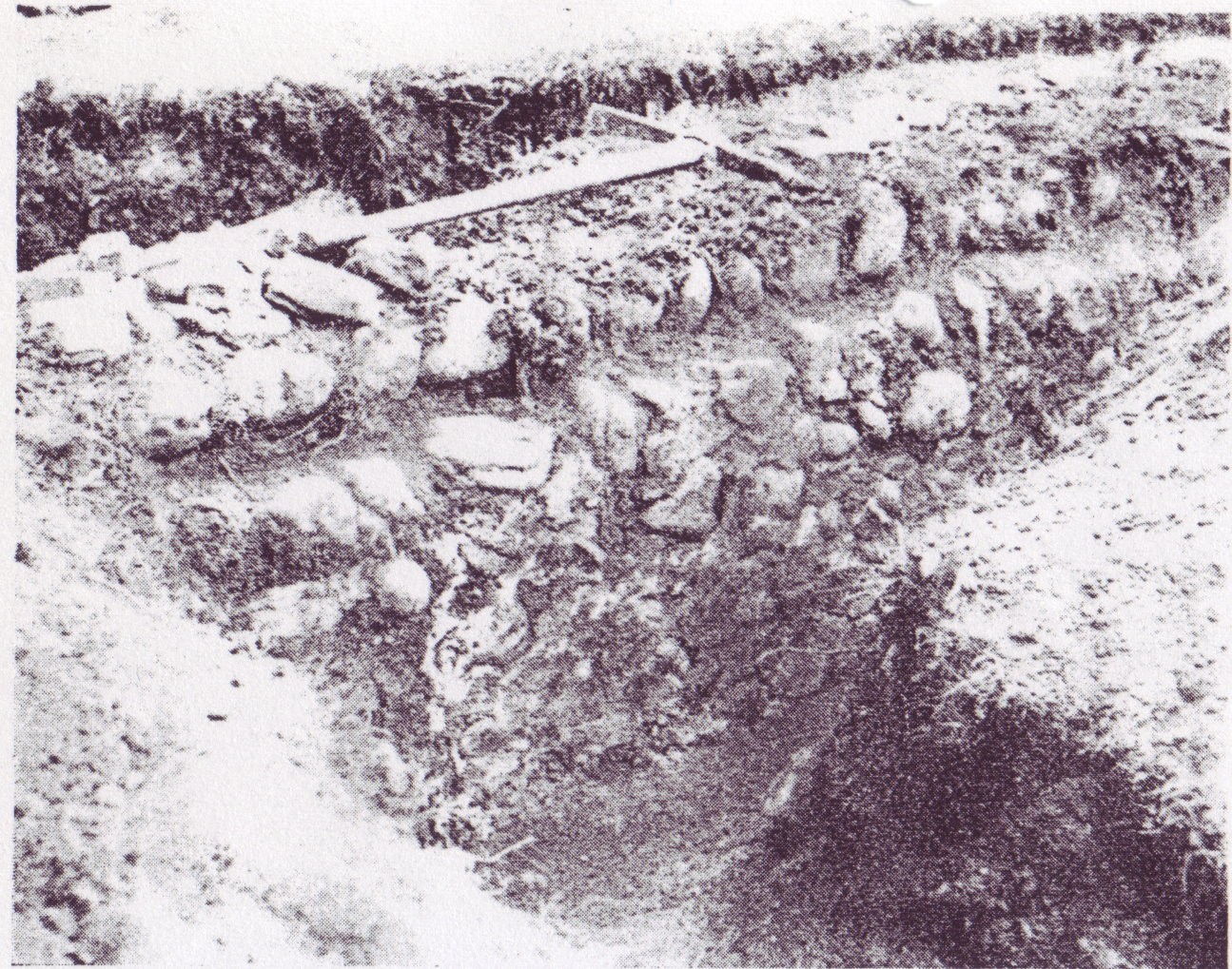
Die Grundmauern der römischen „Villa Rustica“, die 1949 im Wörgler Stadtzentrum entdeckt wurden

Das Gebiet von Wörgl war nach dem Befund von Ausgrabungen schon seit der frühen Eisenzeit (1000 v. Chr.) besiedelt; auch reger Handel wurde damals bereits getrieben. So befinden sich beim Grattenbergl, dem Egerndorfer Feld und der Wimpissinger Schottergrube die umfassendsten prähistorischen Grabungsplätze Nordtirols. Ein Anziehungspunkt waren vorhandene Möglichkeiten zum Erzabbau des hier ausstreichenden Schwazer Dolomits; mit Sicherheit gab auch die Verkehrslage (Weg von den Kupfergruben um Kitzbühel zum Inntal) Anreize zum Entstehen von Siedlungen. Damals führte eine römische Hauptstraße von Veldidena nach Iuvavum durch Wörgl, die später als „Landtstraße Ordinarii“, „Wörgler Gassen“, „Kriegsstrassen“ oder „Salzburger Reichsstraße“ denselben Verlauf durch den Ort wie die heutige Tiroler Straße B 171 als „Innsbrucker Straße“, „Andreas-Hofer-Platz“ und „Salzburger Straße“ beschrieb.
Bei der Ausgrabungsstätte im Egerndorfer Feld wurden etwa 500 rund 2500 Jahre alte Urnengräber freigelegt und detailliert untersucht.
Auch eine römerzeitliche Siedlung im heutigen Stadtgebiet ist nachweisbar. 1842 kamen im Anger des Unterkrumbacherhofes die Reste eines römischen Landhauses des 2. Jahrhunderts n. Chr. zum Vorschein, bei der eine Terra-Sigillata-Schale und bemalte Mauerteile gefunden wurden, die heute in Vitrinen der Neuen Mittelschule Wörgl 1 zu sehen sind. Die aus Geröllsteinen errichteten Wände hatten eine Mächtigkeit von etwa 70 cm. Die Ausstattung der Villa war durchaus luxuriös, der Fußboden bestand aus festem Estrich, in fünf Räumen wurden Wandmalereien gefunden. Ein Raum besaß eine Fußbodenheizung (Hypokaustum), die benötigte Warmluft wurde auch innerhalb der Wände zur Beheizung hochgeführt. Möglicherweise wurde die Heizung auch für ein Warmwasserbad (Caldarium) verwendet.
St. Laurentius, der Pfarrpatron, weist auf eine vorgermanische Christianisierung hin und selbst noch in den Flurkarten der Jahre vor dem Bahnbau zeigen die Grundstücke an der damaligen Reichsstraße jene Quadratform und Größe, wie sie vom römischen Ackermaß her bekannt sind. Heute befinden sich am südlichen Stadtrand der Dallnhof, der städtische Bauhof, eine Busgarage und der neue Friedhof Süd innerhalb eines im heutigen Kataster erkennbaren römischen Ackermaßes (230 × 230 m).
Im späten 6. Jahrhundert drangen die Bajuwaren in den Raum Wörgl vor.

### Bayerische Zeit

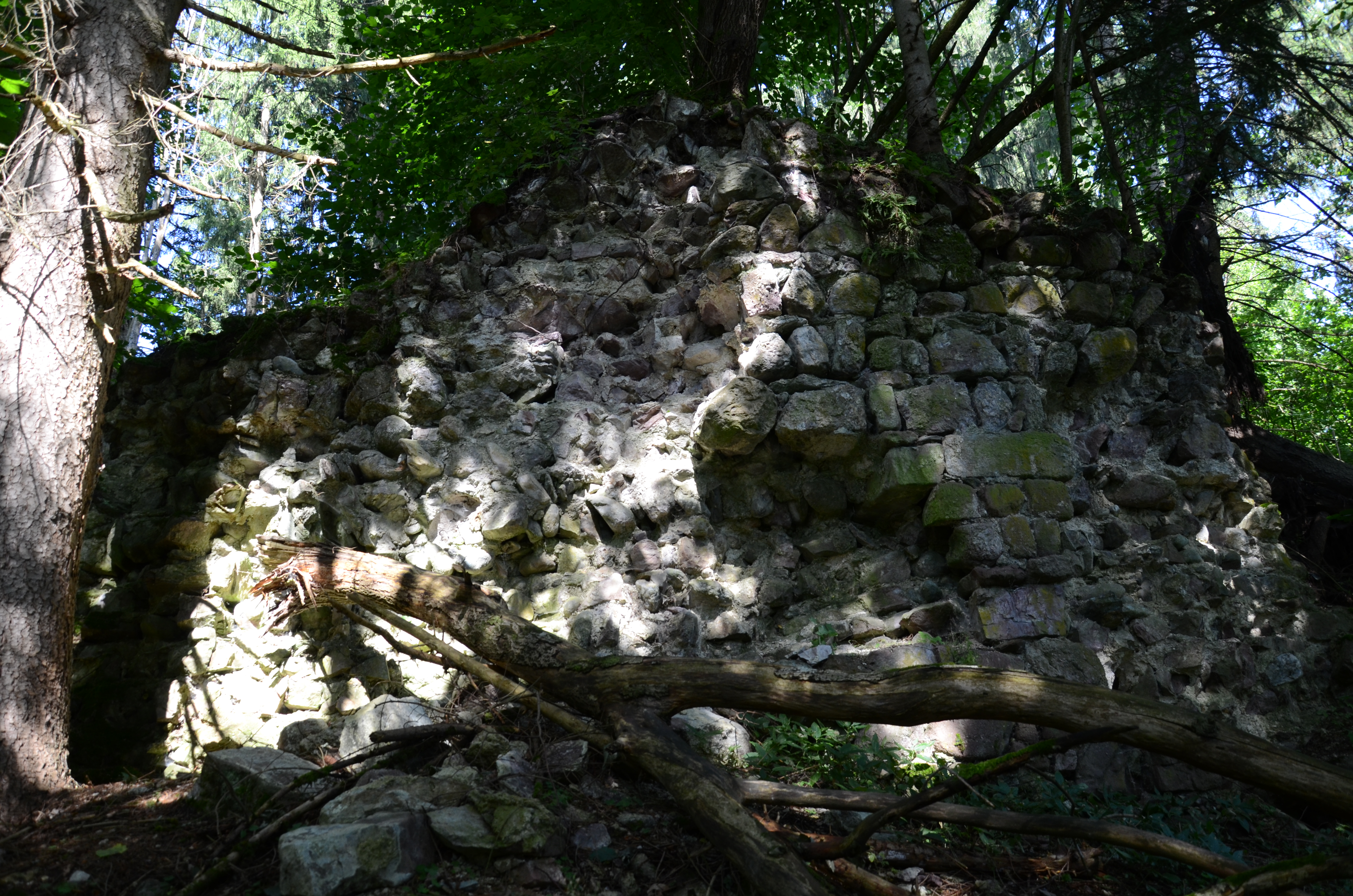
Mauerreste der Wehrburg

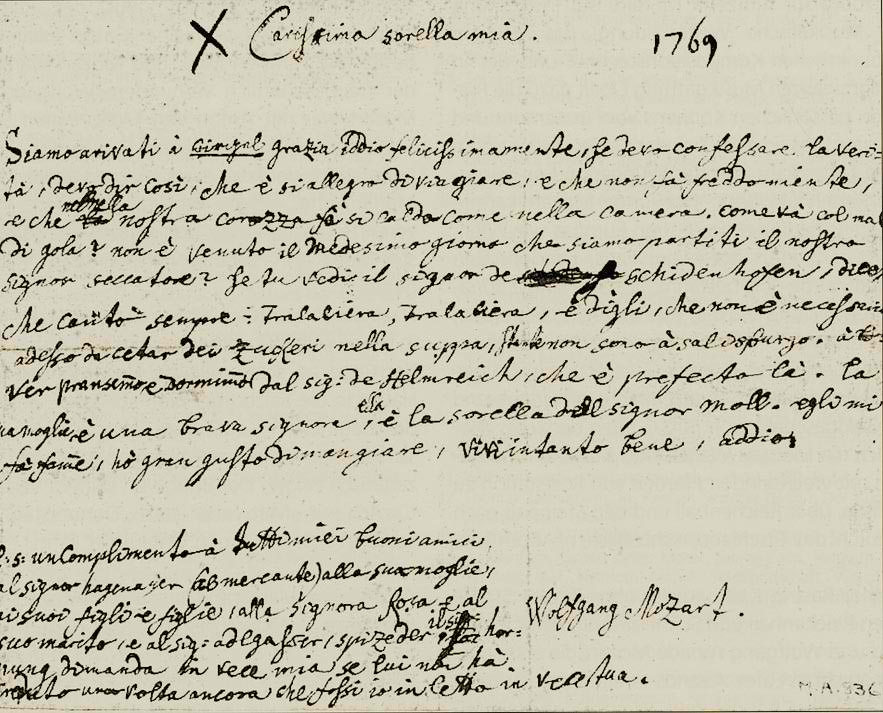
Der von Mozart in Wörgl geschriebene Brief an seine Schwester, in der ersten Zeile ist der Ortsname („Wirgel“) unterstrichen

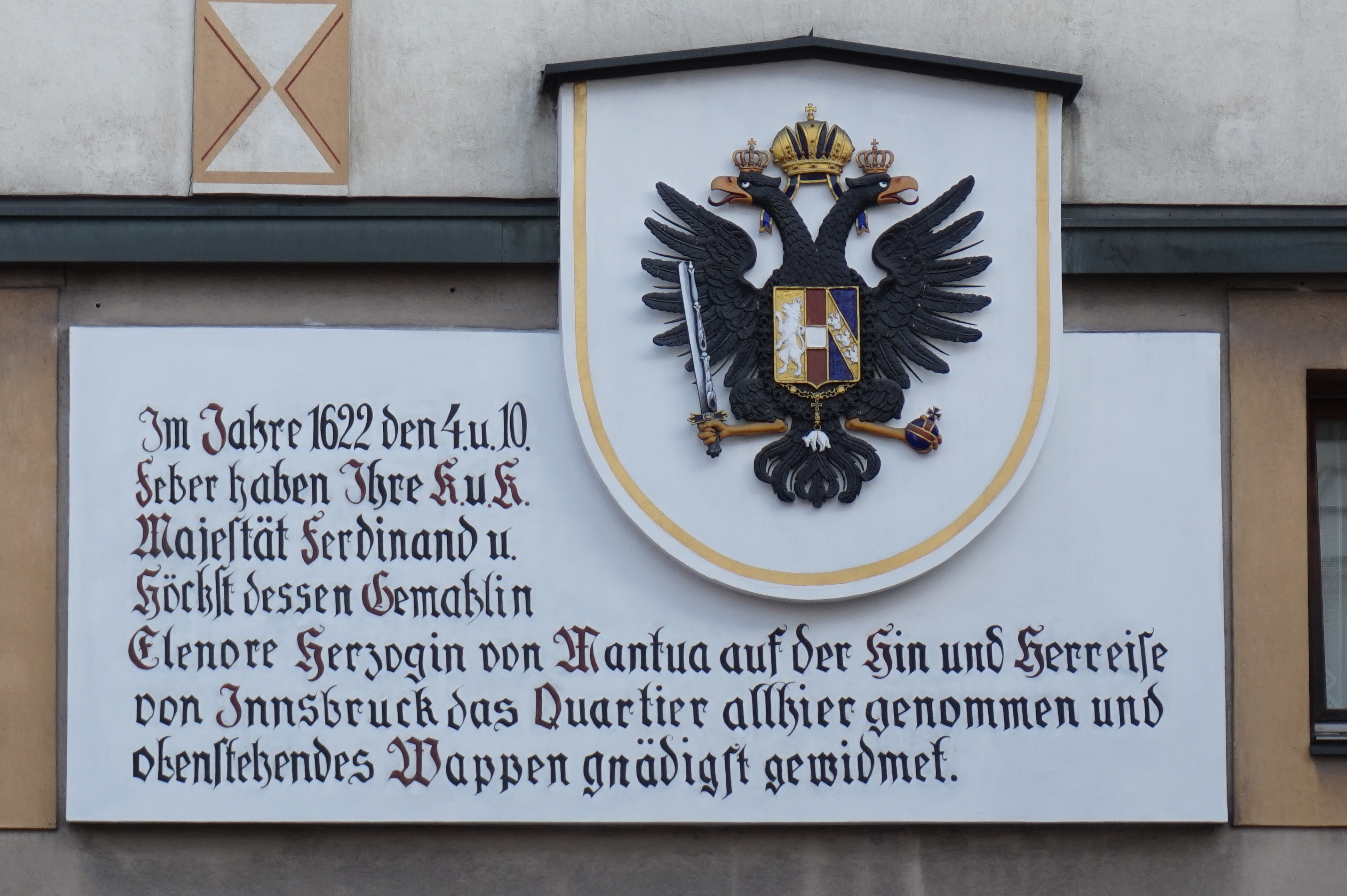
Dieses Wappen am Gasthof Alte Post erinnert an die Übernachtung von Kaiser Ferdinand II. und seiner Gattin Eleonora von Mantua im Jahr 1622

Die erste Nennung Wörgls als Uuergile findet sich in einer Urkunde für das Kloster St. Peter in Salzburg aus dem Jahre 1104–1116, in der von einem Hartuuuich de Uuergile (Hartwig von Wörgl) die Rede ist.
1255 wird in der Wiltener Urkunde erstmals die Wehrburg als ein castellum (lateinisch für „Festung“) erwähnt. Heute sind von ihr nur noch spärliche Mauerreste vorhanden. Sie befindet sich oberhalb des Ortsteiles Haus, rund 5 km östlich des Ortskerns. Ab 1310 wurde die Burg immer wieder als wichtiger Stützpunkt der herzoglich-bayerischen Herrschaft im Unterinntal erwähnt. Auch im Laufe des 14. Jahrhunderts taucht sie immer wieder in Urkunden und Dokumenten auf, bis 1363 das Haus Österreich die gefürsteten Grafen von Tirol stellte. Man konzentrierte sich von nun an auf die Burg Rattenberg und die Festung Kufstein, die durch den Vertrag von Schärding wie Wörgl wieder an Bayern zurückgefallen waren und somit weiterhin von Wittelsbachern beherrscht wurden. Die 1892 noch als „Burgstätten am Pfaffenberg“ bezeichnete Ruine wurde nicht mehr besetzt und geriet in Vergessenheit. Heute erinnert noch das Wörgler Stadtwappen an die einstige regionale Bedeutung der Wehrburg.
1416 erfolgte eine administrative Aufteilung des Raumes Wörgl auf zwei Landgerichte. Die Grenzlinie des Wörgler Bachs soll auf die beiden Siedlungskerne – Wörgl-Kufstein besitzt einen germanischen (verkehrswegorientiert), Wörgl-Rattenberg einen romanischen (gewässerorientiert) – zurückgehen.

### 16. Jahrhundert bis Tiroler Freiheitskampf
1504 fiel das Land unterhalb der Zillermündung mit der Eroberung der Festung Kufstein nach dem Landshuter Erbfolgekrieg durch den deutschen König und späteren Kaiser Maximilian I. endgültig an die Gefürstete Grafschaft Tirol.
Trotz der Zweiteilung des Orts waren ältere Gemeinsamkeiten weiterhin lebendig geblieben. Es gab wohl zwei „Dorfmeister“ (gewählte Dorfvorsteher, entspricht den heutigen Bürgermeistern) und zwei „Trüchl“ (Gemeindekassen), doch einen Namen, eine gemeinsame Kirche und eine einheitliche Wirtschaftsgemeinde, die Flur und Wald gemeinsam nutzte und miteinander die Lasten trug, wie der Dorfbrief von 1609 beweist, der ein aufschlussreiches Rechtsdokument über die Lebensumstände dieser Zeit darstellt. Der Wörgler Dorfbrief erklärt gleich zu Beginn die Gemeindeordnung und die Stellung der zwei Dorfmeister:

„Anfenglichen und zwar vor allen all die weilen wir gemelt das torf abgethailt und under zweierlei botmäsigkeit jurisdiction ist, also sollen auch ein ganz gemain und dorfschaft alda zu Wörgl auß und unter ihr selbst, gleich wie es von alters her alwögen beshero geschehn, zwen dorfmaister gesetzt werden.“

Die Wahl der Dorfmeister fand jedes Jahr um den Martinstag (11. November) statt, die Gemeindeversammlungen wurden abwechselnd in den drei Gaststätten Kögltafern (heute Hotel Alte Post), Gratltafern (ehem. Neue Post) – beide in Wörgl-Kufstein – und Lamplhof (heute Gasthof Weißes Lamm) in Wörgl-Rattenberg abgehalten.
1786 wurde die erste Wörgler Poststation in der Kögltafern eingerichtet, der erste Postmeister war der Wirt des Gasthauses. Bis dahin musste die Post stets in Kundl abgegeben bzw. geholt werden. 60 Jahre später besaß die Poststation acht Pferde und zwei Kutschen mit Postillionen, die das Gebiet von Kirchbichl bis Westendorf versorgten. Die „Post im Kögl“ (Alte Post) war bis 1891 in Betrieb, bis die Station über den Kirchplatz zur Gradltafern (Neue Post) übersiedelte.
1815 wurden die beiden Ortschaften Wörgl-Kufstein und Wörgl-Rattenberg zu zwei eigenständigen politischen Gemeinden erklärt.
Mehrere namhafte Persönlichkeiten wählten in dieser Zeit die Gasthöfe von Wörgl als Übernächtigungsstätte während einer Durchreise. Beispielsweise nächtigten Kaiser Ferdinand II. und seine Gemahlin Eleonora am 4. und 10. Februar 1622 auf der Hin- und Rückreise von Innsbruck im Ort. Auch Leopold Mozart und sein Sohn Wolfgang Amadeus Mozart quartierten sich auf ihrer Reise von Salzburg nach Italien am 17. Dezember 1769 in einem Wörgler Hof ein. Von hier aus verfasste der junge Wolfgang seinen ersten Brief an seine Schwester Nannerl. Leopold und Wolfgang Amadeus Mozart besuchten Wörgl auch in den Jahren 1771, 1772 und 1773.
Weiters reisten entlang der Hauptstraße durch den Ort:
- Kaiser Maximilian I. (1514 und 1515 je zweimal sowie 1518 „todkrank“),[29]
- Kaiser Leopold I. (1665),
- Herzog Karl von Lothringen-Commercy (mehrmals 1681–1690),
- Prinz Eugen von Savoyen (1701 und 1717),
- Kaiserin Maria Theresia (1739 und 1765) und
- Kaiser Josef II. (1765 und 1777) u. a.

### Wörgl im Tiroler Freiheitskampf

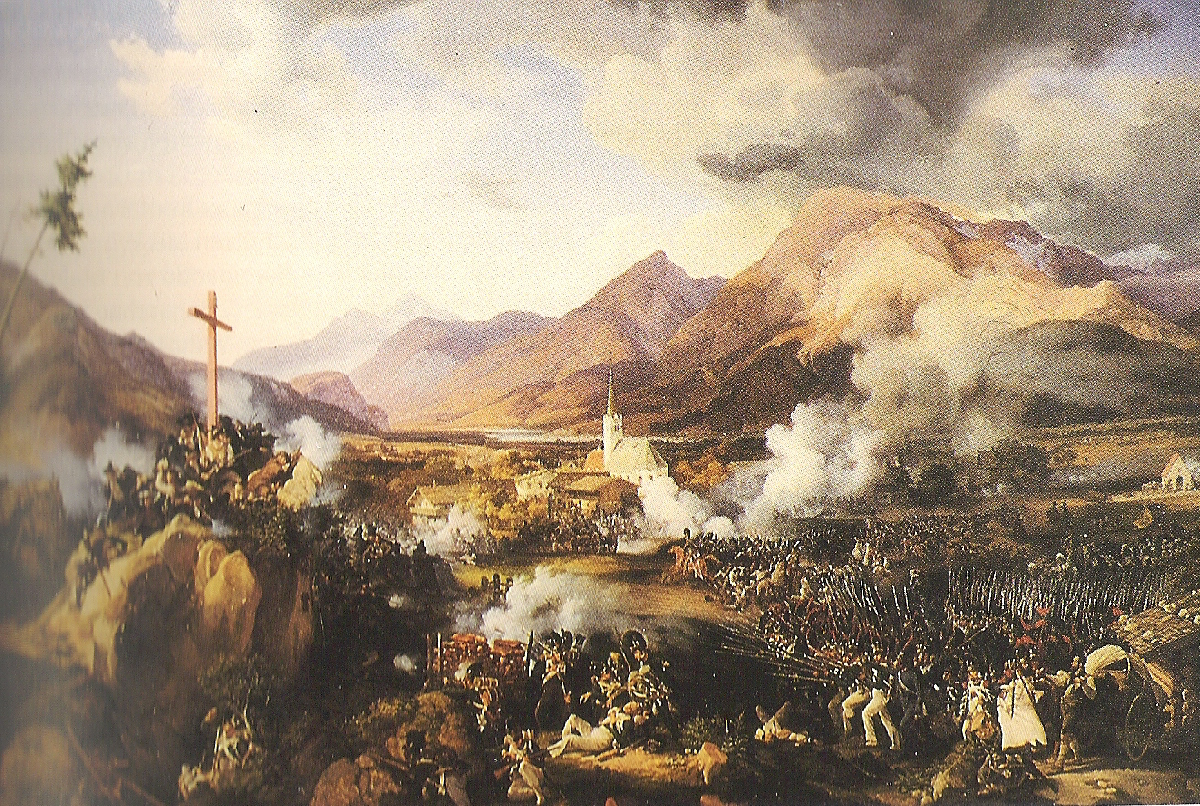
Der Tiroler Freiheitskampf im Wörgler Becken 13. Mai 1809

Am 13. Mai 1809 fand die „Schlacht bei Wörgl“ im Tiroler Freiheitskampf unter Andreas Hofer statt. Um vier Uhr morgens brach Generalfeldmarschall Carl Philipp von Wrede von Ellmau aus mit seiner von Napoleon entsandten Truppe von über 10.000 Mann, die vor allem aus bayerischen und sächsischen Soldaten bestand, zur Rückeroberung Tirols in Richtung Wörgl auf. Die Tiroler Truppen unter Führung von General Chasteler waren bald umstellt und konnten nur durch das rasche Eingreifen einer verbündeten Kompanie befreit werden; die napoleonischen Truppen von Wredes wägten sich bereits in Siegeslaune. Um etwa zehn Uhr überschritten die österreichischen und bayerischen Truppen die Brixentaler Ache, und es begannen heftige Abwehrkämpfe am Grattenbergl, in Egerndorf und an der Grattenbrücke, der bei Wörgl einzigen Straßenbrücke über die Ache. Nachdem die Österreicher es geschafft hatten, die verrammelte Brücke zu überschreiten, begann eine weitere Schlacht in den östlichen Feldern vor Wörgl gegen die Bayern. Von Wredes Reiter konnten jedoch die österreichischen Truppen überrennen und die bayerische Artillerie begann den Ort zu beschießen. Nachdem von Wrede das Dorf nördlich (zwischen Söcking und Kirche) umgangen hatte und die österreichische Linie von Westen her beschoss, waren die Österreicher um Mittag genötigt, den brennenden Ort zu räumen. Der Rückzug artete in eine Hetzjagd rings um Wörgl aus, bei der hohe Verluste zu beklagen waren. Am südlichen Bergrand waren heimische Schützen aufgestellt, um Truppen, die den Ort südlich zu umgehen versuchten, aufzuhalten. Sie konnten den schwachen Truppen nicht mehr zu Hilfe eilen. Das Aufeinandertreffen kostete den Österreichern 38 Offiziere, etwa tausend Mann wurden verwundet, von denen 655 starben. Die Höhe der Verluste des napoleonischen Lagers ist nicht bekannt, es dürften aber insgesamt etwa tausend Soldaten gefallen sein. Das Dorf erlitt etliche Brände und Plünderungen. Die Bayern, Sachsen und Franzosen zogen daraufhin brandschatzend und mordend durch das Unterinntal gegen Innsbruck, wo wenige Tage später die Zweite Bergiselschlacht stattfand. Das von Christian Plattner gestaltete und zum 100-jährigen Jubiläum 1909 eingeweihte Denkmal Wörgler Reara vor der Stadtpfarrkirche erinnert an diesen Tag.

### Aufstieg Wörgls während der Zeit Kaiser Franz Josephs I.

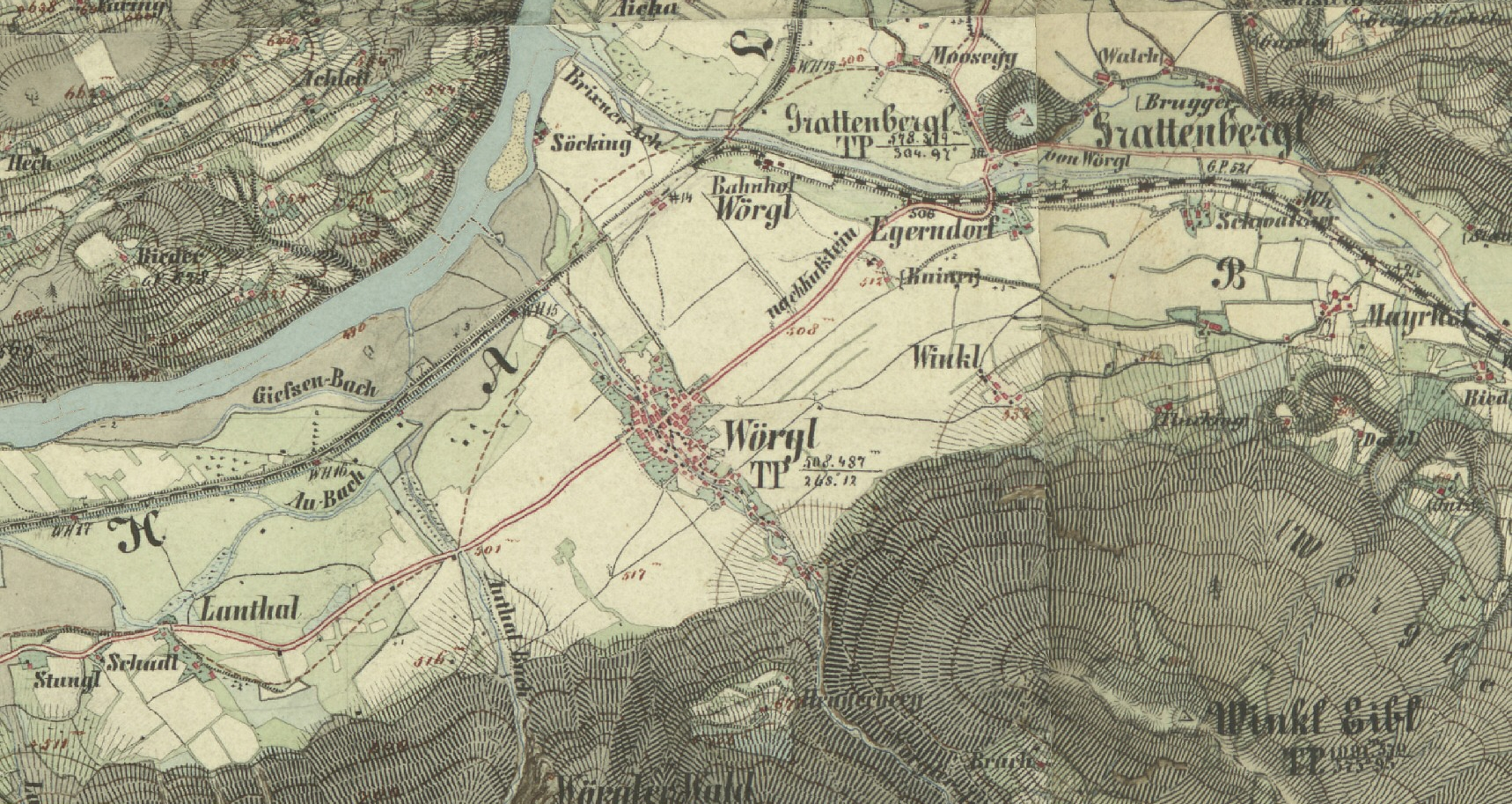
Der Raum Wörgl im Jahr 1870 (Franzisco-Josephinische Landesaufnahme), zu sehen ist die Position des alten Bahnhofes, sowie die noch geringe Ausbreitung des besiedelten Gebietes im Talboden

Der Kirchplatz in Wörgl vor 1905

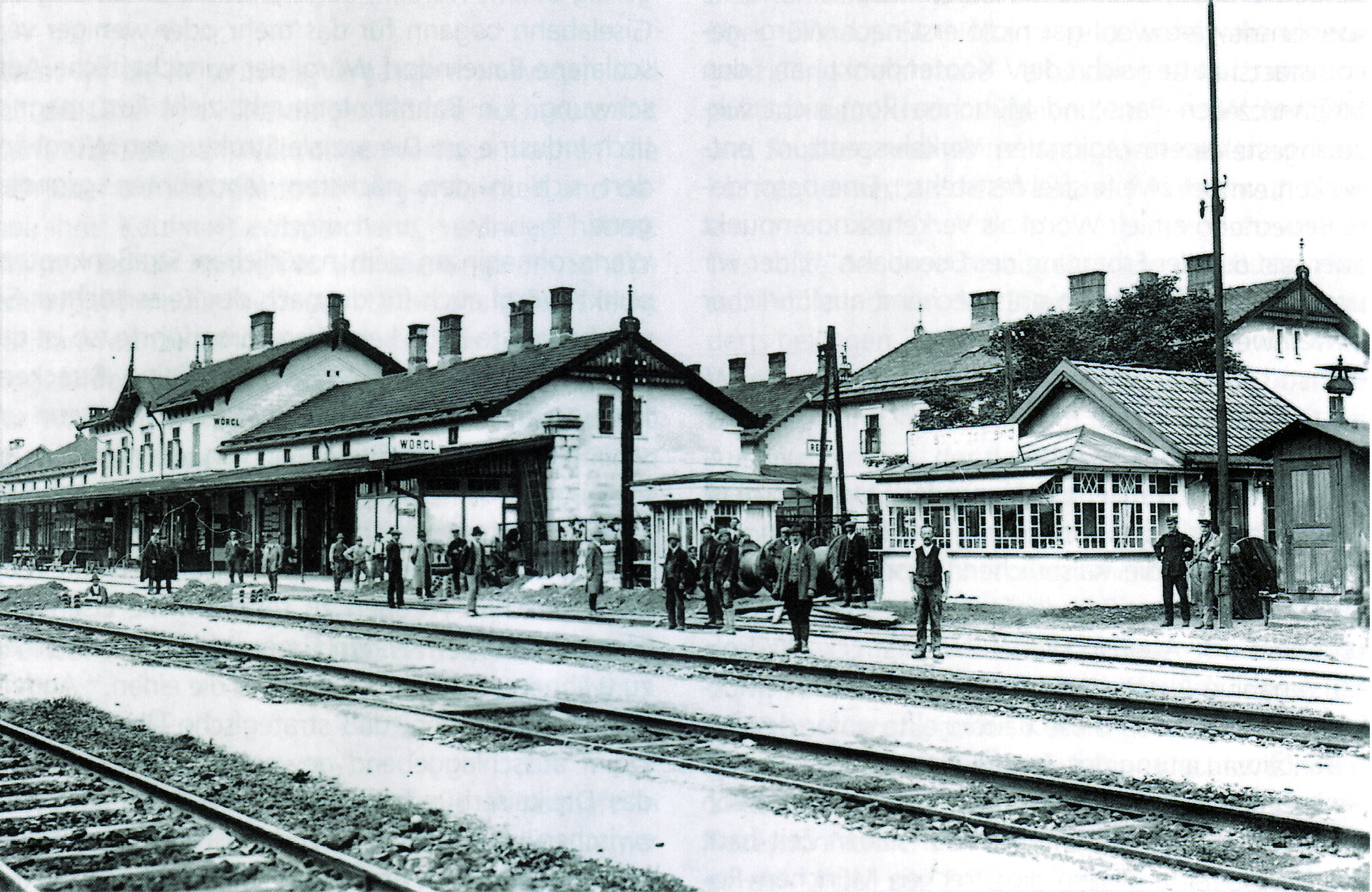
Der alte Wörgler Bahnhof vor der Zerstörung im Zweiten Weltkrieg

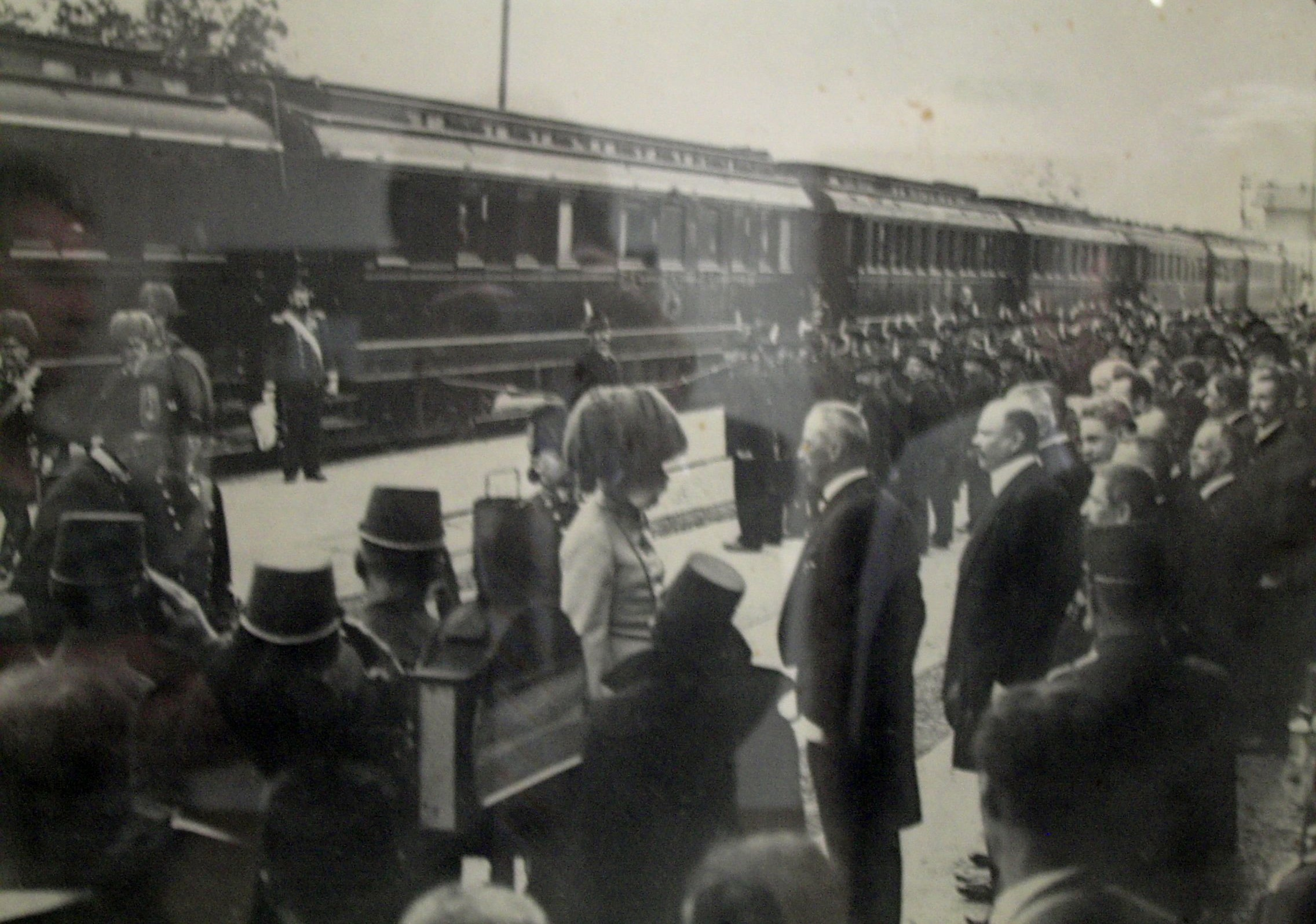
1909 besuchte Kaiser Franz Joseph I. Wörgl

1842 starben mehr als 40 Menschen in Wörgl an einer Choleraepidemie. Immer wieder kursierten in Wörgl schwere Krankheiten, die von durchreisenden Menschen in den kleinen Ort verschleppt wurden, 1896 litt das Dorf unter einer Typhusepidemie.
In den Jahren 1863/64 wurde das Siedlungsgebiet Wörgl zu zwei selbstständigen Gemeinden erhoben, Wörgl-Rattenberg und Wörgl-Kufstein, nachdem diese 1815 politisch eigenständig und 1854 als unselbstständige Fraktionen den Nachbargemeinden Kundl bzw. Kirchbichl angeschlossen worden waren.
Der Wörgler Bach bildete die natürliche Grenze zwischen den beiden Gemeinden und gleichzeitig zwischen den Gerichtsbezirken Rattenberg und Kufstein. Bis heute erinnert an diese bis 1910 bestehende Teilung, dass Wörgl aus zwei Katastralgemeinden besteht und daher zwei Grundbücher, die den alten Gemeindegebieten und -namen entsprechen, besitzt.
Der wirtschaftliche Aufstieg Wörgls begann mit dem Bau der Giselabahn in den Jahren 1873 bis 1875 und deren Anbindung an die 1858 gebaute Unterinntalbahn, wodurch Wörgl noch vor Innsbruck zum ersten Tiroler Eisenbahnknoten wurde. Der Wörgler Hauptbahnhof ist aus diesem Grund heute nach dem Innsbrucker Hauptbahnhof der meistfrequentierte in Tirol.
Kaiser Franz Joseph I. dürfte etwa zehnmal mit der Eisenbahn Wörgl passiert haben, wobei er mit seiner Gemahlin Kaiserin Elisabeth dem Ort und der Dorfkirche auch einen Besuch abstattete. Nach der Ermordung der Kaiserin in Genf hielt der „Hofleichenzug“ am 24. November 1898 im Wörgler Bahnhof für eine Trauerfeier.
Kaiser Karl I. passierte ebenfalls mehrmals per Bahn den Markt, am 5. Juli 1917 wurde er mit seiner Gattin Kaiserin Zita am Bahnhof empfangen. Auch Königin Victoria von England und Kaiser Wilhelm II. passierten den Ort mit der Eisenbahn. Adolf Hitler wurde bei einem Zwischenstopp in Wörgl am 6. April 1938 von zahlreichen Anhängern am Bahnhof begeistert begrüßt.
1891 erhielt Wörgl ein Pfarramt, als durch Order Kaiser Franz Josephs alle Vikariate der Monarchie zu Pfarren befördert wurden. In diese Zeit fällt auch ein erheblicher Bevölkerungszuwachs, so dass 1912 die Pfarrkirche erweitert wurde.
Am 31. Dezember 1910 wurden die Gemeinden Wörgl-Kufstein und Wörgl-Rattenberg („entern und herentern Bach“) vereinigt. Dabei gab es Schwierigkeiten, die Gemeinde Wörgl-Rattenberg vom Zusammenschluss zu überzeugen, da diese in der größeren Nachbargemeinde Wörgl-Kufstein aufgehen sollte. 1910 gelang es dem Wörgl-Rattenberger Dorfvorsteher Franz Gruber seinen Gemeinderat zu überzeugen, woraufhin dieser am 4. Juli der Fusion zustimmte. Wörgl-Kufsteins Zustimmung erfolgte am 23. Juni 1910. Am 10. September tagten die beiden Gemeindevorstände gemeinsam zur Erklärung der Rechtsgültigkeit, der Tiroler Landtag stimmte am 3. November 1910 zu, und einen Tag später willigte das k.k. Ministerium des Inneren ein. Zum Zeitpunkt der Ortsvereinigung hatte Wörgl 4232 Einwohner, von denen nur 1280 Wörgler (etwa 30 %) waren, etwa 1.200 Bewohner kamen aus allen Teilen Tirols und Vorarlbergs, etwa 800 waren Bürger verschiedener österreich-ungarischer Kronländer, und weitere 700 stammten aus anderen Gemeinden im Bezirk. Bemerkenswert ist, dass schon damals etwa 200 ausländische Staatsbürger in Wörgl lebten. Am 28. März 1911 wurden die beiden vereinigten Dorfgemeinden Wörgl-Kufstein und Wörgl-Rattenberg unter Anwesenheit des Kaisers zum Markt erhoben. Zwischen Bahnhof und Dorfkern bot sich damals das Bild einer Pioniersiedlung im hitzigen Fortschrittsoptimismus der Gründerzeit. Im Zuge der Markterhebung übersiedelte der Gemeindevorstand in das erste Gemeindehaus, das ein umgebauter Bauernhof war und an Stelle des heutigen Raiffeisenplatzes im Stadtzentrum stand.

### Wörgler Notgeld
Nach dem Ersten Weltkrieg wurden Scheidemünzen immer rarer, das Staatsamt für Finanzen (das heutige Finanzministerium) erließ eine Erlaubnis, dass Gemeinden bei herrschendem Mangel ihr Kleingeld selber drucken durften. Ab 1919 geschah dies in steigendem Ausmaß, in Tirol wurde von Innsbruck ausgehend damit begonnen, Notgeld zu drucken. Auch die Marktgemeinde Wörgl begann 1919 mit der Ausgabe des Wörgler Notgeldes im Wert von 10, 20, 30, 50, 75 und 90 Heller, das bis Ende 1920 Gültigkeit hatte. Den Betrag, der bis dahin nicht eingelöst worden war, konnte die Gemeinde als Gewinn behalten, die Höhe dieses Gewinnes ist jedoch nicht mehr bekannt. In Wörgl waren aufgrund des großen Erfolges sogar mehrere Auflagen nötig.

Notgeldscheine
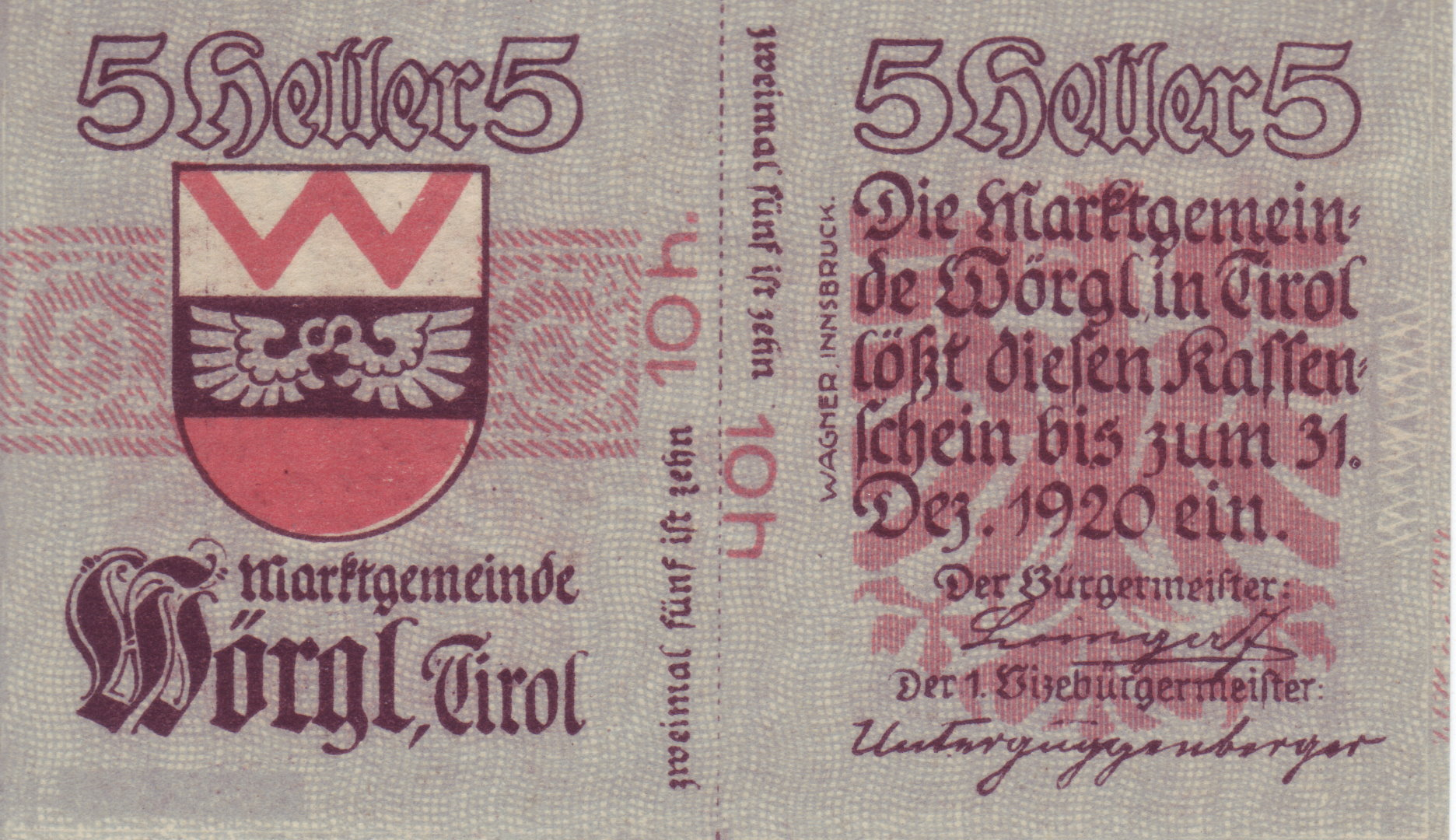
10-Heller-Schein, der in der Mitte getrennt werden konnte und somit zwei 5-Heller-Scheine ergab
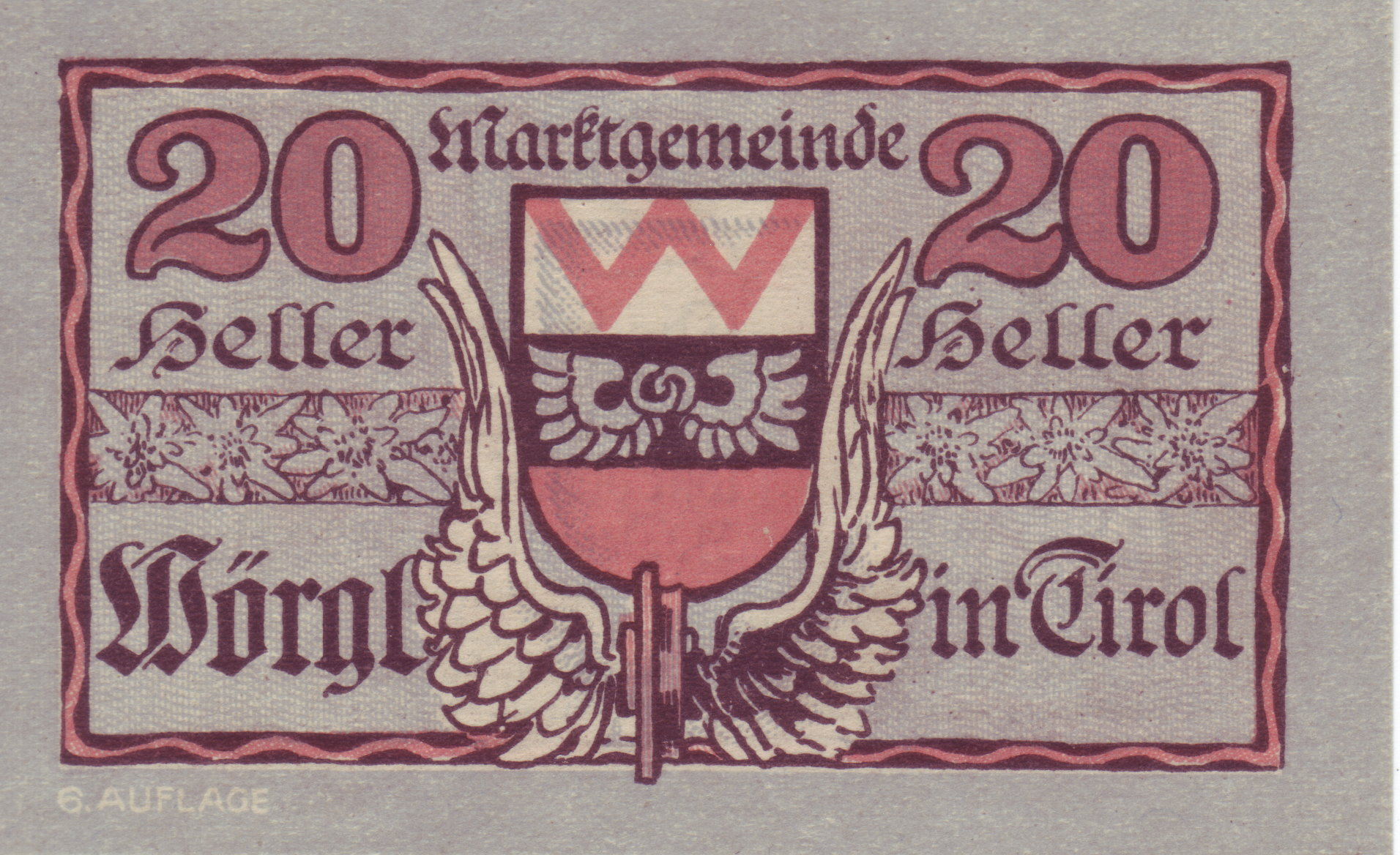
20-Heller-Schein mit Wörgler Wappen und einem geflügelten Eisenbahnrad, das den Aufstieg Wörgls als Eisenbahnknotenpunkt symbolisiert
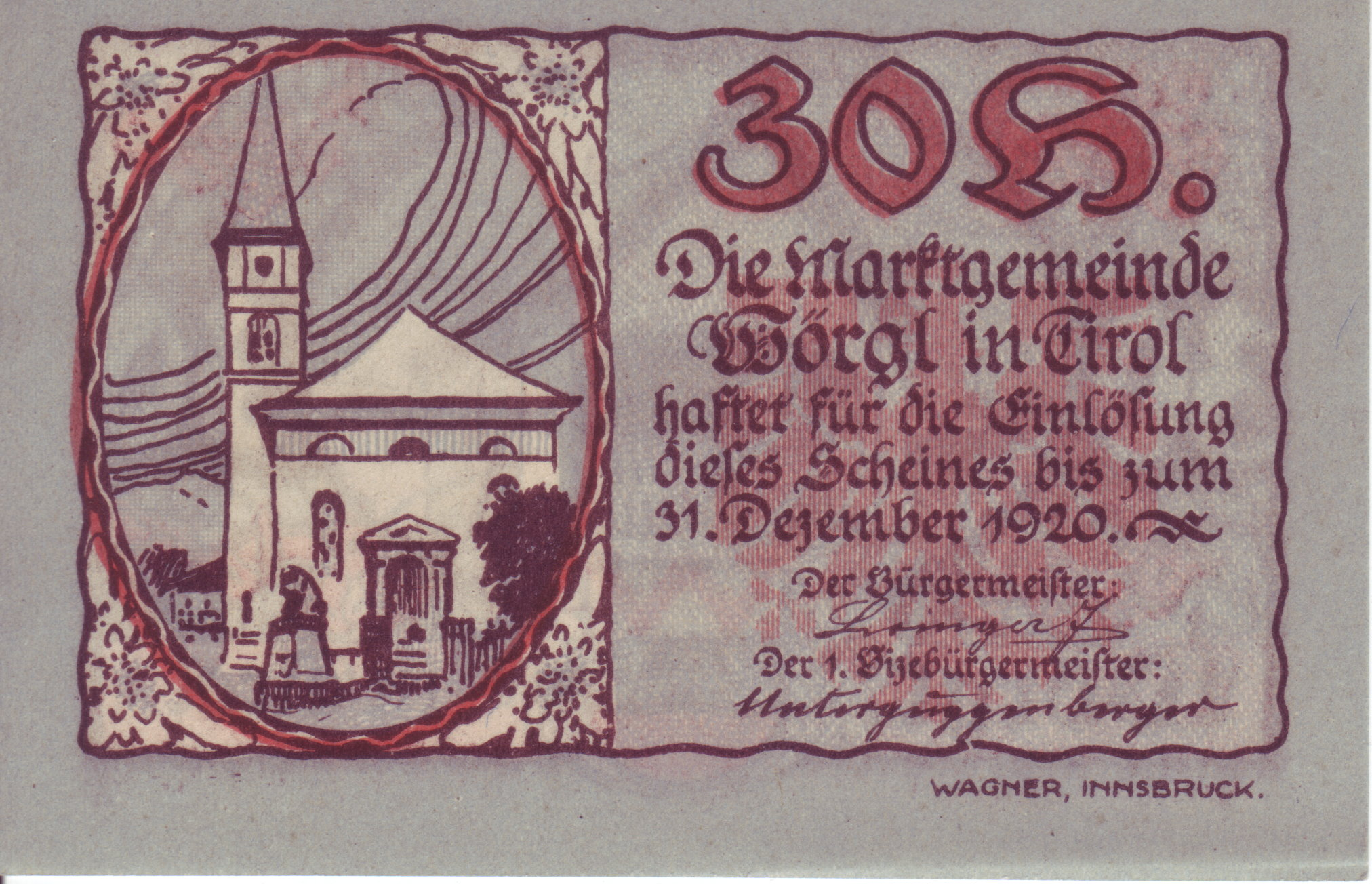
30-Heller-Schein mit Wörgler Stadtpfarrkirche
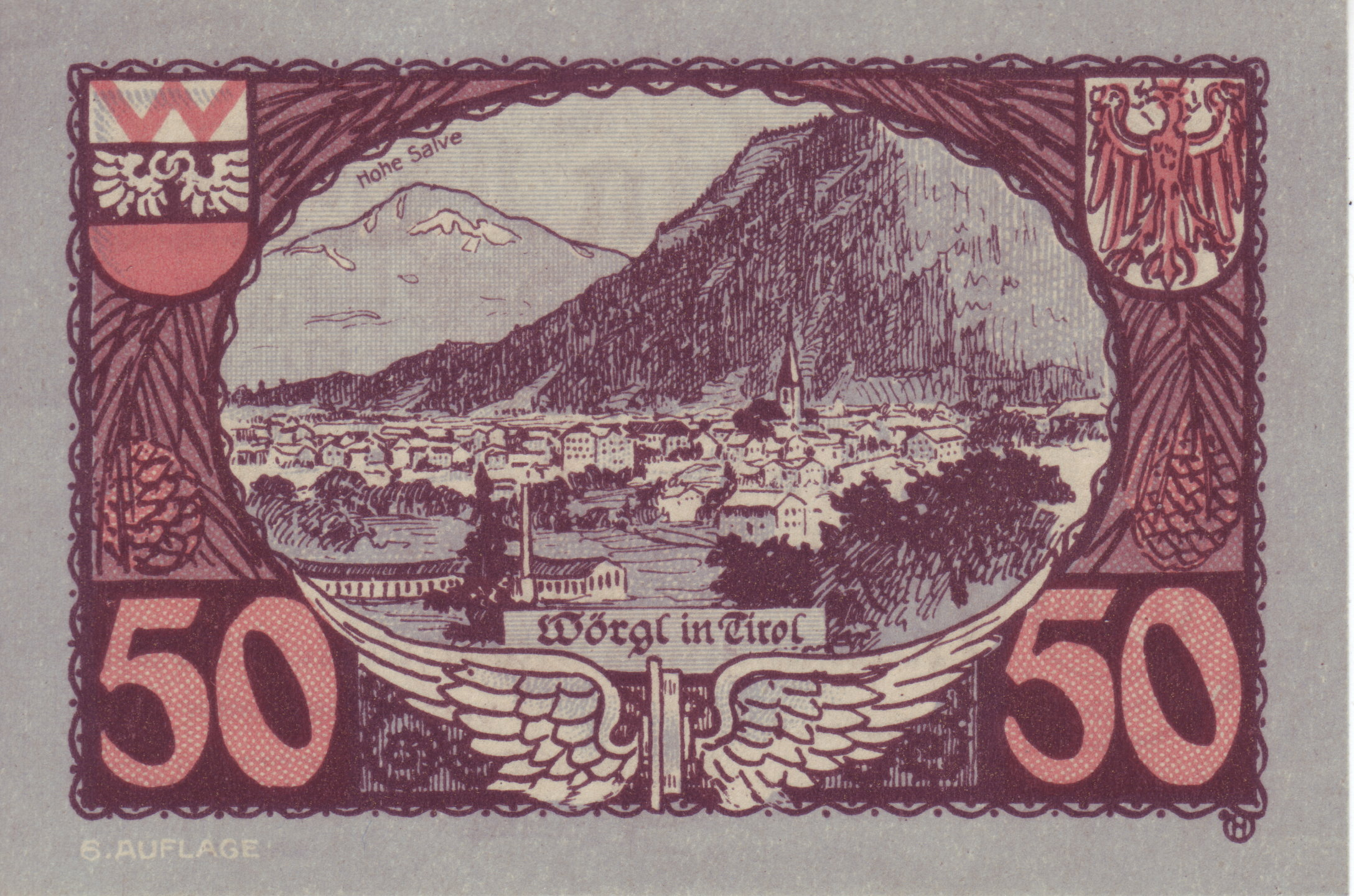
50-Heller-Schein mit einer Südansicht Wörgls. Im Vordergrund steht das Heizhaus, auch das geflügelte Eisenbahnrad ist wieder abgebildet
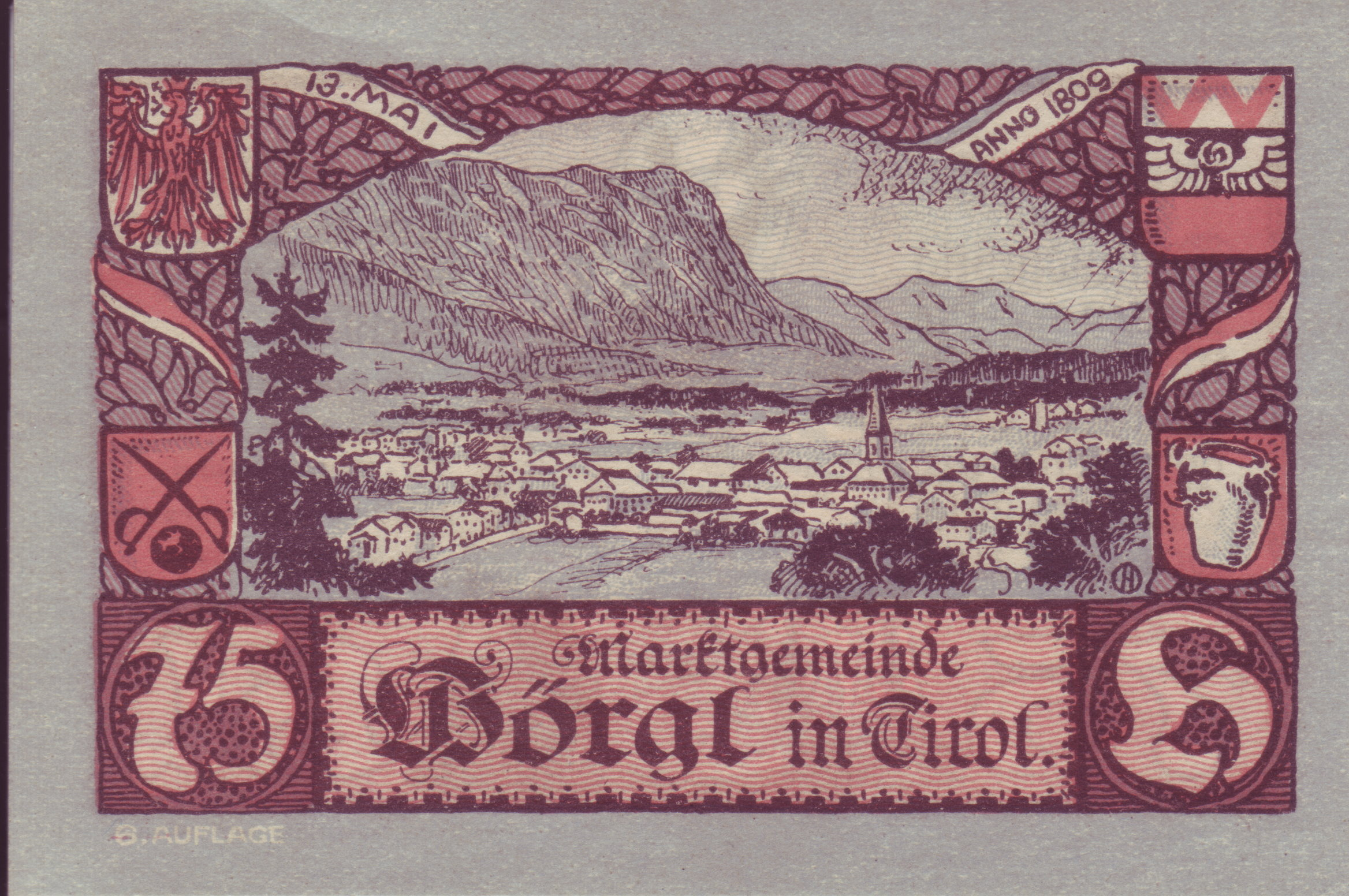
75-Heller-Schein zeigt eine Ostansicht Wörgls, auf den Seiten sind gekreuzte Säbel sowie eine zerbrochene Glocke zu sehen
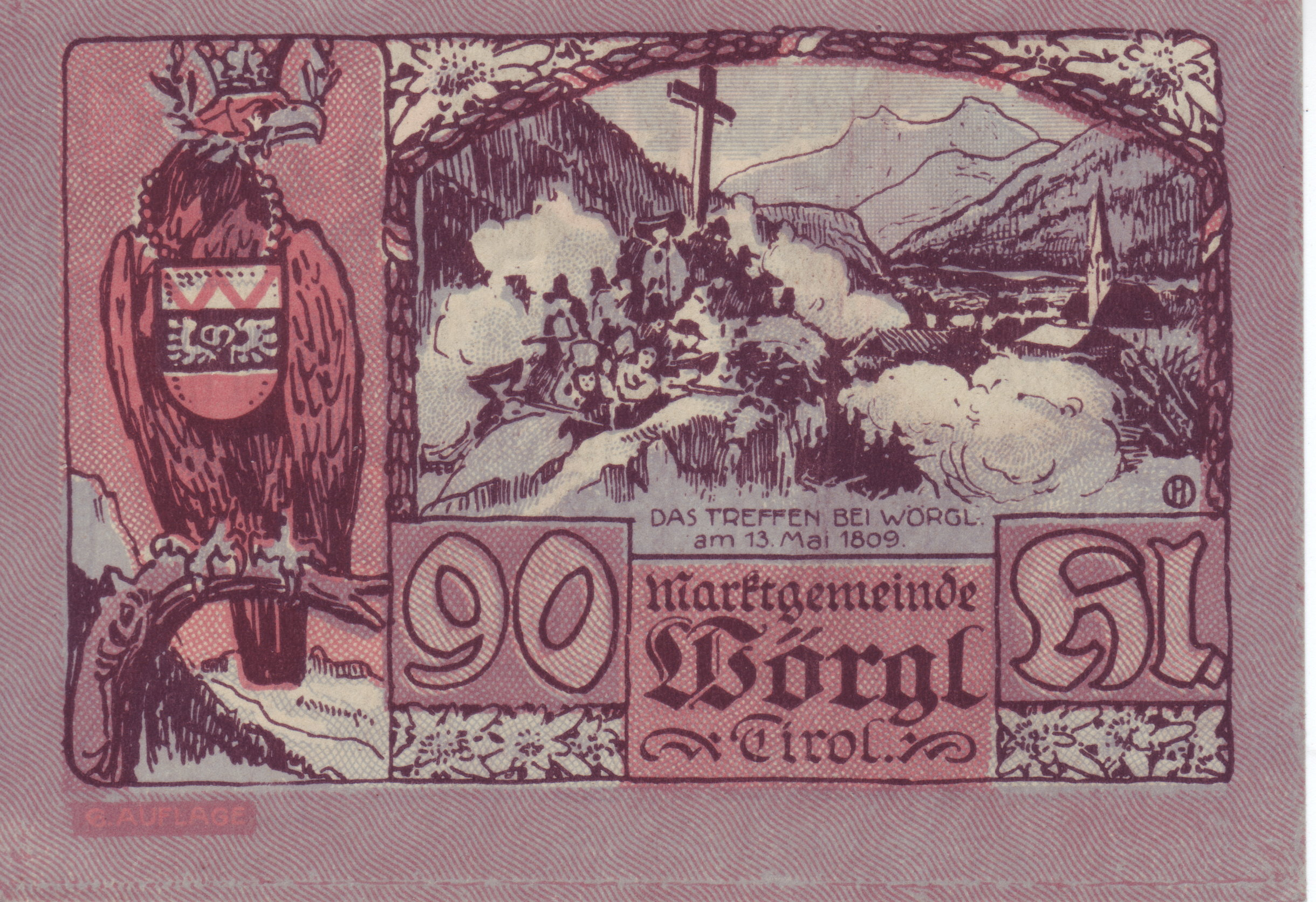
90-Heller-Schein mit einem Adler, der das Wörgler Wappen trägt und auf das Gemälde „Das Treffen bei Wörgl“ blickt

### Wörgler Schwundgeld (Freigeld)

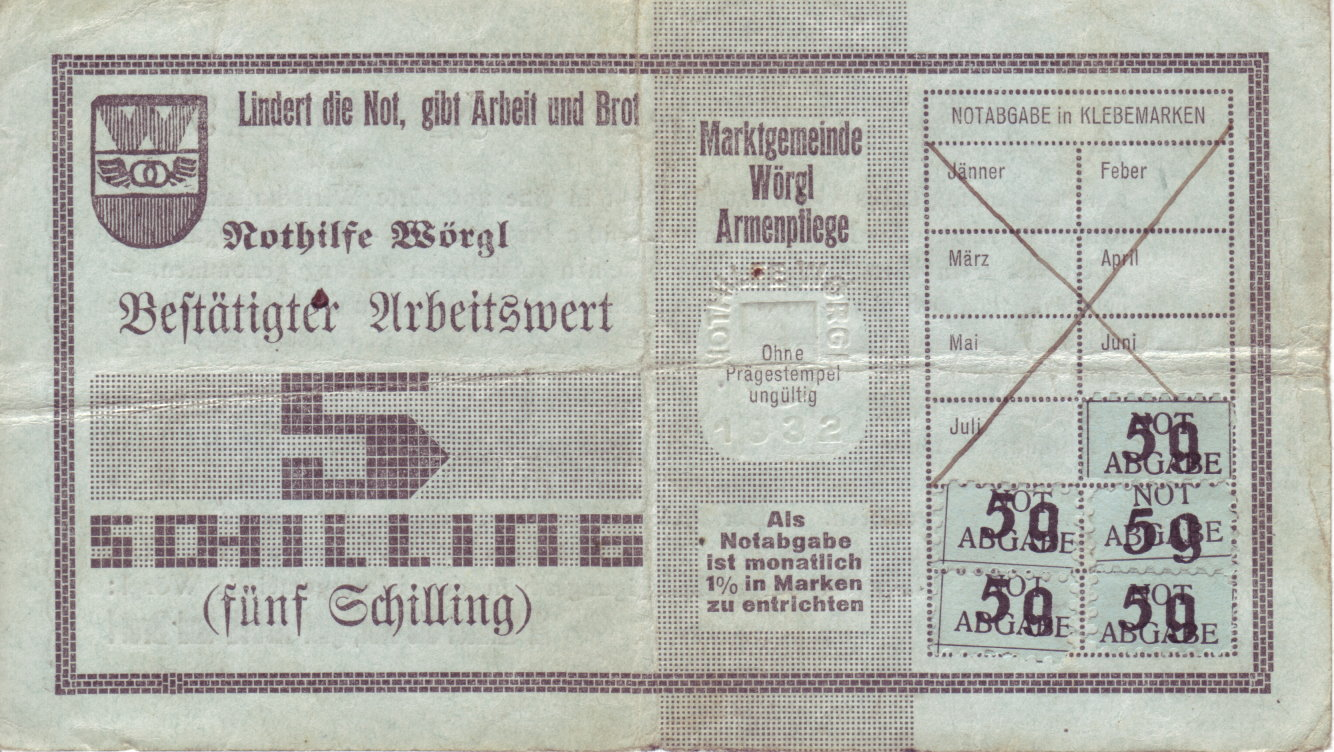
Wörgler Schwundgeld

Das Wörgler Schwundgeld, im Volksmund auch das „Wunder von Wörgl“ genannt, war ein Schwundgeldexperiment in der österreichischen Stadt Wörgl, das vom damaligen Bürgermeister Michael Unterguggenberger zur Bewältigung der Auswirkungen der Weltwirtschaftskrise im Juni 1932 ins Leben gerufen wurde. Unterguggenbergers Nothilfe-Programm wirkte. Wachsende Bautätigkeit und Konsumfreude ließ bis 1933 die Arbeitslosenzahl in der Region um ein Viertel sinken, während sie sonst in Österreich weiter stieg. Das Experiment fand weltweite Beachtung. Nach einem Gerichtsprozess musste das Experiment im September 1933 eingestellt werden.

### Zwischenkriegszeit
Am 12. Februar 1934 griffen in Wörgl wie auch in anderen Städten Österreichs junge Sozialdemokraten zur Waffe, da sie nach der Machtergreifung Adolf Hitlers nicht mehr an eine friedliche Umgestaltung Österreichs glaubten. Wörgl war somit der westlichste Kampfschauplatz im österreichischen Bürgerkrieg. Im Bereich des Bahnhofes und der ehemaligen Zellulosefabrik kam es zu heftigen Schusswechseln zwischen dem sozialdemokratischen Republikanischen Schutzbund und der Heimwehr. Bürgermeister Michael Unterguggenberger und ein Kooperator konnten vom Landesgendarmeriekommandanten eine Verschiebung des Standrechtes auf 90 Minuten erreichen. In dieser Zeit konnten die Schutzbundleute zur Aufgabe bewegt werden, wodurch es auf beiden Seiten zu zwei verletzten Männern, jedoch keinen Todesopfern kam. Das eintreffende Bundesheer konnte restliche Widerstände einstellen. Zwölf „Radelsführer“ wurden vom Landesgericht zur Strafe des schweren Kerkers verurteilt, Bundespräsident Miklas stellte jedoch 1935 das Strafverfahren gegen die 77 Arbeiter, die an den Kämpfen im Raum Wörgl beteiligt waren, ein.
Am 12. März 1938 rückten deutsche Soldaten, gefolgt von der SS-Standarte „Deutschland“, in Wörgl ein, wobei die SS-Männer am 17. März wieder nach München abzogen. Nach zuerst einigen positiven Veränderungen wie dem Bau von Volkswohnungen und dem großen Arbeitsangebot durch weitere Projekte sowie aufblühenden Fremdenverkehr folgten rasch besorgniserregende Umstände wie der Ausbau des Garnisonsstandortes in Wörgl, die Auflösung einiger Vereine oder die Inhaftierung politischer Funktionäre.

### Zweiter Weltkrieg in Wörgl

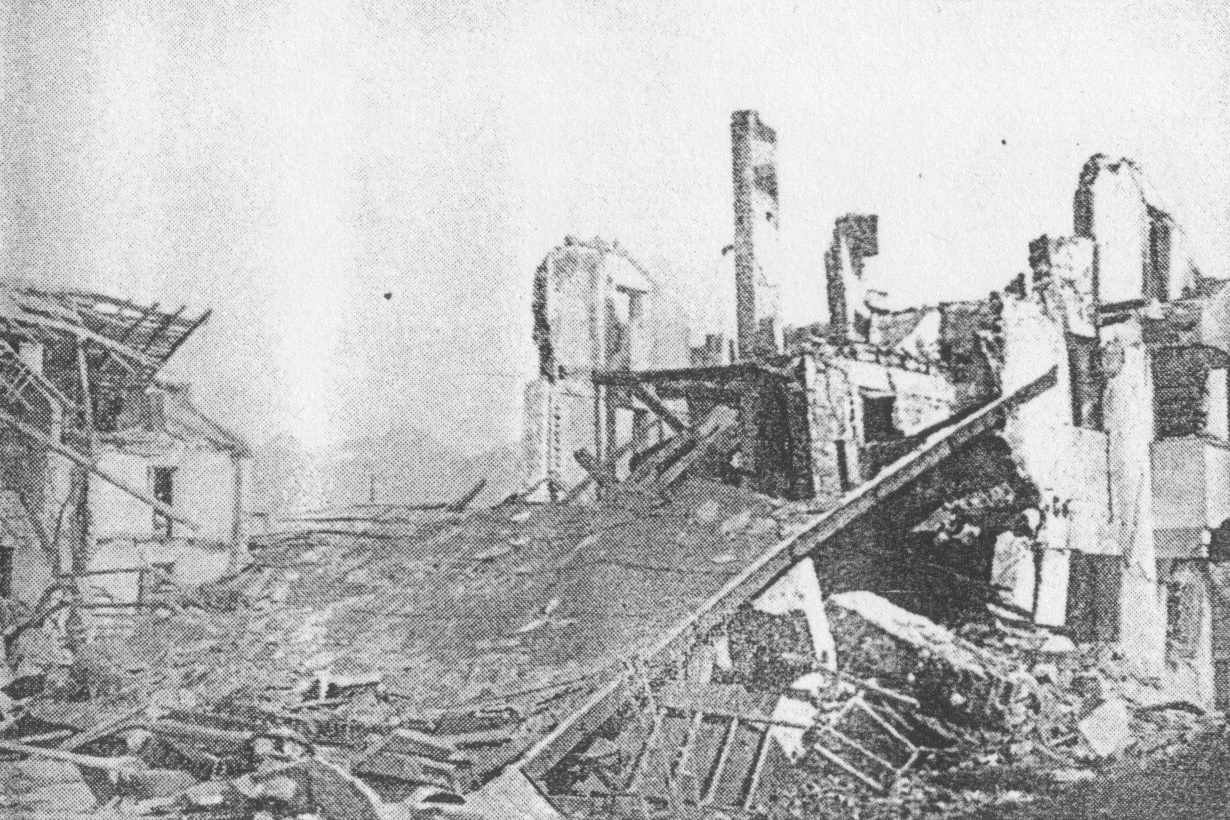
Wörgl wurde im Zweiten Weltkrieg durch Bomben besonders stark getroffen.

Von 1942 bis 1944 befand sich im Ortsteil Söcking ein Durchgangslager (DULAG), bestehend aus 18 Unterkunfts-, vier Verwaltungsbaracken, Desinfektions- und Entwesungsstationen. Zeitweise wurden im Lager bis zu 1.200 Personen untergebracht, insgesamt fanden 34 Transporte mit 31 759 Menschen statt. Die Zwangsarbeiter stammten großteils aus den besetzten Gebieten der Sowjetunion und wurden u. a. in Landwirtschafts- und Rüstungsbetrieben in Westösterreich und Bayern eingesetzt. Nach 1945 diente das Areal zunächst als Wohnraum für Flüchtlinge. In den 1950er Jahren erfolgte der Abriss der Baracken, und die Fläche wurde für den Bau von dauerhaften Wohnhäusern genutzt, die heute als Friedenssiedlung bekannt sind. Sie steht symbolisch für den Übergang von einer belasteten Vergangenheit hin zu einem Neubeginn und ist Teil der städtebaulichen Entwicklung Wörgls.
Eine bedeutende Rolle im Widerstand gegen den Nationalsozialismus in Wörgl spielten Alois Brunner und seine Frau Josefine. Ab 1937 leitete Alois Brunner die Ortsgruppe Wörgl der sozialistischen Widerstandsbewegung, die Teil eines größeren Netzwerks war, das von Waldemar von Knoeringen aus dem Exil organisiert wurde. Das Ehepaar Brunner beteiligte sich aktiv am Kampf gegen das NS-Regime, wobei Josefine aufgrund der Vorstrafen ihres Mannes hauptsächlich die gefährlichen Kurierdienste übernahm. Sie transportierte Informationen und sogar Waffen zwischen verschiedenen Widerstandsgruppen in Tirol, Augsburg, München, Salzburg und Wien. Im Mai 1942 wurden beide von der Gestapo verhaftet und am 28. Mai 1943 wegen „Vorbereitung zum Hochverrat“ und „Feindbegünstigung“ zum Tode verurteilt. Am 9. September 1943 wurden Alois und Josefine Brunner im Gefängnis München-Stadelheim hingerichtet, ohne sich seit ihrer Verhaftung noch einmal gesehen zu haben. Seit 1988 erinnert am Bahnhofsvorplatz von Wörgl eine Tafel an die beiden Widerstandskämpfer.
Durch den Zweiten Weltkrieg wurde Wörgl schwer gezeichnet. Ab Ende 1943 war Wörgl im Luftkrieg alliierten Bombardements ausgesetzt, die in den Wörgler Bombentagen am 22. und 23. Februar 1945 gipfelten. Im Rahmen der Operation Clarion (deutsch: „Fanfarenstoß“) starteten zahlreiche Luftangriffe ins Tiroler Unterland, die am 22. Februar Wörgl erreichten. Die Alliierten beabsichtigten, den Bahnhof zu zerstören, doch aufgrund des dichten Nebels und der damit verbundenen schlechten Sicht verursachten 16,5 Tonnen abgeworfene Bomben eine großflächige Zerstörung, der anvisierte Bahnhofsbereich hingegen wurde kaum getroffen. Am darauffolgenden Tag fielen weitere 390 Tonnen in Form von über 1000 Bomben auf den Bahnhof, der dadurch vernichtet wurde. Die Bombardements dieser beiden Tage veränderten das Stadtbild Wörgls für immer und forderten 69 Menschenleben, davon 46 in Wörgl wohnhafte Menschen und 23 Fremde. 43 Häuser wurden gänzlich zerstört, 105 Häuser und auch die Pfarrkirche erheblich beschädigt. Noch heute werden bei Bauarbeiten, insbesondere in der Bahnhofsumgebung, immer wieder Fliegerbombenblindgänger gefunden.
Mindestens zwölf Wörglerinnen und Wörgler starben in Konzentrationslagern und sonstigen Gefängnissen. Während des Zweiten Weltkrieges starben von 1939 bis 1945 an den Kriegsschauplätzen 236 Wörgler, 46 Soldaten gelten als vermisst.

### Wörgl nach der Stadterhebung

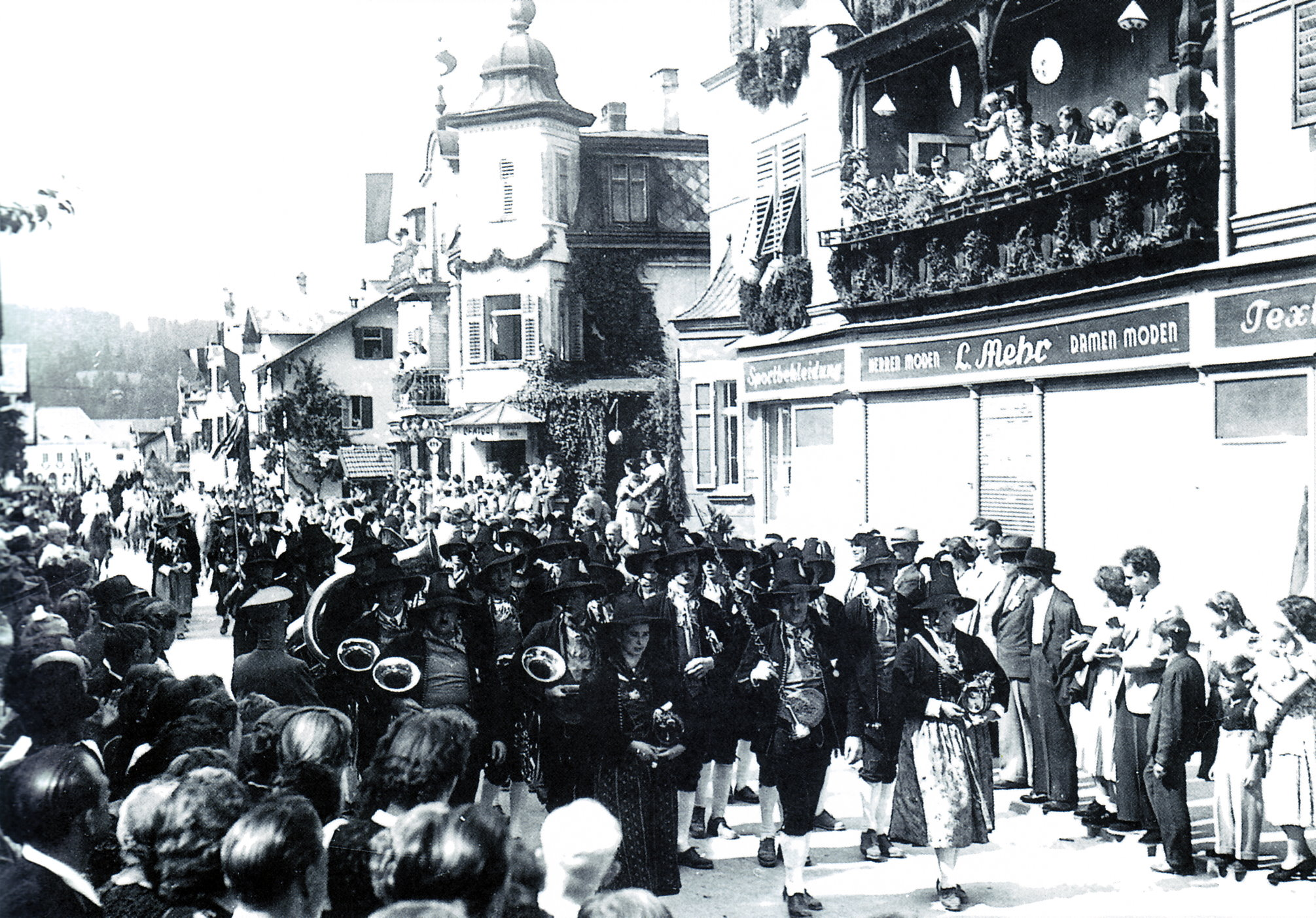
Die Stadterhebungsfeier von Wörgl vom 17. bis 19. August 1951

Nur zehn Tage nach dem Antrag der Gemeinde auf Erhebung zur Stadt erfolgte am 16. Februar 1951 auf Initiative des damaligen Wörgler Bürgermeisters und Vizepräsidenten des Tiroler Landtages, Kommerzialrat Martin Pichler, die Zustimmung des Tiroler Landtags. Der Meilenstein wurde mit einem dreitägigen Festakt (17. bis 19. August) gefeiert. Am 19. August wurde Bundespräsident Theodor Körner am Bahnhof empfangen, es folgte ein Festgottesdienst mit Fürsterzbischof Andreas Rohracher und ein Festumzug durch die Stadt mit 112 beteiligten Gruppen und etwa 30.000 Zuschauern.

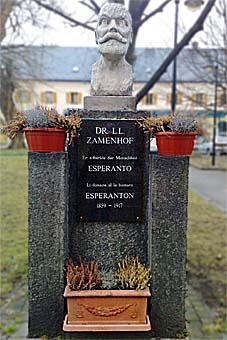
Zamenhof-Denkmal

1952 wurde das erste Zamenhof-Denkmal in Österreich vor dem Hauptbahnhof von Wörgl eingeweiht, das an den Begründer der Sprache Esperanto erinnert. Das Denkmal in der im Krieg stark zerstörten Stadt soll ein Mahnmal für den Frieden sein, der als höchstes Ziel hinter Zamenhofs Plansprache steht.

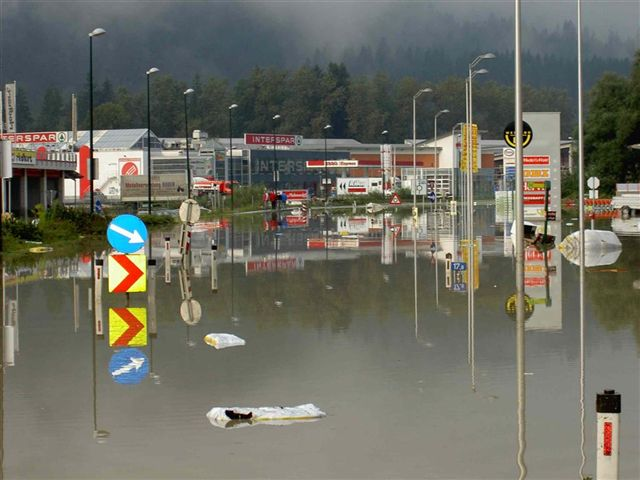
Das überflutete Gewerbegebiet West im Jahr 2005

Am Dienstag, den 23. August 2005 wurde Wörgl durch ein Jahrhunderthochwasser stark in Mitleidenschaft gezogen. Um etwa 16 Uhr brach hochwasserbedingt am Pumphebewerk Aubach – bei dem das mitgeführte Wasser einiger Bäche auf das etwas höher gelegene Fließniveau des Inn hochgepumpt wird – der Trenndamm, der das Wörgler Becken vom Inn trennte, auf einer Länge von etwa zehn Metern auf. Daraufhin wurde im westlichen Stadtbereich massiver Wassereinbruch registriert. Durch den Dammbruch wurde eine Fläche von etwa 80 ha von geschätzten 1,4 Mio. m³ an schlammigem Wasser aus dem Inn rund zwei Meter hoch überflutet. Die Evakuierung wurde mittels Feuerwehrbooten bewerkstelligt, in den darauffolgenden Stunden eilten Feuerwehren von Südtirol bis Niederösterreich nach Wörgl, um der Wassermassen Herr zu werden. Geplatzte Öltanks erschwerten die Arbeiten. Durch dieses Jahrhundertereignis wurden etwa 200 Gebäude, zwei Einkaufszentren und mehrere Lagerhäuser überschwemmt, einige Gebäude wurden unbewohnbar. Im neuen Erlebnisschwimmbad „WAVE“ im Westen der Stadt wurde die 2500 m² große Saunalandschaft etwa sechs Meter hoch überflutet. Die Inntal Autobahn musste zwischen den Abfahrten Wörgl West und Wörgl Ost aufgrund Unterspülungen gesperrt werden. Ohne diesen Dammbruch wäre auch Kufstein ein Opfer des Hochwassers geworden, da dort der Innpegel in diesem Zeitraum bereits kritische Höhen erreichte. In Wörgl traten zudem auch die Brixentaler Ache sowie der Wörgler Bach an deren Mündungsbereichen in den Inn über die Ufer. Die Reinigungs- und Wiederaufbauarbeiten nahmen mehrere Wochen in Anspruch. In Folge bemühte sich die Gemeinde, den Hochwasserschutz zu verbessern, beispielsweise wurde der Damm durch mehrere Pumprohre in den Inn ersetzt.
2010 wurde der Bau des geplanten Tyrol Tower ad acta gelegt.
Heute ist Wörgl die zweitgrößte Stadt im Bezirk Kufstein und eines der Wirtschaftszentren in Westösterreich sowie in Bezug auf Einzelhandelsumsätze die wichtigste Stadt im Tiroler Unterland. Seit 1992 ist die Stadt Mitglied im Klimabündnis Tirol.

### Bevölkerung

#### Bevölkerungsentwicklung
EinwohnerJahr030006000900012.00015.0001860189019201950198020102040EinwohnerEinwohnerentwicklung von Wörgl

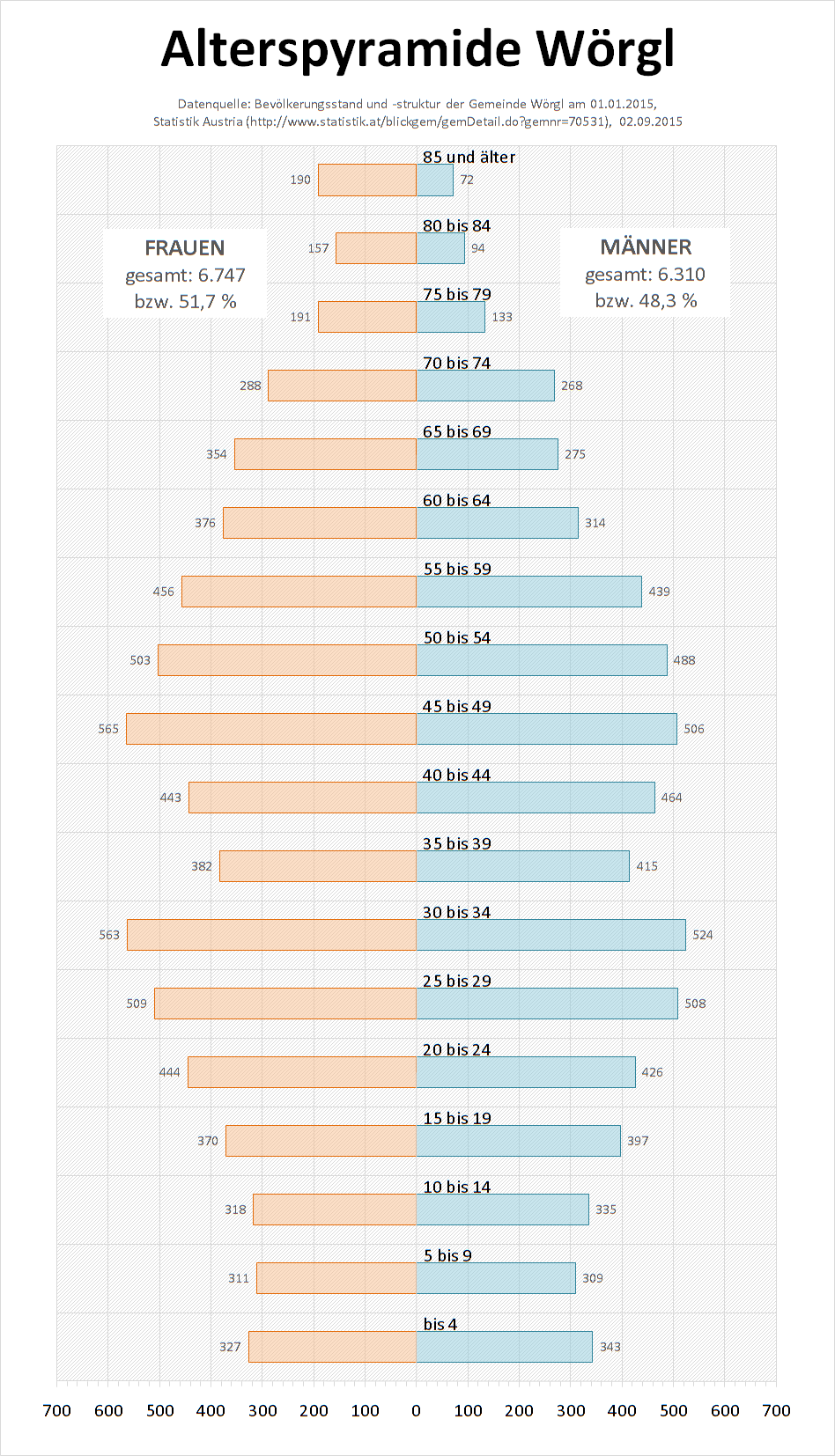
Alterspyramide von Wörgl, Stand: 1. Jänner 2014

Wörgl war bis zur Errichtung der Giselabahn ein einfaches Bauerndorf, das größtenteils von der Landwirtschaft und den durchfahrenden Reisenden lebte. Nach dem Bau der Eisenbahn durch das Inntal und dem ein wenig später erfolgten Anschluss ins Brixental erlebte Wörgl als Eisenbahnknotenpunkt einen gewaltigen Aufschwung. So hatte die damalige Dorfgemeinde im Jahr 1900 über 3000 Einwohner, alleine zwischen 1880 und 1890 erhöhte sich die Bevölkerungszahl um 56,2 %. In den 1920er und 1930er Jahren blieb die Bevölkerungsentwicklung beinahe konstant, im Jahr der Stadterhebung 1951 folgte wieder ein stärkerer Anstieg der Einwohnerzahl (+33,2 %). Bei der Volkszählung 1991 durchbrach die Stadtgemeinde erstmals die 10 000-Einwohner-Grenze. Der stärkste Anstieg innerhalb eines Jahrzehnts wurde zwischen 2001 und 2011 mit 1760 neuen Einwohnern registriert. Wörgl zählt zu den am schnellsten wachsenden Gemeinden Tirols. So hat sich die Bevölkerung von 1869 bis 2014 mehr als verzwölffacht, während die Bevölkerung in Tirol bzw. im Bezirk etwa ein Viertel dieser Entwicklung aufweisen kann.

#### Demografie
Von den 13 537 Einwohnern (Stand: 1. Jänner 2017)
- zählten 20,8 % zur Altersgruppe unter 20 Jahren, 15,8 % waren älter als 65, der größte Bevölkerungsanteil war zwischen 30 und 34 Jahre alt.
- 20,7 % (2014: 17,1 %) waren keine österreichischen Staatsbürger, wovon 11,5 % (2014: 4,9 %) bzw. 409 Einwohner (im Vergleich zur Gesamtbevölkerung 3,1 % (2014: 0,8 %)) nicht aus Europa[47] stammten.
- Die Verteilung zwischen der weiblichen und männlichen Bevölkerung in der Stadt ist nahezu ausgewogen (51,4 % / 48,6 %).[48]

#### Familien
Die Registerzählung vom 31. Oktober 2011 ermittelte 3580 Familien, wovon der Großteil dem Typ „Paarfamilie“ entsprach.
Der Anteil der Familien teilt sich wie folgt auf:
- 38,3 % ohne Kind
- 32,1 % mit einem Kind
- 22,2 % mit zwei Kindern

Die 5631 Haushalte bestanden hauptsächlich aus Ein-Personen-Haushalten (35,6 %). Durchschnittlich bildeten 2,8 Personen eine Wörgler Familie, die durchschnittliche Kinderanzahl lag bei 1,6 Kindern in Familien.
Während sich der Anteil an ledigen und verheirateten Personen in der Wörgler Bevölkerung 2001 mit 45,1 % zu 42,2 % annähernd die Waage hielt, verringerte sich der Anteil der verheirateten Personen 2011 auf 37,8 %.

#### Bildung
Von den 10 676 Bewohnern Wörgls, die am 31. Oktober 2011 älter als 15 Jahre waren, hatten
- 16,6 % eine Matura absolviert, wobei 7,0 % noch zusätzlich eine Universität, Fachhochschule oder Kolleg abgeschlossen haben,
- etwa die Hälfte einen Lehrabschluss oder den Abschluss einer berufsbildenden mittleren Schule,
- 35,1 % die Pflichtschule als höchsten Abschluss.

Von den 2081 Schülern und Studenten (31. Oktober 2011) besuchte
- der Großteil (47,5 %) eine Pflichtschule,
- ein Sechstel Schulen mit Maturaabschluss

Der Anteil an Schülern einer BMS, Polytechnischen Schule oder Sonderschule lag jeweils unter 5 %, Studenten an einer Universität, Fachhochschule oder Akademie waren 12,0 % aus.

#### Beschäftigung
Zwischen 1991 und 2011 stieg die Anzahl der Arbeitsstätten in Wörgl von 574 auf 1102 (davon 293 in der Sparte Handel) und die Zahl der Beschäftigten von 6295 auf 8.236 (2.765 im Handel tätig), womit Wörgl eines der am schnellsten wachsenden Gewerbezentren Westösterreichs ist. Mit 31. Oktober 2011 waren 381 Einwohner arbeitslos, das entspricht einer Arbeitslosenquote von 3 %. 33,6 % der Wörgler Bevölkerung war an diesem Stichtag im Handel tätig, rund 10,4 % im Verkehr.
Der Planungsverband „Wörgl und Umgebung“ liegt mit seiner Anzahl an Nahversorgungsbetrieben (31) in Tirol an vierter Stelle, die Verkaufsfläche erreicht mit 16 455 m² Platz sechs. Die Verkaufsfläche je 100 Einwohner ist entsprechend hoch und beträgt 52 m² (Stand: 2011).

#### Religion
In der Stadtgemeinde Wörgl wurden bei der Volkszählung 2001 10 885 Einwohner registriert, davon bekannten sich rund 78 % der Einwohner zur römisch-katholischen Kirche, etwa 8 % zum Islam, und etwa 6 % waren ohne religiöses Bekenntnis.

## Kultur und Sehenswürdigkeiten

### Stadtpfarrkirche Hl. Laurentius

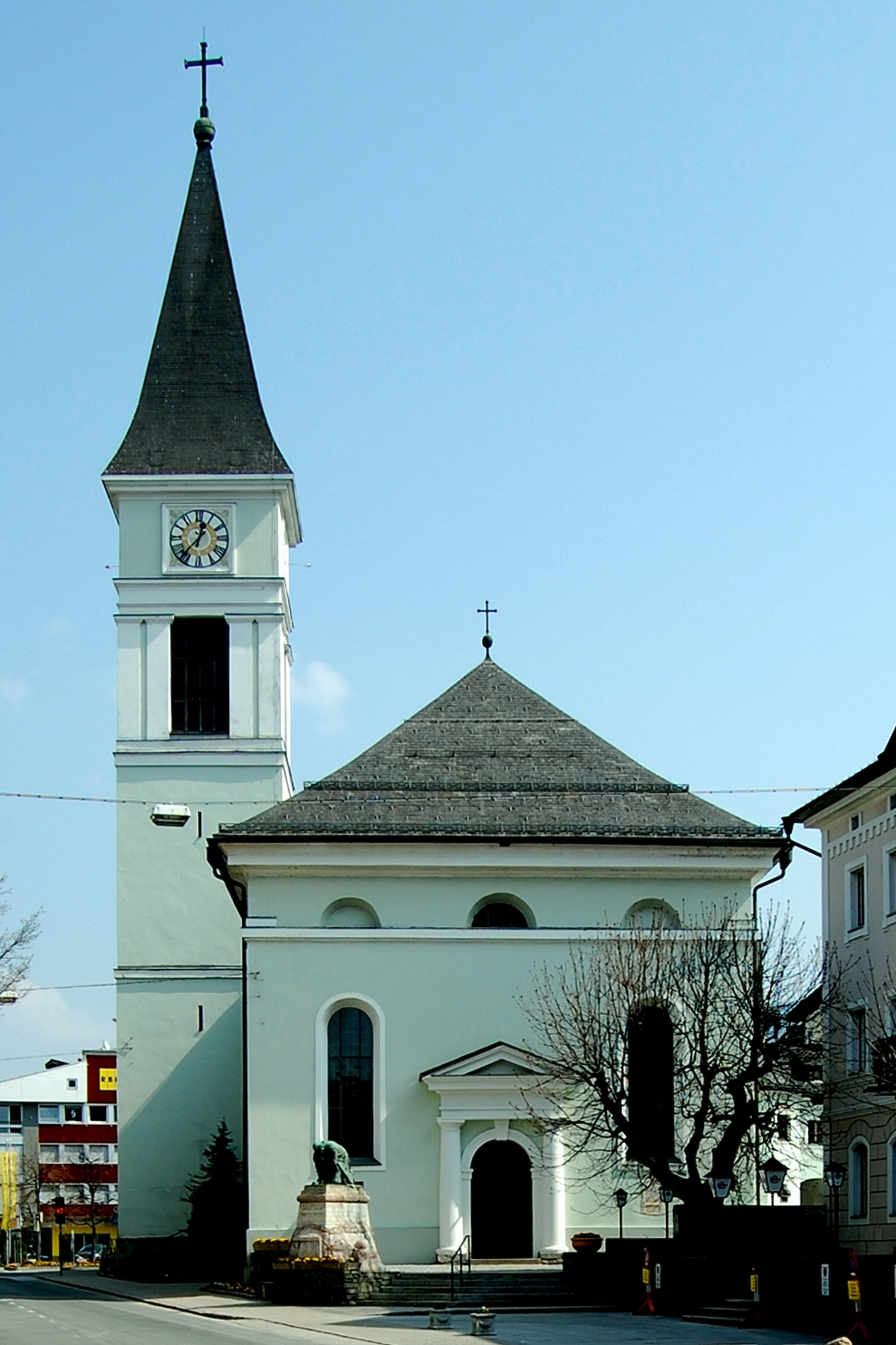
Stadtpfarrkirche Wörgl

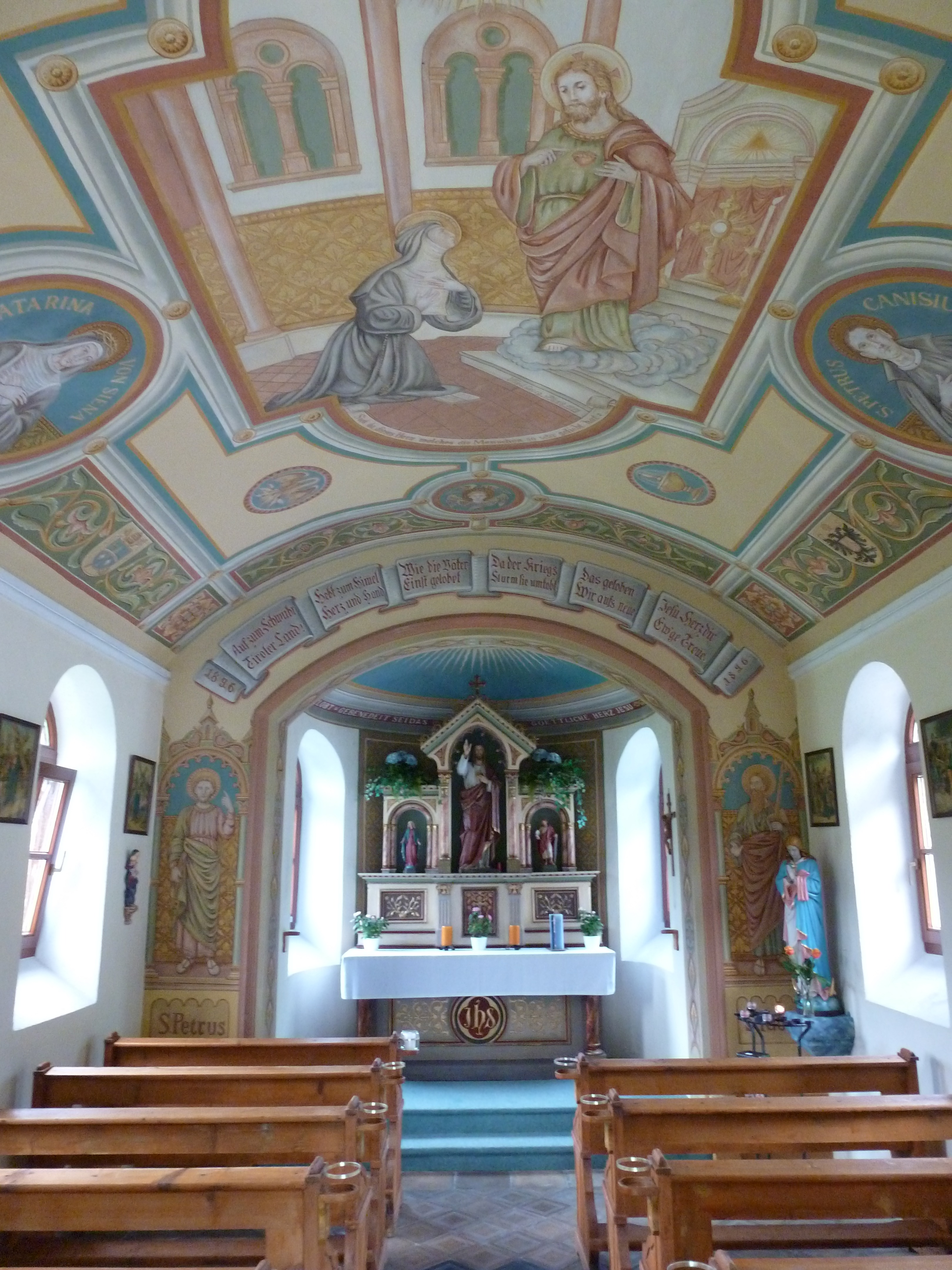
Innenansicht der größten Wörgler Kapelle, der Herz-Jesu-Kapelle in Haus

Die Pfarrkirche von Wörgl wurde in der römischen Zeit als kleine Kapelle auf einer Anhöhe, die unter dem heutigen Bau kaum bemerkbar ist, errichtet. Im frühen Mittelalter entstand erstmals ein gemauerter Bau. Die einfachen Mauern schlossen eine Fläche von rund 6 × 10 m ein. Im Jahre 1479 wurde eine neue Kirche im gotischen Stil errichtet. Die Annahme, dass sich der Kirchturm an der Südseite des Baus befand, wurde durch Ausgrabungen im Jahr 1961 bestätigt. Von einem Kufsteiner Maler wurden vier Altäre geschaffen, von denen nur mehr die Wörgler Madonna erhalten blieb. Sie wird auf 1500 bis 1510 datiert, steht im Querschiff und ist der wertvollste Besitz der Kirche.
1607 wurde Wörgl zum Vikariat erhoben, 1748 beschloss man aufgrund der steigenden Dorfbevölkerung, die Kirche im barocken Stil umzubauen und zu vergrößern. 1836 wurde das Dorfzentrum von Wörgl in Brand gesteckt. Die Flammen griffen schnell auf das Kirchendach über, und in kurzer Zeit stand auch der Turm in Flammen. Dabei verbrannte der Glockenstuhl, und die herabstürzenden Glocken spalteten das Turmgemäuer. Nach dem Flammeninferno war die Kirche eine Ruine, und wenige Tage später stürzte auch das Gewölbe ein und zerstörte die gesamte Kircheneinrichtung. Binnen kurzer Zeit begann man mit dem Wiederaufbau der barocken Kirche im Ingenieurstil. Das Gotteshaus wurde nach hinten (Westen) verlängert und der Kirchturm im Norden an der Straße errichtet. Zum Bau wurden Steine aus der Umgebung, Ziegel aus Hopfgarten, Buntsandstein und Schaftenauer Tuffstein verwendet. Aufgrund der Straßenverbreiterung zwischen den beiden Weltkriegen verschwand der rund um die Kirche angelegte Friedhof, von dem noch die übrig gebliebenen Gedenktafeln an der Kirchenwand zeugen. Im Zweiten Weltkrieg entstand durch den Bombenhagel im Bahnhofsbereich auch an der Kirche beträchtlicher Schaden. Die alten Glocken mitsamt der großen Kaiserglocke verschwanden in den Schmelzöfen. Nach dem Zweiten Weltkrieg wurden ein neuer Dachstuhl und neue Fenster eingebaut. Dabei errichtete man auch das Querschiff. Damit ist die Wörgler Kirche eines der größten Gotteshäuser im Tiroler Unterland. Das beachtliche Glockengeläute, bestehend aus fünf Kirchenglocken (mit einem Gesamtgewicht von 8781 kg) wurde von der Glockengießerei Oberascher in Salzburg gegossen. Mit einem Gewicht von über 3600 kg besitzt die Kirche auch die größte Glocke des Bezirks.
Nach dem 2. Vatikanischen Konzil 1961 wurden der Hochaltar, sämtliche Kircheneinrichtungen sowie Gemälde und Fresken entfernt. 1976 bedurfte es einer Ausmalung, doch schon im Jahr 2000 musste das Kircheninnere erneut renoviert werden. Die heutige Kirche ist etwa 50 m lang und etwa 25 m breit; der Turm hat eine Höhe von 45 m. Neben der Kirche steht die ehemalige Totenkapelle oder Friedhofskapelle, die heute als Taufkapelle dient. Derzeit (2018) ist eine weitere große Renovierung in Planung.

### Kapellen
- Taufkapelle (seit 1962, von 1620 bis 1962 Friedhofskapelle, seit 1912 mit der Pfarrkirche verbunden)[54]
- Kapelle zum Hl. Kreuz (auch Gradlkapelle, erbaut 1777, 2004 durch Bau des Einkaufszentrums M4 abgerissen, Ersatz durch kunstvolles Kreuz an der Hauptstraße und Andachtsraum im EKZ (seit 2011 nicht mehr existent))[55]
- Kapelle St. Maria (auch Toaglkapelle, 1800 erbaut)[56]
- Pinnersdorfer Kapelle (erbaut 1831)[57]
- Dallnkapelle (1889–1890 an Wildschönauer Straße errichtet)[58]
- Herz-Jesu-Kapelle (auch Hauser Kapelle, größte Wörgler Wegkapelle, von 1896 bis 1898 errichtet)[59]
- Riedhartkapelle (erbaut 1900, Innsbrucker Straße)[60]
- Waldfriedhofkapelle (erbaut 1925)[61]
- Spitalskirche (erbaut 1930, 1946 nach völliger Zerstörung wieder errichtet, 1996 durch Bau des Gesundheitszentrums entfernt)[62]
- Kapelle Friedhof Süd[63]
- Andachts- und Gebetsraum im Seniorenheim Wörgl

### Stadtapotheke

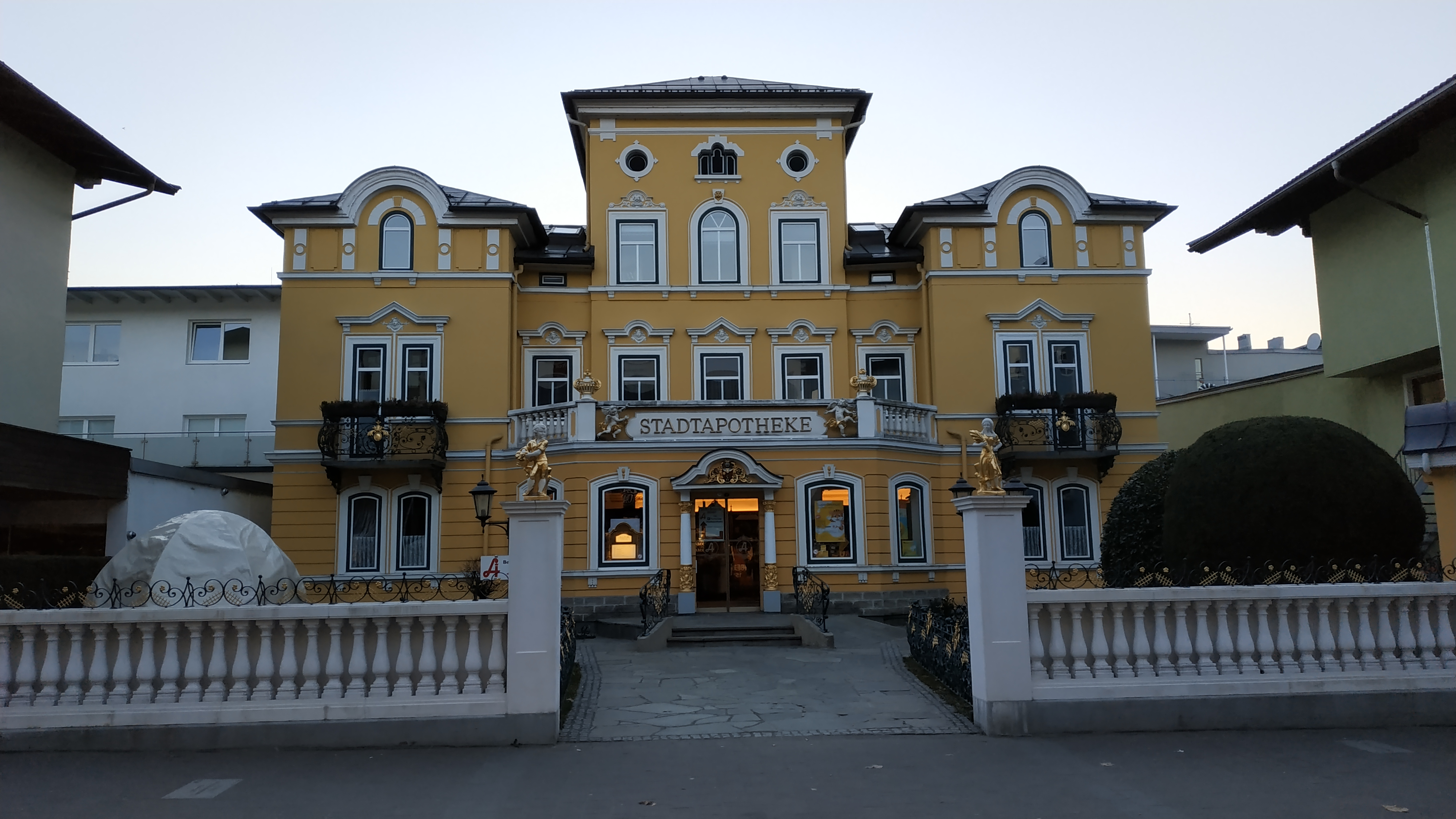
Die Stadtapotheke in der Bahnhofsstraße

Das „Haus Stawa“, das als Stadtapotheke genutzt wird, wurde im Jahr 1905 vom Baumeister Ferdinand Mayr geplant und erbaut. 1907 erwarb der Apotheker Carl Alfons Koch die ursprünglich als Kaffeehaus geplante „Villa Edelweiß“ und richtete darin eine Apotheke ein.
Das Gebäude ist ein Villenbau mit zweigeschoßigen, leicht vorgesetzten Seitenflügeln mit Attika und einem dreigeschoßigen, risalartigen Mittelteil mit rückseitiger Veranda. Die siebenachsige Hauptfassade ist nordöstlich zur Bahnhofstraße ausgerichtet und besteht aus abwechselnd vor- und rückspringenden Baukörpern. Die Stadtapotheke ist ein Beispiel für ein repräsentatives, herrschaftliches Wohnhaus mit Garten und entspricht mit seinen historisierenden Bauelementen dem Villentypus des ausgehenden 19. Jahrhunderts.
Der Garten der Villa ist ebenfalls nordöstlich ausgerichtet und wird wie das Grundstück selbst durch einen verschnörkelten schwarzen Metallzaun mit vergoldeten Elementen begrenzt. Vom Gehsteig der Bahnhofstraße wird das Grundstück zudem von einer Betonmauer mit Säulen getrennt. Im Garten befindet sich ein Brunnen aus Beton und weißem Marmor, mit einer Skulptur eines verliebten Paares, die ebenfalls mit Goldelementen verziert ist.
Die Stadtapotheke gilt als das schönste Bauwerk Wörgls.

### Historische Bauernhöfe im Zentrum der Stadt

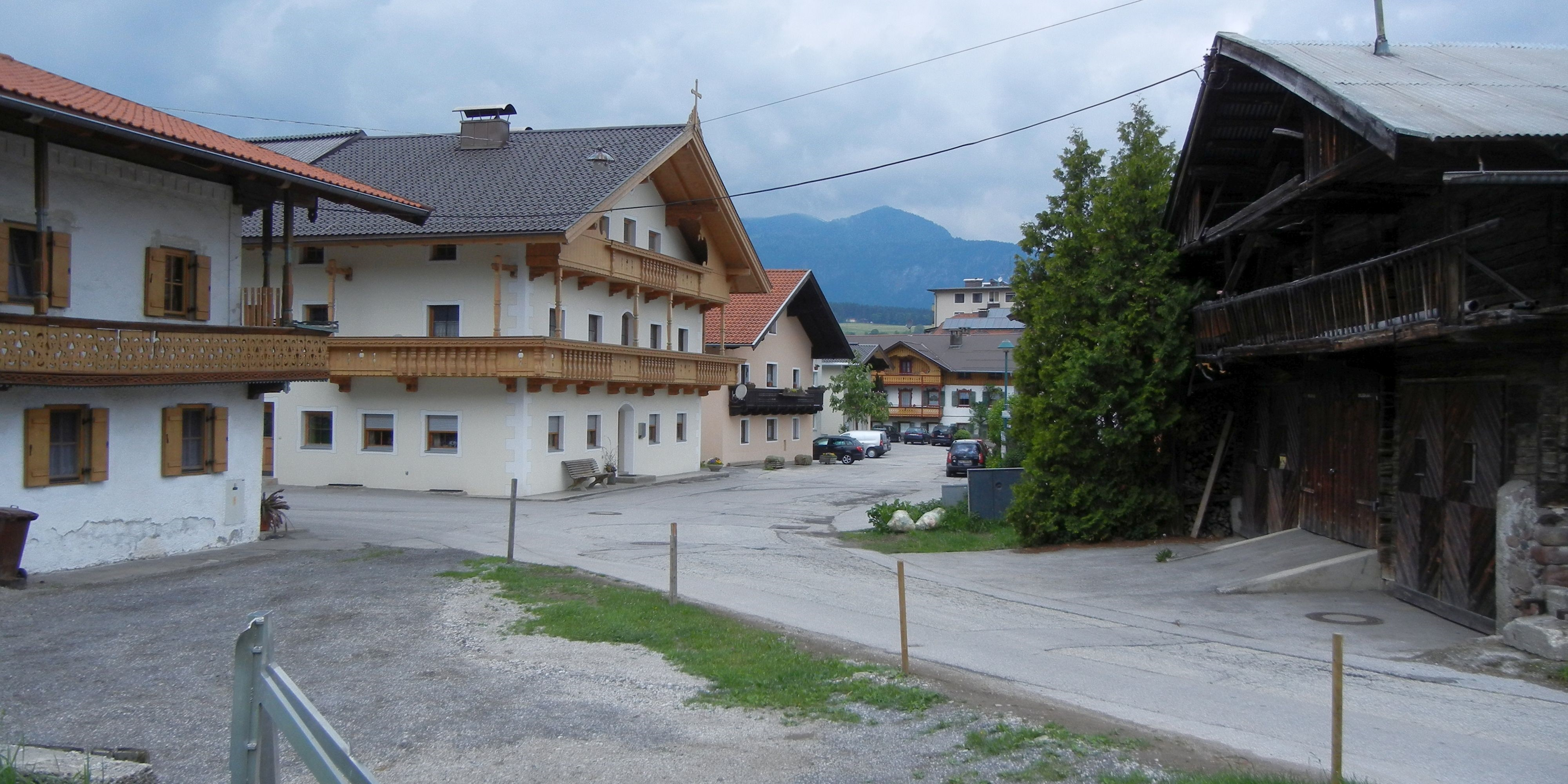
Die Kanzler-Biener-Straße mit ihren historischen Höfen

Bis ins 20. Jahrhundert bestand Wörgl noch aus zahlreichen Bauernhöfen. Im Zentrum (Bahnhofstraße, Josef-Speckbacher-Straße und insbesondere Kanzler-Biener-Straße u. a.) befinden sich noch einige in Betrieb befindliche Höfe mit hohem Alter und bilden einen starken Kontrast zu den modernen Bauwerken. Die Kanzler-Biener-Straße am Wörgler Bach, südlich der Innsbrucker Straße, bietet aufgrund der Fülle von Bauernhöfen einen Einblick in die Wörgler Vergangenheit. Zahlreiche Höfe fielen den beiden Weltkriegen und dem starken Wachstum seit der Stadterhebung 1951 zum Opfer.
Aus manchen Bauernhöfen entstanden Kutschenstationen, die sich zu den heutigen Gasthöfen der Stadt entwickelten. Auch das ehemalige Marktgemeindeamt und die Dorfbank befanden sich in einem Bauernhof, der auf dem heutigen zentralen Platz vor der Kirche stand. Im Stadtgebiet befinden sich noch manche Felder und Anger von alten Bauernhöfen, wie der zu kleineren Feierlichkeiten genutzte Gradlanger hinter der Landesmusikschule. Am 5. Dezember 2013 fiel die Grünfläche, die etwa ein Jahrhundert lang ein Ort der Begegnung war, einem Wohnbauprojekt zum Opfer. Sämtliche Obstbäume wurden dabei trotz Kritik aus der Bevölkerung gemeinsam mit dem Musikpavillon entfernt.

### Wörgler Wasserwelt (dauerhaft geschlossen)
Die Wörgler Wasserwelt WAVE war Tirols größtes Erlebnisbad mit Saunalandschaft. Es wurde 2003 eröffnet, im August 2005 durch ein Hochwasser schwer beschädigt, 2006 wiedereröffnet, jedoch 2021 dauerhaft geschlossen. Im WAVE befand sich die erste Doppellooping-Wasserrutsche der Welt.
Wörgler Meilensteine
Am 23. Juni 2006 wurden die Wörgler Meilensteine eröffnet, die eingelegt in die Gehsteige der Innenstadt, maßstabsgetreu auf etwa 1480 Metern (der Länge einer altrömischen Meile) einen Einblick in 304 der wichtigsten historischen Ereignisse der letzten 2000 Jahre geben. Beginn und Ende der Meile ist vor dem Eingang zum Hauptbahnhof.

### Singspiel
Der Konzertmeister am Salzburger Fürstenhof, Michael Haydn (1737–1806), der jüngere Bruder Joseph Haydns, komponierte um 1775 ein einaktiges Singspiel in Tiroler Mundart mit dem Titel: Der Baßgeiger zu Wörgl, MH 205. Dem nachts aus dem Wirtshaus nach Hause kommenden Bassgeiger Bartl wird von seiner Frau Liesl der Einlass verweigert. Bartl täuscht daraufhin seinen Selbstmord im nahen Bach vor. Während Liesl ihn suchen geht schleicht er sich ins Haus und verschließt seinerseits den Hauseingang, um seine Gattin auszusperren. Erst nach ihrer demütigen Abbitte öffnet er ihr die Haustür und lässt er sie wieder ein.

## Wirtschaft und Infrastruktur

### Verkehr
Als Schnittpunkt des Unterinntals mit dem Brixental war Wörgl seit Urzeiten ein bedeutender Verkehrsknotenpunkt, der sich mit dem Bau der Eisenbahnen noch verstärkte. Reisende kamen auf dem Weg nach Italien oder Bayern entlang der Hauptstraße im Tiroler Inntal durch den Ort. Es wurden regelmäßige Kutschenfahrten nach Kufstein, Innsbruck oder Schwaz angeboten, die Reisezeit nach Innsbruck lag damals jedoch aufgrund der langen Aufenthaltszeiten in den Stationsorten noch bei etwa zehn Stunden.

#### Eisenbahnknotenpunkt

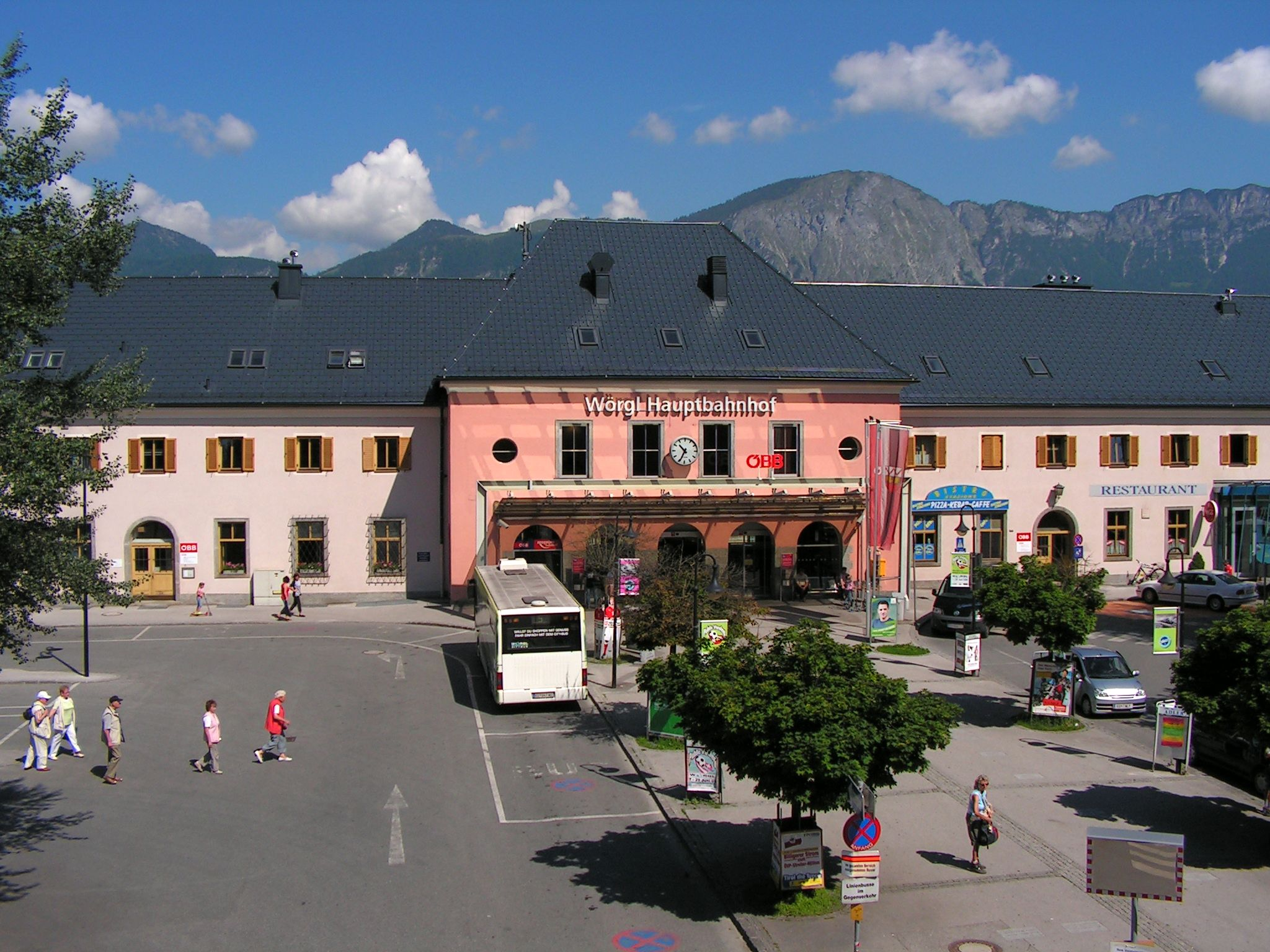
Wörgl Hauptbahnhof, Aufnahmegebäude; Ansicht von der Stadt

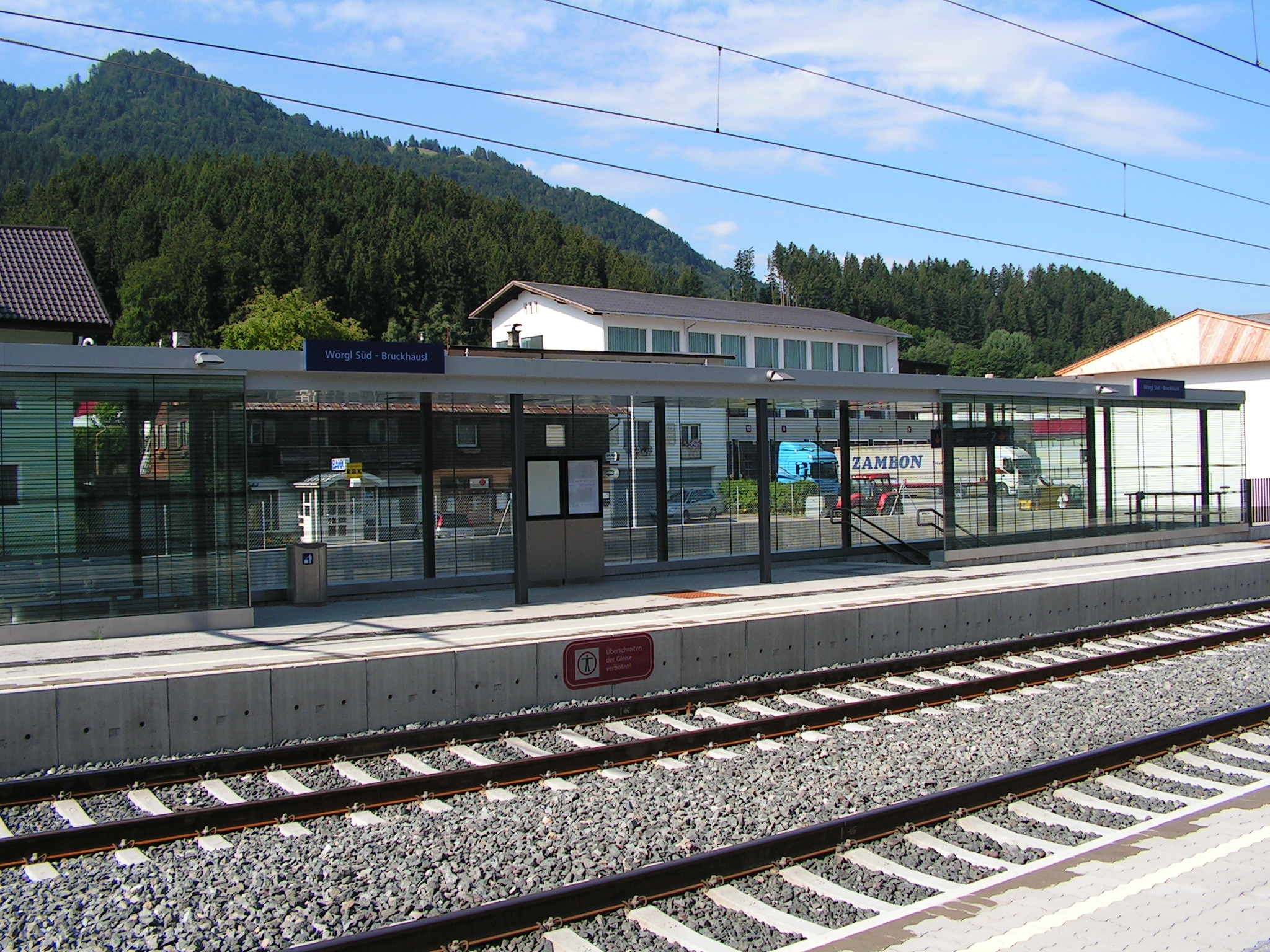
Wörgl Südbahnhof (HSt Wörgl Süd – Bruckhäusl); Bahnsteige

Siehe auch Unterartikel → Wörgl Hauptbahnhof
Mit der Eröffnung der Nordtyroler Bahn (Eisenbahnstrecke Kufstein – Wörgl – Innsbruck), durch die mittels Staatsvertrag die eisenbahnmäßige Verbindung zum Osten Österreichs hergestellt wurde, am 24. November 1858 unter Seiner Majestät Kaiser Franz Joseph I. verkürzte sich die Reisezeit in die Landeshauptstadt auf „nur mehr“ vier Stunden (zum Vergleich: heute benötigt ein ÖBB-Railjet-Express-Zug dafür 24 Minuten). Mit der Eröffnung der Salzburg-Tiroler-Bahn, auch Gisela- oder Brixentalbahn (Salzburg – Bischofshofen – Zell am See – Kitzbühel – Wörgl) genannt, im Jahre 1875 wurde Wörgl der erste Eisenbahnknoten Westösterreichs. Wörgl Hauptbahnhof ist ein Schnellzug-, ICE- und ÖBB-Railjet-Halt an der Westbahn (Teilstück Unterinntalbahn) und der Salzburg-Tiroler-Bahn. Weiters ist die Stadt über die Linien CJX1 und REX2 der S-Bahn Tirol an die Landeshauptstadt angebunden (Reisezeit 30 bis 50 Minuten); die Linie S8 führt ab Wörgl Hbf über Wörgl Süd und Kitzbühel sowie St. Johann in Tirol nach Zell am See. Darüber hinaus verbindet der REX3 Wörgl mit Salzburg über Zell am See und Bischofshofen. Zusätzlich verkehren einzelne laufverlängerte Züge (Darunter die Tiroler Nacht S-Bahn) der S4 (Jenbach – Ötztal) bis Wörgl Hbf.
In den Jahren ab 1993 wurden die Bahnanlagen in Wörgl umfassend modernisiert, vergrößert und ausgebaut sowie neue Bahnhofsanlagen errichtet:
Der Bahnhof Wörgl Terminal Nord ist ein reiner Frachtenbahnhof und befindet sich mit einem Stückgutterminal, Hallen- sowie Freiladegleisen und einer stark frequentierten LKW-Verladestelle für die Rollende Landstraße (RoLa) beim Gewerbepark im Westen der Stadt. Mittelfristig soll dort die neue S-Bahn-Haltestelle Wörgl West – Terminal für den Personenverkehr errichtet werden. Wörgl Terminal Nord wurde stetig wesentlich vergrößert, um den gestiegenen Anforderungen insbesondere des RoLa-Verkehrs nachkommen zu können.
Zwischen Hauptbahnhof und Gewerbepark befindet sich zudem Wörgl Terminal Süd, ein reiner Lokomotivwechsel-, Verschub- und Abstellbahnhof ohne Personenverkehr oder Güterverlademöglichkeiten.
Westlich des Terminals Nord ist der Bahnhof Wörgl Terminal West – insbesondere zur Eisenbahn-Güterverkehrsbedienung eines großen holzverarbeitenden Industriebetriebes – vorgesehen. Infolge von Problemen bei den Grundstücksablösen wird sich der Bau aber noch verzögern. Innerbetrieblich wurde an dieser Stelle vorbereitend eine Betriebsstelle Wörgl West geschaffen.
Eine weitere Eisenbahnstation für den Personenverkehr auf Wörgler Stadtgebiet ist die an der Salzburg-Tiroler-(Gisela-)Bahn gelegene Haltestelle Wörgl Süd – Bruckhäusl, in den innerstädtischen Fahrplänen des Stadtverkehrs als „Südbahnhof“ bezeichnet. Vormals hieß diese Station Söll – Leukental, später Bruckhäusl.
Der Bahnhof Wörgl Kundl, der ebenfalls in den Stellbereich von Wörgl Hbf eingegliedert ist, liegt auf dem Gebiet der Nachbargemeinde Kundl, die dortige Personenhaltestelle heißt „Kundl“.
Angesichts dieser Stationen, die alle den Namen Wörgl tragen, wurde 2006 der Bahnhof Wörgl in „Wörgl Hauptbahnhof“ umbenannt, um eine auch nach außen hin sichtbare Kennzeichnung zu haben.
Im Jahr 2008 wurde unter dem Motto „150 Jahre Eisenbahn in Wörgl“ ein umfangreiches Veranstaltungsprogramm absolviert und im August ein großes Eisenbahnfest gefeiert.
Mit 1. Juni 2009 wurde die Wörgler Stellwerksanlage Teil der Betriebsführungszentrale (BFZ) West der Österreichischen Bundesbahnen (ÖBB). Das ehemalige Zentralstellwerk Wörgl, das die „Betriebsfernsteuerzentrale (BFS) Wörgl Hbf“ enthielt, das hoch über der Empfangshalle situiert ist und durch eine breite Panoramafensterwand einen großartigen Überblick über den Hauptbahnhof ermöglicht, beherbergt nun die Ausfall-BFZ West der ÖBB in Innsbruck. Im Bedarfsfall wird von hier aus der vollständige Bereich der BFZ West, das ist im Wesentlichen fast der gesamte Eisenbahnbetrieb der ÖBB westlich von Zell am See, oder auch bloß Teilbereiche davon (z. B. bei Bauarbeiten, außergewöhnlichen Ereignissen, Epi- oder Pandemien etc.), ferngesteuert; im Zuge der sog. „Georedundanz“ wird es bald möglich sein, den gesamten Bereich der ÖBB (teilweise) fernzusteuern. Außerdem wird ab 2027 die Karwendelbahn (Innsbruck – Scharnitz) und die Außerfernbahn (Ehrwald – Vils) aus der dann ständig besetzten BFZ Wörgl aus gesteuert werden. Damit wurde der Rang der Stadt Wörgl als einer der wichtigsten und größten Eisenbahn-Infrastrukturzentren Österreichs einmal mehr betont und gefestigt.
Östlich von Innsbruck hat in Tirol nur noch in Wörgl Hauptbahnhof ein „echter“ Fahrdienstleiter mit seiner roten Dienstkappe – abgesehen von den Fahrdienstleitern in der BFZ Wörgl, die man im Regelfall nicht sieht – seinen Sitz.

#### Straßenknotenpunkt
Wörgl ist nicht nur für den Schienen-, sondern auch für den Straßenverkehr ein äußerst wichtiger Verkehrsknotenpunkt. Im Zentrum der Stadt treffen die Tiroler Straße B 171, die von Innsbruck über Schwaz und Rattenberg nach Kufstein verläuft, auf die Wildschönauer Straße L 3, die in das Hochtal der Nachbargemeinde führt.
Die Brixentalstraße B 170 begann früher ebenfalls im Ortszentrum, bis die Umfahrung Bruckhäusl am 26. November 2007 eröffnet wurde. Heute führt sie vom Ende der Umfahrung Bruckhäusl in Wörgl Boden durch das Brixental nach Kitzbühel.
Die Bauarbeiten an der seit mehreren Jahren vorgesehenen Nordtangente Wörgl, die als Entlastung der Stadt mit der zusätzlichen Autobahnanschlussstelle Wörgl Mitte dienen sollte, sind aus Geldmangel vorübergehend eingestellt. Bis Juni 2014 wurde ein weiteres kurzes Teilstück gebaut, seit Herbst 2017 ist der westliche Teil der Umfahrung vom Autobahnanschluss Wörgl West bis Wörgl Mitte 2017 fertiggestellt, aber nicht als solche beschildert.
Der überregionale Verkehr führt seit 1972 über die Inntal Autobahn A 12 von Innsbruck nach Kufstein auch an Wörgl vorbei. Dabei wurde der größte Verteilerknoten der A 12 Wörgl Ost errichtet, der jedoch erst 2007 mit der Umlegung der Loferer Straße B 178 über die Umfahrung Bruckhäusl voll ausgebaut wurde. Somit wurde wiederum ein Knotenpunkt für den überregionalen Verkehr geschaffen.
Weiters befindet sich noch die Autobahnanschlussstelle Wörgl West am Westrand der Stadt, die auch die Gemeinden Kundl und Breitenbach am Inn versorgt.

#### Innerstädtischer und regionaler ÖPNV

##### Citybus
Das Projekt startete 1993 testweise mit einer Linie und wurde 1994 auf drei Linien erweitert. Alle Linien haben als Start- und/oder Endpunkt den Hauptbahnhof. Heute wird der innerstädtische öffentliche Personennahverkehr mit vier Citybuslinien bedient, die ausgenommen der Linie 4 im Halbstundentakt verkehren:
- Linie 1 versorgt den südöstlichen Bereich (Wörgl Hauptbahnhof – Bodensiedlung).
- Linie 3 bedient den westlichen Stadtbereich (Wörgl Hauptbahnhof – Lahntal).
- Linie 4 bedient das Stadtgebiet im Osten, Süden und Westen und verkehrt als einzige Linie im Stundentakt.
- Linie 5 versorgt seit 2009 das zentrale und nördliche Stadtgebiet (Söcking bis Pflichtschulzentrum).

##### Regiobus
Die Regiobus-Linien des Verkehrsverbund Tirol (VVT) werden von der Österreichischen Postbus AG (Teil der ÖBB) und den Ledermair Verkehrsbetrieben geführt:
- 657: Wörgl Schulzentrum – Kramsach – Brixlegg – Münster – Jenbach – Schwaz
- 760: Bruckhäusl –  Kirchbichl –  Wörgl –  Kundl – Breitenbach am Inn
- 770: Wörgl Hbf. –  Niederau –  Oberau –  Mühltal –  Auffach
- 4026: Wörgl Hbf. – Kirchbichl – Bad Häring – Schwoich – Kufstein
- 4051: Wörgl Hbf. – Hopfgarten im Brixental – Westendorf – Kitzbühel
- 4055: Wörgl Schulzentrum – Kirchbichl – Kufstein
- 4056: Wörgl Hbf. – Kirchbichl – Langkampfen – Kufstein
- 4060: Wörgl Hbf. – Itter – Söll – Ellmau – St. Johann in Tirol
- 4068: Wörgl Hbf. – Angerberg – Mariastein – Langkampfen – Kufstein

### Handelszentrum

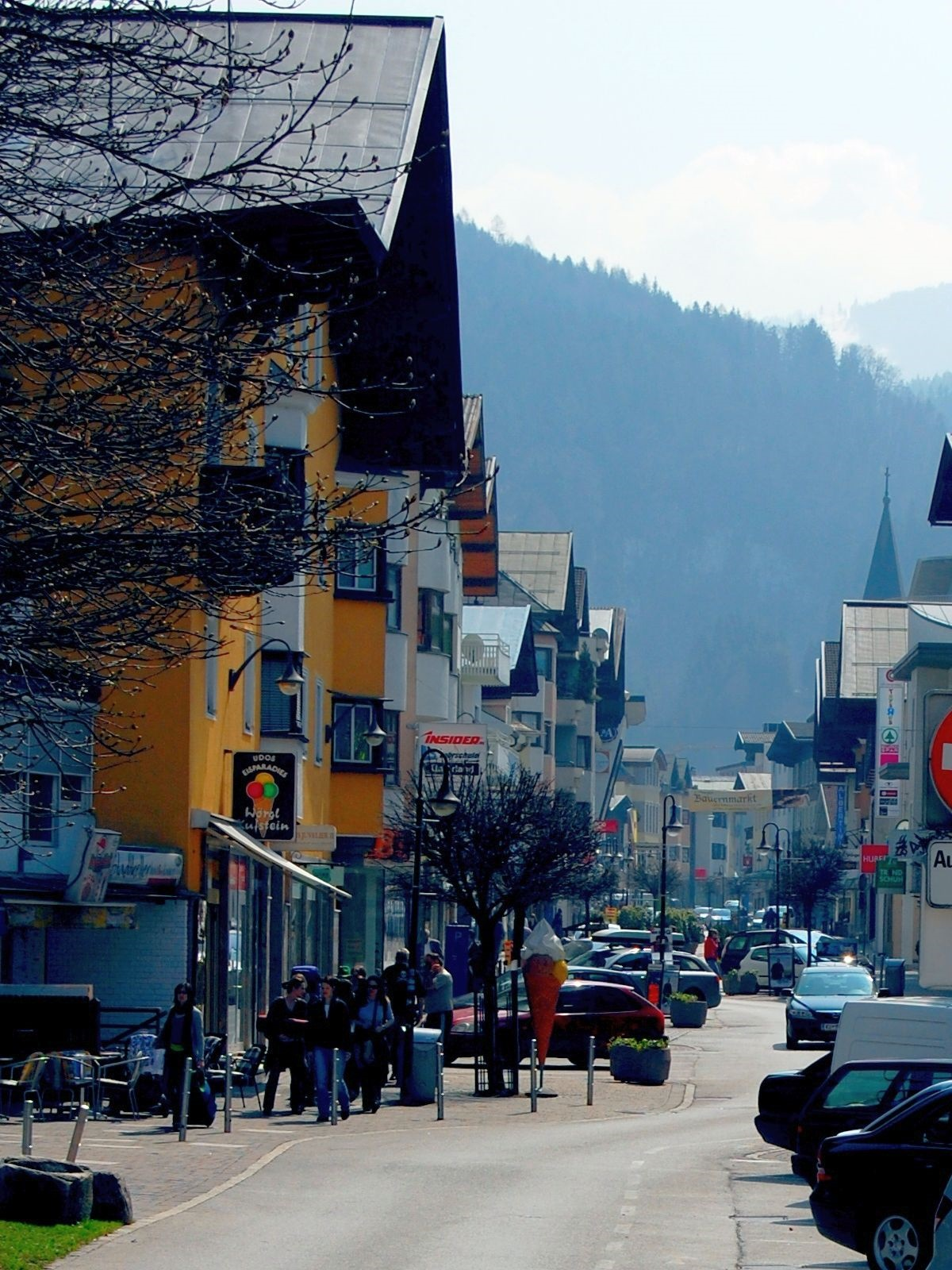
Die Bahnhofstraße in Wörgl ist die zweitlängste Einkaufsstraße in Tirol

Wörgl ist das bedeutendste Handelszentrum im Nordtiroler Unterland, der wichtigste Wirtschaftszweig der Stadt ist der regionale Einzelhandel, in dem zahlreiche wichtige Handelsketten und Branchen vertreten sind. Die Wörgler Bahnhofstraße ist die zweitlängste Einkaufsstraße Tirols und war lange Zeit das Zentrum der Wörgler Wirtschaft bis sich ab Ende der 1960er Jahre am Westrand der Stadt die ersten Einkaufszentren entwickelten, eine Entwicklung, die mit der Eröffnung des Einkaufszentrums „M4“ östlich des Stadtzentrums seinen vorläufigen Höhepunkt erreichte.
Die Einkaufszentren Bahnhofstraße, City Center, M4 und Plus sind rund um das Stadtzentrum konzentriert, weitere Gewerbegebiete sind sowohl am Ost-, als auch am Westrand der Stadt situiert, wo seit den 1970er Jahren das älteste Wörgler Einkaufszentrum EKZ sowie das Fachmarktzentrum WestEnd und der Großhandel Riedhart angesiedelt sind. Diese hohe Dichte an Kaufhäusern unterstreicht die überregionale Bedeutung der Stadt als Handelszentrum.

### Weitere Unternehmen
Wörgl ist Standort holzverarbeitender Industrie, so betreibt etwa einer der größten österreichischen Spanplattenhersteller, die Fritz Egger GmbH & Co. OG, ein Werk am Stadtrand.
Der größte Tiroler Milchproduzent Tirol Milch verlagerte zwischen 2007 und 2010 die Gesamtproduktion sowie den Unternehmenssitz von Innsbruck nach Wörgl. Der Ausbau des Werkes in Wörgl kostete 30 Mio. Euro. Seit 2011 ist der Wörgler Produktionssitz das zweitgrößte Werk in der Berglandmilchgruppe, 2014 nahm nach einem neuerlichen Ausbau eine der größten Käseproduktionsstätten Österreichs hier ihren Dienst auf.

### Wirtschafts- und Gewerbepark Wörgl
Am Westrand der Stadt befindet sich seit den 1990er Jahren an der Autobahnabfahrt Wörgl West ein Wirtschafts- und Gewerbepark für klein- und mittelständische Unternehmen im Bereich von Produktion, Technologie und Logistik. Durch einen Kreisverkehr und die Stadtumfahrung („Nordtangente“) sowie der vorbeiführenden Bahnstrecke verfügt der etwa 30 Hektar große Wirtschafts- und Gewerbepark über eine ideale infrastrukturelle Anbindung. Wichtigste Niederlassung ist das ÖBB-Terminal der Rollenden Landstraße, zudem betreiben die ÖBB ein Kühllager sowie die Verschubbahnhöfe Wörgl Terminal Nord und Süd. Der Sitz des europaweit agierenden Logistikunternehmens Transped Europe GmbH befindet sich seit 2008 im Gewerbegebiet, Berger Truck Service GmbH betreibt hier seit 2009 eines der größten und modernsten Servicecenter Europas.

### Infrastruktur

#### Energieversorgung

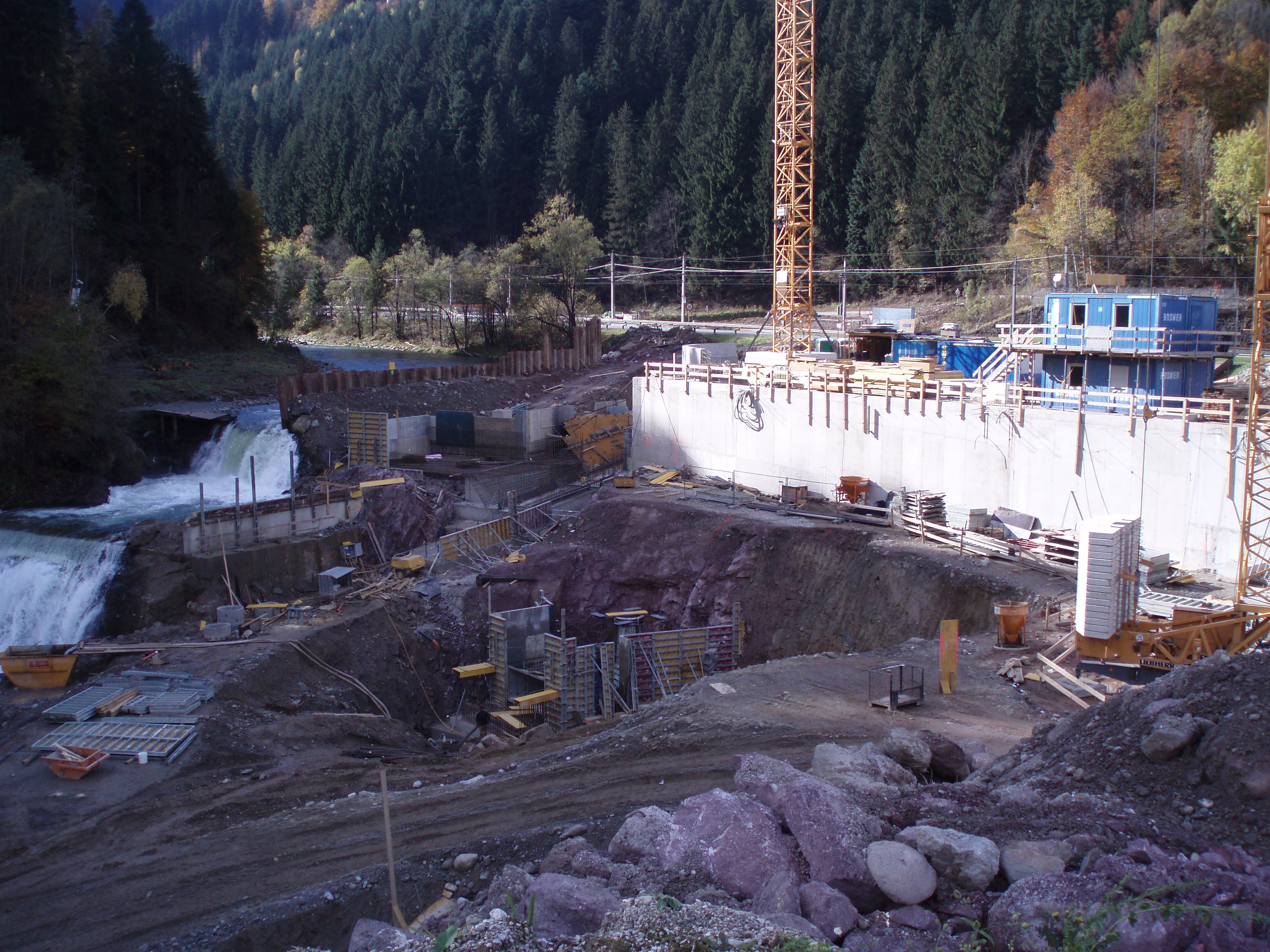
Der Umbau der Wehranlage Bruckhäusl zu einem Schlauchwehr mit Entsandungskammern und Dotierkraftwerk

1898 wurde das erste Kraftwerk am Schluchtausgang des Müllnertales errichtet (heute KW Müllnertal). Das Wörgler Stromnetz setzt sich heute aus 59 km Mittelspannungs- und 129 km Niederspannungsnetz zusammen. Die Verteilung von jährlich etwa 60 GWh erfolgt mit fünf Umspannwerken und 59 Netzstationen. Derzeit erzeugen drei Kraftwerke 20.369 MWh und decken damit 36,1 % der elektrischen Energie ab. Die Differenz auf den Gesamtverbrauch beträgt 36.192 MWh (63,9 %) und wird von der TIWAG zugekauft.
Wörgl verfolgt seit 2007 gemeinsam mit den Wörgler Stadtwerken das Ziel, bis 2025 mit Ausnahme des Verkehrsbereichs energieautark zu werden. Ende 2010 wurden in der Stadt über 40 Photovoltaikanlagen mit einer Modulfläche von etwa 2.400 m² und einer Gesamtleistung von rund 300.000 kWh gezählt. Dies entsprach rund 10 % der gesamten in Tirol installierten Kapazität. Seit 2008 werden auf öffentlichen Bauten (Kindergarten, Kompostieranlage, Volksschule, Umspannwerk etc.) CO2 einsparende Anlagen errichtet. Aus der Bundesförderung 2009 flossen 165.000 Euro für 14 Neuanlagen nach Wörgl, für 2010 konnten 20 Anträge mit einem Fördervolumen von rund 120.000 Euro eingebracht werden. Somit gab es im privaten Bereich bis Ende 2010 rund 40 Anlagen mit 1.250 m² PV-Fläche. Derzeit werden durch die Anlagen jährlich über 260 Tonnen CO2 eingespart. Wörgl zählt dank dieser Maßnahmen zu den 24 Gemeinden in Österreich mit einer „e5-Gemeinde-Auszeichnung“ versehen wurden. Das Programm für energieeffiziente Gemeinden unterstützt klimarelevante Modernisierungen.
Die Energieversorgung wird in Wörgl von folgenden Kraftwerken sichergestellt:
- Speicherkraftwerk Wörgl Müllnertal: Der aufgestaute Wörgler Bach betreibt seit 1898 dieses (älteste) Kraftwerk der Stadt, es erzeugt etwa 2,5 GWh pro Jahr.
- Laufkraftwerk Kelchsau-Zwiesel (Kelchsau, Marktgemeinde Hopfgarten im Brixental): 1967 errichtet, produziert dieses Laufkraftwerk rund 16 GWh pro Jahr und deckt somit 55 % der Eigenstromerzeugung der Stadtwerke.
- Laufkraftwerk Kelchsau-Ehreit: Das 2005 eröffnete, ebenfalls in der Kelchsau befindliche Laufkraftwerk erzeugt etwa 10 GWh pro Jahr.
- Trinkwasserkraftwerke Hennersberg 1 und 2: Seit 1990 bzw. 2010 erzeugen diese Trinkwasserkraftwerke rund 365.000 kWh durch das Gefälle der Trinkwasserleitung aus der Wildschönau.
- Photovoltaikanlagen: Im Zuge der Bestrebungen zur Energieautarkie wurden mehrere Photovoltaikanlagen auf öffentlichen Gebäuden (Kindergarten Mitterhoferweg, Volksschulgebäude, Bauhof, Stadtwerke, Umspannwerk, Wertstoffhof und Kompostieranlage) sowie im Straßenraum (Kreisverkehr Ost) errichtet. 2015 wurden somit rund 285.000 kWh erzeugt bzw. 142,3 Tonnen CO2 eingespart.
- TIWAG-Ökostromkraftwerk Bruckhäusl: Mittels einer mit Schlauchwehr ausgestatteten Wehranlage und drei Entsandungskammern wird die Brixentaler Ache zur Stromerzeugung aufgestaut, ein Dotierkraftwerk nutzt das Restwasser zur weiteren Energieerzeugung. Das Krafthaus in Bruckhäusl mit seiner Kaplan-Turbine erzeugt jährlich rund 15,82 GWh.[77]
- Derzeit ist ein weiteres Kraftwerk an der Brixentaler Ache im Bereich Egerndorf geplant. Dabei soll am Westrand von Bruckhäusl eine neue Wehranlage mit zwei im Hochwasserfall einklappbaren Stauklappen, vier Entsandungskammern und einem öffentlich zugänglichen Steg errichtet werden. Gemeinsam mit der Dotationsturbine im Wehr soll das mit einer Kaplan-Rohrturbine ausgestattete Kraftwerk jährlich etwa 9 GWh erzeugen.[78][79]

#### Gasversorgung
Im Norden der Stadt teilt sich die Hauptleitung (DIN 400) aus dem Brixental in eine Hauptleitung in Richtung Kufstein und eine Hauptleitung in Richtung Innsbruck/Oberland. Dadurch kann Wörgl als Drehscheibe der Tiroler Erdgasversorgung angesehen werden. Die Stadt selbst wird von drei Reduzierstationen mit einer das Stadtgebiet durchquerenden Stichleitung (DIN 200) versorgt. Zudem befindet sich auch eine Erdgastankstelle in der Stadt.

#### Fernwärme
Seit 2014 verfügen zahlreiche Gebäude im Stadtgebiet über eine Anbindung an die sogenannte „Stadtwärme Wörgl“. Hierbei wird durch die Nutzung der Abwärme der Tirol Milch (Abwärme der Dampferzeugung, vom Hackschnitzelwerk und der Kühlanlagen) das Wasser auf 95 °C erhitzt. Die zu diesem Zweck am Molkereigelände errichtete „Energiezentrale“ enthält zudem zwei Pufferspeicher zu je 90 m³ Fassungsvermögen. Die Versorgung der privaten und öffentlichen Gebäude erstreckt sich quer durch die Stadt bis zum Erlebnisschwimmbad WAVE, womit jährlich rund 4.500 Tonnen CO2 eingespart werden sollen. Das Projekt ist Teil des Maßnahmenplans zur angepeilten Energieautonomie der Stadt bis zum Jahr 2025.

#### Wasserversorgung
Die Wörgler Bevölkerung wird seit 1899 durch ein öffentliches Netz versorgt. Zusätzlich zu den Sonnbergquellen kamen 1927 die Oberauer Quellen (Gemeinde Wildschönau) zum Hochbehälter Hennersberg 1 und 1954 die Quelle Pinnersdorf (Wörgl Boden) zum neuen Hochbehälter Hennersberg 2 hinzu. In den 1970er Jahren erfolgte die Errichtung des Trinkwasserpumpwerkes Lahntal mit einer Fördermenge von maximal 100 l/s, der zwei Drittel der Versorgung sicherstellen konnte. Aufgrund des am Pumpwerk befindlichen und wachsenden Gewerbegebietes folgte 1998 und 2000 eine Neuerrichtung von zwei Tiefbrunnen in Lahntal, die seither den Großteil des Trinkwasserbedarfes abdecken.
Um den durchschnittlichen Tagesverbrauch von rund 4.000 m³ im Winter und 5.000 m³ im Sommer bereitstellen zu können, werden jährlich rund 1,3 Millionen m³ gefördert. Dazu dienen je drei Quellfassungen, Tiefbrunnenanlagen und Hochbehälter mit einem Speichervolumen von etwa 2.700 m³ und zwei Druckerhöhungsanlagen. Die Verteilung des 9 bis 10 °C kalten Wassers erfolgt über ein etwa 70 km langes Leitungsnetz mit einem Betriebsdruck von fünf bis sechs Bar.

#### Wasserentsorgung
Das Abwassernetz setzt sich aus rund 55 km Sammelkanälen und rund 10 km Hausanschlusskanälen sowie vier Kanalpumpwerken und drei Regenüberlaufbecken zusammen; die Anschlussdichte beträgt 96 %. Die gesammelten Abwässer werden der Verbandkläranlage Wörgl – Kirchbichl und Umgebung zugeleitet.

#### Abfallentsorgung
Der Bevölkerung steht ein am Westrand des Stadtgebietes gelegener öffentlicher Recyclinghof zur Verfügung. Dieser Wertstoffhof öffnet dienstags, freitags und samstags, der Zutritt ist nur mittels der energy.card (Wörgler Bürgerkarte) möglich. Die Stadtwerke stellen zudem „Gartensäcke“ zur Verfügung, in denen Bioabfälle, Sträucher und Baumschnitt gesammelt und im Wertstoffhof abgegeben oder abgeholt werden können. Neben dem Wertstoffhof stehen zudem 22 öffentliche Müllsammelinseln zur Abfallentsorgung zur Verfügung.

### Tourismus
Tourismus ist in Wörgl im Gegensatz zu den touristisch sehr stark ausgeprägten Nachbarorten Söll, Hopfgarten oder Wildschönau kaum vorhanden. Die Nächtigungszahlen im Winter 2014/15 entsprachen weniger als einem Achtel derer von Söll bzw. ein Elftel derer von Wildschönau, auch die Anzahl an Hotels und Pensionen ist deutlich geringer als die der genannten Gemeinden. In absoluten Zahlen sanken die Nächtigungen zum Vorjahr um 5,9 %.
Im Gegensatz dazu stieg die Nächtigungszahl im Sommer 2014 um 15,5 %, die Zahl der Ankünfte sogar um 35,1 % gegenüber dem Sommer 2013.
Vor dem Ersten Weltkrieg warb Wörgl hauptsächlich als „Luftkurort“, auch die schnelle Erreichbarkeit mit der Eisenbahn wirkte begünstigend. Der Markt konnte auch etliche Wandertruppen mit der nahe gelegenen Hohen Salve oder dem damals noch touristisch unberührten Hochtal der Wildschönau locken. Die Errichtung der Schipiste mit Sessellift am Hennersberg sowie der Sprungschanze lockte weitere Gäste. Mit dem Aufkommen des Tourismus im Brixental, Sölllandl und Wildschönau sank die touristische Attraktivität der Stadt. Heute erfreut sich Wörgl bei den Wintertouristen der Beliebtheit als Einkaufsstadt.

### Immobilienpreise
Der letzte Bezirksmarktbericht „Wohnen in Tirol 2012“ erhob für die Tiroler Bezirke und einige ausgewählte Städte die durchschnittlichen Immobilienpreise aufgrund von tatsächlichen Transaktionen, die in den Grundbüchern verzeichnet waren. Dabei wurden 111 Immobilientransaktionen für Wörgl aus dem Jahr 2011 berücksichtigt. Dabei ergab sich ein durchschnittlicher Quadratmeterpreis für Wohnungen im Erstverkauf von 2.281 Euro. Der durchschnittliche Wert von Wohnungen im Wiederverkauf betrug 1.451 Euro.

### Bildung

#### Kinder- und Jugendbetreuung
Es befinden sich vier Kindergärten im Stadtgebiet – Kindergarten Mitterhoferweg (Nähe Feuerwehr), Grömerweg (Friedensiedlung), Pfarrkindergarten (Stadtzentrum) sowie ein Privatkindergarten im Kinderhaus Miteinander. Der Verein „Kinderhaus Miteinander“ unterhält zudem ein Kinderhaus, einen Schülerhort sowie ein Eltern-Kind-Zentrum in Wörgl. Für die Betreuung der Kleinsten stehen eine Kinderkrippe im Volkshaus sowie drei Krabbelstuben zur Verfügung. Weiters gibt es fünf Nachmittagsbetreuungen in Pflichtschulen und fünf Tagesbetreuungsgruppen in Wörgl. Diese insgesamt 19 Einrichtungen werden von etwa 700 Kindern besucht.

#### Pflichtschulen
Östlich des Stadtzentrums sind die beiden Volksschulen sowie die zwei Neuen Mittelschulen gemeinsam in einem Pflichtschulzentrum untergebracht. Die Neuen Mittelschulen werden von Schülern aus Wörgl, Angath und Angerberg besucht. Die Neue Mittelschule I, die im alten Hauptschulgebäude (1927 fertiggestellt) untergebracht ist, spezialisiert sich als „Sportmittelschule Wörgl“ auf Sportarten wie Turnen, Schwimmen, Klettern, Volleyball, Basketball und Outdoors. Italienisch und Informatik sind die Schwerpunktthemen der Neuen Mittelschule I (1982 eröffnet). Seit 1983 befindet sich auch das Sonderpädagogische Zentrum (Fritz-Atzl-Schule) im Pflichtschulzentrum.

#### Weiterführende Schulen
Das Bundesschulzentrum befindet sich westlich des Stadtzentrums im 1970 bis 1973 errichteten Schulkomplex. Dieser beinhaltet neben dem naturwissenschaftlichen Bundesrealgymnasium (BRG) auch die Bundeshandelsschule (HAS) und Bundeshandelsakademie (HAK). Seit 1985 befindet sich neben dem Bundesschulzentrum die Bundesfachschule für wirtschaftliche Berufe mit Aufbaulehrgang (BFW), deren Ausbildung sich aus einer dreijährigen Fachschule und einem dreijährigen Aufbaulehrgang zusammensetzt.

#### Sonstige Schulen und Erwachsenenbildungseinrichtungen
Ebenfalls am Pflichtschulzentrum angesiedelt ist die 1993 eröffnete Polytechnische Schule.

Dem Sektor der Erwachsenenbildung sind das Tagungshaus der Erzdiözese Salzburg sowie die „ibis acam Bildungsgesellschaft“ angehörig. Die Landesmusikschule Wörgl ist im ehemaligen, denkmalgeschützten Volksschulgebäude neben der Stadtpfarrkirche untergebracht.

Die Lernwerkstatt Zauberwinkel, eine Montessori-Schule, die „LEA (Leben Entfalten Anregen) Produktionsschule Unterland“ für Jugendliche zwischen 15 und 19 Jahren und eine Zweigstelle der Volkshochschule sind ebenfalls in Wörgl ansässig.
Diese Fülle an Bildungseinrichtungen in der Stadt wird von rund 3.000 Schülerinnen und Schülern besucht.

#### Büchereien
Die öffentliche Bücherei ist im Tagungshaus der Erzdiözese Salzburg untergebracht. Auch die Bücherei der Familienberatung Wörgl ist öffentlich zugänglich. Die Schulbibliothek des Bundesschulzentrums Wörgl hat einen öffentlich zugänglichen OPAC.

### Freizeit

#### Sport

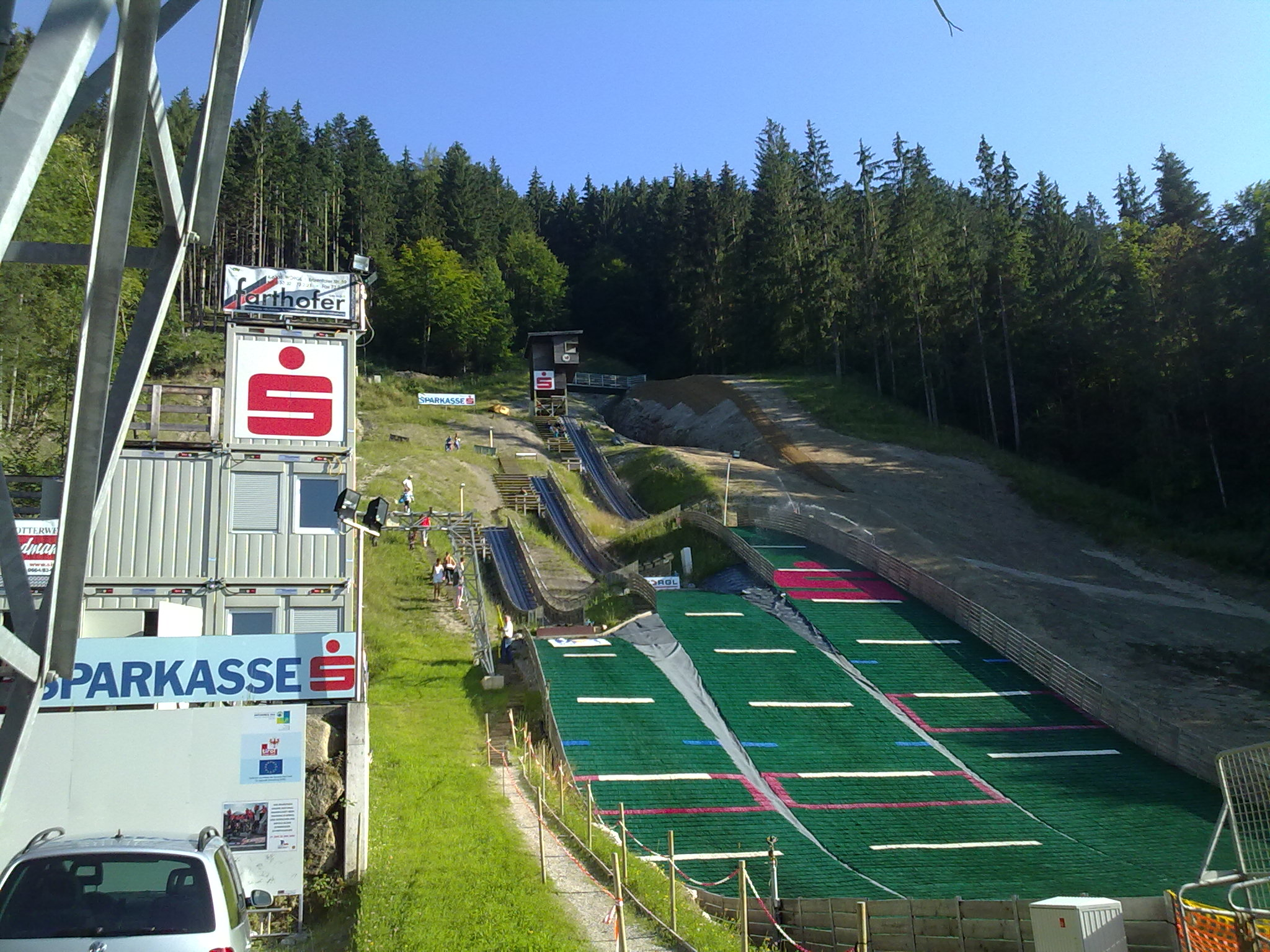
Das 1933 errichtete Sprungzentrum

Bis zum Beginn des 20. Jahrhunderts wurden im Raum Wörgl verschiedene volkstümliche Wettkämpfe wie Ranggeln, Kegeln, Eisstockschießen, Pferderennen und Schießveranstaltungen durchgeführt. Mit Aufkommen des Deutschen Turnvereines wurden allerlei sportliche Disziplinen mit und ohne Gerät modern, besonders im Rahmen des Vereinsturnens wurden verschiedene neue Sportarten ausgeübt. Populär wurden im Sommer Schwimmen, Faustball, Fußball und Leichtathletik, im Winter Skifahren, Skispringen, Rodeln und Eislaufen. Außerhalb von Sportvereinen vergnügte sich die Bevölkerung zunehmend an Wandern, Skifahren, Schwimmen und Radfahren, wodurch in zahlreichen Tiroler Orten – so auch in Wörgl – die Anzahl der Touristen anstieg.
Bekannt wurde Wörgl als Winter- und Sommersportort durch ein 1909 erstelltes Werbeplakat, das einen Skispringer über dem Ort zeigt und an zahlreichen Bahnhöfen Österreichs ausgehängt wurde. Am 10. Januar 1909 fand in Wörgl das erste Wintersportfest mit Rodel-, Sprunglauf- und Skibewerben statt.
Trotz des Zusammenbruches der sportlichen Bestrebungen während des Ersten Weltkrieges erholten sich die Vereine schnell, und die Mitgliederanzahl stieg um ein Vielfaches. Aufgrund von Geldmangel mussten während der Weltwirtschaftskrise mehrere Vereine verboten und aufgelöst werden. Erneut erlangte die Wörgler Sportwelt während des Zweiten Weltkrieges einen Zusammenbruch, in den darauffolgenden Jahren lebte sie durch den Bau neuer Anlagen wieder auf.

#### Sportstätten
- Schwimmbäder: Schwimmbad Wildschönauer Straße (1908–1927), Schwimmbad Augasse (1927–1967), Freibad Madersbacherweg (1967–2003), Hallenbad BRG Wörgl (1973–2001), Hallenbad und Freibecken Wörgler Wasserwelten (seit 2003, ersatzlos geschlossen ab 1. September 2021)

Wörgl besitzt aktuell kein Schwimmbad, welches für Besucher geöffnet ist.
- Sprungzentrum Wörgl (errichtet 1933, 1959, 1974/75, 1982/83 und 2006–2009 umgebaut bzw. erweitert)
- Sportanlage Madersbacherweg (errichtet 1963, Sanierung und Erweiterung mit einer Tribüne mit 600 Sitzplätzen und zwei Fußballfeldern sowie einer 400-m-Laufbahn 1992–1994) mit einem der modernsten Boxtrainingszentren Österreichs, Stadion des SV Wörgl
- 8 Turnhallen (Dreifeldhalle im Pflichtschulzentrum, Zweifeldhalle im Bundesschulzentrum, Einfeldhalle in der Bundesfachschule, Gymnastikräume im Sonderpädagogischen Zentrum, in der Volksschule sowie in den drei Kindergärten der Stadt)
- Speed-Skate Arena: WM-taugliche Inline-Speedskating Anlage mit 6 m Bahnbreite, 12 % Überhöhung und Flutlichtanlage. Sie ist zudem Austragungsort internationaler Wettkämpfe des SC Lattella Wörgl. Im Zentrum der Anlage befinden sich zwei Basketballfelder und ein Inlineskaterhockeyfeld.

Im Stadtgebiet befinden sich weiters u. a. zehn Tennisspielfelder, drei Schießstände, fünf Kegelbahnen und vierzehn Bowlingbahnen.

### Vereinswesen
Die Stadt besitzt mit rund 60 Sportvereinen und neun Freizeitvereinen ein reges Vereinsleben. Einige Vereine, wie der Boxclub Unterberger, das Wave Tri Team (Triathlon), der Fußballverein SV Wörgl, der Verein der Rhythmischen Gymnastik und das SC Lattella Speedskating Team sind aufgrund hervorragender Leistungen (im mitunter internationalen) Spitzensport weit über die Landesgrenzen hinaus bekannt. Die Sportvereine Wörgls sind auf der Homepage der Stadtgemeinde aufgelistet.

### Feuerwehr

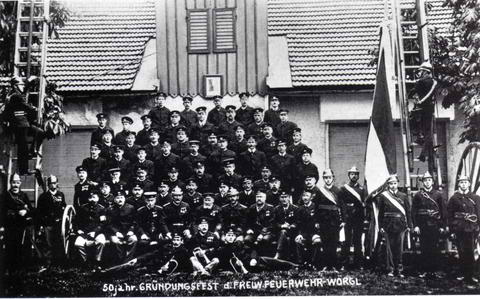
50-jähriges Gründungsfest der Freiwilligen Feuerwehr (1926)

Aufgrund der großen Brandkatastrophen von 1836 und 1851 wurde der Ruf in den beiden Wörgler Gemeinden nach einer gemeinsamen Feuerwehr laut. Daher wurde am 5. Oktober 1876 die Freiwillige Feuerwehr gegründet, womit sie die fünftälteste Feuerwehr im Bezirk ist. Die erste Drehleiter mit Feuerlöschern wurde um 1943 angeschafft, das erste Tanklöschfahrzeug kam 1963 dazu, diese blieben sehr lange im Einsatz.
Heute verfügt die Feuerwehr über elf Fahrzeuge, zu denen auch ein Tunnellöschfahrzeug, ein Großtanklöschfahrzeug mit 12.000 Litern Löschwasserinhalt und eine Hubrettungsbühne mit 32 m Höhe gehören. Nachdem sich das Feuerwehrhaus (vormals „Spritzhütte“) seit 1855 an der Bahnhofstraße befunden hatte, wurde mit dem Neubau des heutigen Feuerwehrhauses in der Michael-Pacher-Straße 1974 begonnen, die Einweihung erfolgte am 29. Juni 1975. Im April 2018 wurde dieses abgetragen, ein neues Feuerwehrhaus ist am selben Platz im Bau.
Der Freiwillige Feuerwehr Wörgl gehören etwa 110 Einsatzkräften, 25 Reserve- und 6 Jungfeuerwehrmitglieder an.

### Rotes Kreuz Wörgl
Neben der Wörgler Schützengilde gilt das Rote Kreuz Wörgl als einer der ältesten Vereine der Stadt. Unter Mithilfe des damaligen Bürgermeisters Steinbacher und des Pfarrers wurde 1905 der „Männer- und Frauenzweigverein vom Roten Kreuz“ mit 24 Mitgliedern gegründet. Mit der Verleihung des Öffentlichkeitsrechts an das Krankenhaus Wörgl bekam die freiwillige Rettungsorganisation 1909 eine überörtliche Funktion.
1913 wurde das erste Rettungsfahrzeug seiner Bestimmung übergeben. Nach dem Ersten Weltkrieg erlitt das Rettungswesen einen starken Zusammenbruch, es bestand zudem nur mehr aus drei Mitgliedern. Im Zweiten Weltkrieg wurde ein verhängtes Nachtfahrverbot nicht akzeptiert, wodurch es zur Auflösung der Ortsstellung und der Gründung zur „Freiwilligen Rettungsgesellschaft Wörgl“ kam. 1980 bestand sie aus sechs Freiwilligen und einem Rettungsfahrzeug, am 1. Juli 1985 wurde sie nach jahrzehntelangem Bemühen der Bezirksstelle Kufstein unterstellt.
Die Ortsstelle Wörgl umfasst heute die Bereiche Rettungsdienst, betreuter Fahrdienst, Schnelleinsatzgruppe bei Großunfällen und Katastrophen (SEG), Krisenintervention, Besuchsdienst, Mediatoren, Tafel (Lebensmittelausgabe an Bedürftige), Kleiderladen und Warenhaus. Die Ortsstelle besteht somit aus neun Bereichen, ihr gehören etwa 140 ehrenamtliche Mitglieder an.

## Politik

### Dorfvorsteher
Die sogenannten Dorfvorsteher wurden alljährlich als Vorstände der ehemaligen Gemeinden Wörgl-Kufstein und Wörgl-Rattenberg gewählt (bzw. in ihrem Amt bestätigt).
Siehe auch Unterartikel → Dorfvorsteher Wörgl-Kufstein
Siehe auch Unterartikel → Dorfvorsteher Wörgl-Rattenberg

### Bürgermeister

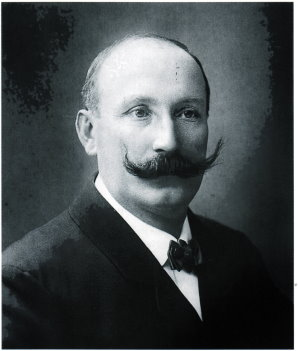
Josef Steinbacher war letzter Vorsteher der Gemeinde Wörgl-Kufstein (1905–1911) und erster Bürgermeister der Marktgemeinde Wörgl (1911–1912)

In den 40 Jahren des Bestehens als Marktgemeinde wurden elf Amtsperioden von acht verschiedenen Bürgermeistern bestritten.
| Name                      | Amtszeit  | Beruf              |
| ------------------------- | --------- | ------------------ |
| Josef Steinbacher         | 1911–1912 | E-Werk-Besitzer    |
| Franz Hörhager            | 1912–1919 | Kaufmann           |
| Josef Loinger             | 1919–1922 | Mechanikermeister  |
| Anton von Avanzini        | 1922–1928 | Rechtsanwalt       |
| Josef Gollner             | 1928–1931 | Kaufmann           |
| Michael Unterguggenberger | 1931–1934 | Bundesbahnrevident |
| Martin Pichler            | 1934–1935 | Schneidermeister   |
| Martin Pichler            | 1935–1938 | Schneidermeister   |
| Josef Gollner             | 1938–1939 | Kaufmann           |
| Johann Gschöpf            | 1939–1945 | Angestellter       |
| Martin Pichler            | 1945–1951 | Schneidermeister   |

Acht Bürgermeister standen bis dato an der Spitze der Stadtgemeinde, wovon Fritz Atzl mit 17 Jahren Amtszeit am längsten die Geschicke der Stadt führte.
Martin Pichler wurde von 1934 bis 1938 als Regierungskommissär für Wörgl bestellt und gilt als Gründer der Stadtgemeinde Wörgl. Er war dreimal Regierungskommissär bzw. Bürgermeister, wobei er der letzte Bürgermeister der Marktgemeinde war und 1951 erstes Stadtoberhaupt Wörgls wurde.
| Name              | Amtszeit   | Beruf              | Partei |
| ----------------- | ---------- | ------------------ | ------ |
| Martin Pichler    | 1951–1953  | Schneidermeister   |        |
| Johann Astl       | 1953–1959  | Elektriker         |        |
| Ferdinand Mayr    | 1959–1962  | Baumeister         |        |
| Rupert Hagleitner | 1962–1974  | Meldeamtsleiter    |        |
| Herbert Strobl    | 1974–1980  | Stadtamtsleiter    | SPÖ    |
| Fritz Atzl        | 1980–1997† | Angestellter       | ÖVP    |
| Arno Abler        | 1997–2010  | Steuerberater      | ÖVP    |
| Hedwig Wechner    | 2010–2022  | Hauptschullehrerin | SPÖ    |
| Michael Riedhart  | seit 2022  | Angestellter       | ÖVP    |

Fritz Atzl starb am 10. August 1997 im Alter von 54 Jahren an einem Sekundenherztod. Zu seinem Nachfolger wurde Arno Abler vom Gemeinderat gewählt und wurde bei den Wahlen 1998 und 2004 im Amt bestätigt.
Hedwig Wechner (SPÖ) gewann am 28. März 2010 per Stichwahl gegen ihren Vorgänger Abler mit 2326 zu 2192 Stimmen. Somit stand erstmals in der Geschichte des Bezirkes Kufstein eine Frau an der Spitze einer Gemeinde. Am 27. Februar 2022 konnte sie sich gegen ihren ÖVP-Kontrahenten Michael Riedhart nicht mehr durchsetzen und erlangte nur mehr 21,95 % der Stimmen. Auf eine Stichwahl gegen Riedhart, der 39,15 % bekam, verzichtete sie.

### Gemeinderat
Der Gemeinderat besteht aus 21 Mitgliedern. Seit der Gemeinderatswahl vom 27. Februar 2022 besteht folgende Mandatsverteilung:
- 9 Wörgl Bewegen – Team Michael Riedhart – Wörgler Volkspartei – ÖVP
- 4 Liste Hedi Wechner (SPÖ-nahe)
- 4 Wir für Wörgl – Liste Roland Ponholzer WfW
- 2 Wörgler Grüne (Grüne)
- 1 Menschen Freiheit Grundrechte (MFG Österreich)
- 1 Freiheitliche Wörgler Liste – FWL (FPÖ)

### Stadtrat
Der Stadtrat besteht aus sechs Mitgliedern und setzt sich aus den folgenden Personen zusammen:
- Michael Riedhart – Bürgermeister, Wörgl Bewegen, ÖVP
- Kayahan Kaya – 1. Vizebürgermeister, Wörgl Bewegen, ÖVP
- Roland Ponholzer – 2. Vizebürgermeister, Wir für Wörgl, WfW
- Thomas Embacher – Stadtrat, Wörgl Bewegen, ÖVP
- Elisabeth Werlberger – Stadträtin, Wörgl Bewegen, ÖVP
- Christian Kovacevic – Stadtrat, Liste Hedi Wechner, SPÖ

### Wappen

Das von Kaiser Franz Joseph I. verliehene Wörgler Wappen

Die roten Dachsparren verweisen auf die Wehrburg (47° 28′ 25″ N, 12° 7′ 23″ O), die zerstört wurde, und das gleichnamige Adelsgeschlecht. Die goldenen, ineinandergreifenden Ringe im Wappen der Stadt Wörgl erinnern daran, dass Wörgl aus der Vereinigung der zwei Gemeinden Wörgl-Kufstein und Wörgl-Rattenberg entstanden ist. Die Flügel symbolisieren den wirtschaftlichen Aufschwung.
Die Verleihung des Wappens erfolgte am 20. Juli 1911 durch Kaiser Franz Joseph I. im Zuge der Zusammenlegung der beiden ursprünglichen Dorfgemeinden und der darauffolgenden Erhebung zur Marktgemeinde durch „Allerhöchste Kaiserliche Entschließung“, da es nach altösterreichischer Art nur in Markt- und Stadtgemeinden üblich war, ein Gemeindewappen zu führen.
Das Kaiserliche Patent mit der erstmaligen Blasonierung des Wappens lautet:

„Kaiserl. u. königl. Marktverleihungs-Dekret für Wörgl:

Viribus Unitis.

Wir Franz Josef der Erste

Von Gottes Gnaden Kaiser von Oesterreich, apostolischer König von Ungarn, König von Böhmen, vom Dalmatien, Croatien, Slavonien, Galizien, Lodomerien und Illirien; Erzherzog von Oesterreich; Großherzog von Krakau; Herzog von Lothringen, Salzburg, Steier, Kärnten, Krain, Bukowina, Ober- u. Niederschlesien; Großfürst von Siebenbürgen, Markgraf von Mähren, gefürsteter Graf von Habsburg und Tirol etc. etc.

haben Uns in Unserer kaiserlichen und königlichen Machtvollkommenheit bewogen befunden, mit Unserer Entschließung vom 28. März 1911 Unsere getreue Ortschaft Wörgl, in Unserer gefürsteten Grafschaft Tirol, in huldvollster Würdigung ihres geregelten Gemeindewesens und ihres gedeihlichen Aufschwunges, über die Bitte der Gemeindevertretung zu einem Markte zu erheben. Des weiteren haben Wir Unserem getreuen Markte Wörgl die Führung des nachstehend beschriebenen und in Farbendruck gestellten Marktwappens bewilligt als ein von Silber, Schwarz und Rot quer geteilter Schild: Das oberste Feld ist von zwei gestürzten, seitlich aneinander geschobenen roten Sparren durchzogen, in der mittleren Feldung erscheinen zwei ineinandergreifende geflügelte goldene Ringe, das unterste Feld zeigt kein Bild

Zur Beurkundung dessen haben Wir gegenwärtiges Diplom mit Unserem kaiserlichen Namen Eigenhändig unterzeichnet und Unserer Kaiserlichen Majestäts Siegel beifügen lassen. […]

Reichshaupt- u. Residenzstadt Wien am zwanzigsten Juli des Jahres Eintausendneunhundertundelf“

Das Wappen wurde 1951 anlässlich der Stadterhebung Wörgls von der Tiroler Landesregierung bestätigt, das untere rote Drittel des Wappenschildes wurde den beiden verheerenden Weltkriegen und deren Opfern zugesprochen. Der Flaggenhintergrund ist vertikal mit den Wappenfarben Rot, Schwarz und Weiß dreigeteilt.

### Partnerstädte
- Albrechtice nad Orlicí (Albrechtsdorf an der Adler) in Tschechien hat etwa 1000 Einwohner und liegt östlich von Königgrätz nahe der polnischen Grenze.
- Suwa in Japan, seit 25. Oktober 1960 Partnerstadt von Wörgl, hat knapp 50.000 Einwohner und liegt in der Region Chūbu.

## Persönlichkeiten

### Ehrenbürger
- Josef Greuter (1817–1888), Monsignore
- Nikolaus Schachtner (1839–1913)
- Franz Hörhager (1851–1933), Bürgermeister und Kaufmann
- Josef Perathoner (1852–1937)
- Johann Seisl (1861–1933),[97]
- Josef Steinbacher (1862–1912), Bürgermeister und E-Werk-Besitzer[97]
- Johann Grömer (1863–1946), Kooperator[97]
- Josef Stelzhamer (1869–1934), Großkaufmann; Kommerzialrat[97]
- Alois Angeli (1870–1949), Arzt[97]
- Josef Niedermoser (1871–1943), Pfarrer
- Franz Stumpf (1876–1935), Landeshauptmann[97]
- Peter Zottl (1879–1957), Arzt[97]
- Mathias Riedelsperger (1881–1953), Geistlicher Rat
- Martin Pichler (1882–1953), langjähriger Bürgermeister, Vizepräsident des Tiroler Landtages und Schneidermeister; Kommerzialrat[97]
- Anton Hoflacher (1883–1891)
- Michael Unterguggenberger (1884–1936), Bürgermeister und Initiator des weltweit beachteten Wörgler Freigeldexperiments[97]
- Bibiane Blaikner (1885–1959), Ordensschwester[97]
- Hans Strickner (1885–1973)[97]
- Georg Ager (1886–1908), langjähriger Gemeinderat von Kufstein-Wörgl und Gutsbesitzer
- Johann Federer (1887–1963)[97]
- Johann Astl (1891–1964), Landtags- und Nationalratsabgeordneter, Bürgermeister und Elektriker
- Ferdinand Mayr (1896–1984), Wirtschaftsbundobmann, Gremialvorsteher für das Baugewerbe in der Handelskammer Tirol, Bürgermeister und Baumeister; Kommerzialrat
- Kurt Schuschnigg (1897–1977), Bundeskanzler
- Andreas Lenk (1904–1975)
- Rupert Hagleitner (1914–1974), Bürgermeister und Meldeamtsleiter[97]
- 1999: Herbert Strobl (* 1932), Stadtamtsleiter und Bürgermeister; Ehrenringträger
- 2013: Maria Steiner (* 1945), Vizebürgermeisterin
- 2023: Arno Abler (* 1962), Bürgermeister, Abgeordneter zum Tiroler Landtag
- 2023: Hermann Hotter (* 1945), Präsident des Tiroler Kameradschaftsbundes

Quellen:

### Söhne und Töchter der Stadt

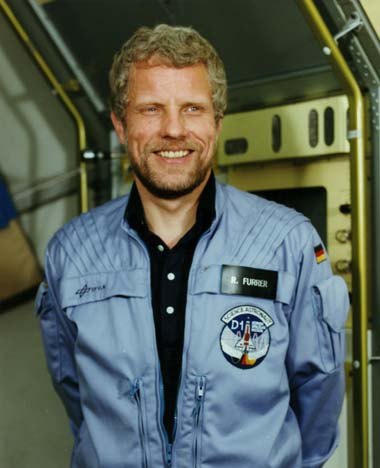
Reinhard Furrer

- Therese Mölk (1872–1958), Begründerin von MPreis, der größten Lebensmittelkette Tirols
- Franz Albert (1931–2017), Autorennfahrer
- Josef Lackner (1931–2000), Architekt
- Josef Wimmer (1931–1986), Unteroffizier, 1983 Patient der 1. Herztransplantation in Österreich
- Reinhard Furrer (1940–1995), deutscher Astronaut während der D1-Mission 1985
- Arnold Klotz (* 5. August 1940), Stadtplaner und Vizerektor für Infrastruktur der Universität Innsbruck
- Hans Peter Haselsteiner (* 1. Februar 1944), Unternehmer und ehemaliger Politiker
- Gisela Wurm (* 1957), Politikerin (SPÖ)
- Heinz Zak (* 23. März 1958), Extrembergsteiger und Fotograf
- Gerhard Berger (* 27. August 1959), Formel-1-Fahrer und ehemaliger Leiter des Rennstalls Toro Rosso
- Manfred Steiner (* 27. November 1962), Skispringer
- Bernhard Gwiggner (* 1963), Bildhauer
- Stefan Horngacher (* 20. September 1969), Skispringer
- Claudia Hagsteiner (* 1. September 1970), Politikerin
- Richard Kitzbichler (* 12. Jänner 1974), Fußballspieler
- Markus Bichler (* 23. Jänner 1979), Sportschütze und Trainer
- Florian Sturm (* 6. Mai 1982), Fußballspieler
- Gebhard Bendler (* 1983), Historiker, Berg- und Skiführer sowie Sportkletterer
- Walter Altmann (* 24. Dezember 1984), Fußballschiedsrichter
- Anna Widauer (* 1989), Jazzmusikerin
- Jonas Widschwendter (* 1993), Trial-Motorrad-Fahrer
- Gunter Mayr * (1972), Jurist und Politiker

### Mit der Stadt verbundene Persönlichkeiten
- Hermann Hauser (* 23. Oktober 1948), IT-Techniker und Unternehmer, aufgewachsen in Wörgl
- Hans Hömberg (1903–1982), deutscher Filmschaffender, Dramatiker, Hörspielautor und Romanschriftsteller; Ehrenzeichenträger[97]
- Franz Schunbach (1898–1981),[101] Maler und Ehrenzeichenträger[97]

## Filme
- Das Wunder von Wörgl. Dokudrama, Österreich, 2018, 88:42 Min., Buch: Thomas Reider, Regie: Urs Egger, Produktion: ORF, epo-film, Film-Line, FreibeuterFilm, BR, arte, SRF, RAI Südtirol, Erstsendung: 1. Dezember 2018 beim SRF, Inhaltsangabe und Szenenbilder vom BR.
- Der Geldmacher – Das Experiment des Michael Unterguggenberger. Dokumentarfilm mit Spielszenen, Österreich, 2018, 44:03 Min., Buch: Thomas Reider und Peter Beringer, Regie: Thomas Reider, Produktion: epo-film, ORF, BR, Erstsendung: 1. Dezember 2018 beim SRF, Inhaltsangabe vom BR. Unter anderem mit den Ökonomen Stephan Schulmeister, Gerhard Senft, Veronika Spielbichler (Unterguggenberger-Institut) und Unterguggenbergers Tochter Lia Rigler.